# Göteborgs fasta försvar

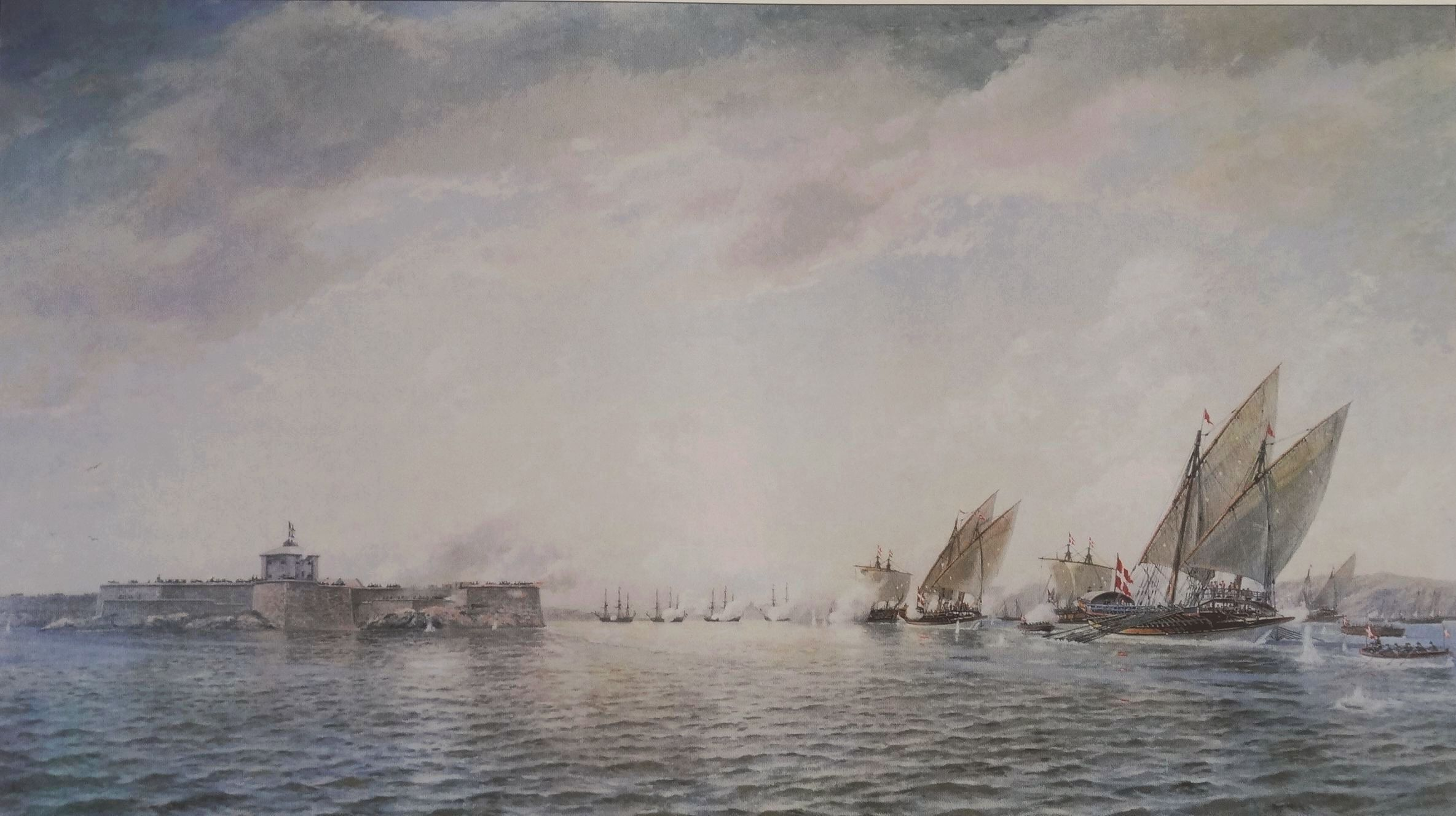
Dansk-norska örlogsfartyg och Nya Älvsborg beskjuter varandra på morgonen den 3 maj 1717, efter att ett nattligt anfall mot Nya Varvet slagits tillbaka. Målning av Jacob Hägg på Sjöfartsmuseet Akvariet, Göteborg.

Göteborgs fasta försvar var de fortifikationsbyggnader som användes till försvar av Göteborgsområdet och Hisingen, samt tidigare svenska stadsbildningar vid Göta älv.  Under tidig medeltid var Göteborgs föregångare Lödöse försvarad av den starka borgen Lödösehus. Efter att staden på 1400-talet flyttats närmare älvmynningen bestod försvaret av en enkel jordvall och vallgrav, medan Älvsborg blev den centrala försvarsanläggningen vid anfall från havet, även om befästningen in på 1500-talet var byggd i trä. Sedan flera mindre föregångare förstörts i samband med krig, grundades staden Göteborg på sin nuvarande plats, med starkare befästningar bestående av bastioner och vallar enligt holländskt mönster. De olika krigen under 1600- och tidigt 1700-tal: Kalmarkriget, Hannibalsfejden, Gyldenløvefejden och Stora nordiska kriget innebar att försvarsanläggningarna i staden och omgivningarna byggdes ut. Efter en lång period av förfall under 1700-talet började Göteborgs stadsbefästningar att raseras 1807. Under första hälften av 1800-talet byggdes Marstrandsfästningen Karlsten ut kraftigt, innan artilleriets utveckling tvingade fram en nerläggning av kustfästningarna. I början av 1900-talet färdigställdes Älvsborgs fästning som en samlande benämning på olika försvarsåtgärder i Göta älvs mynning och senare under 1900-talet har det fasta försvaret bestått av anläggningar i bergrum runt staden.

## Befästningar under medeltid och äldre vasatid

### Lödösehus

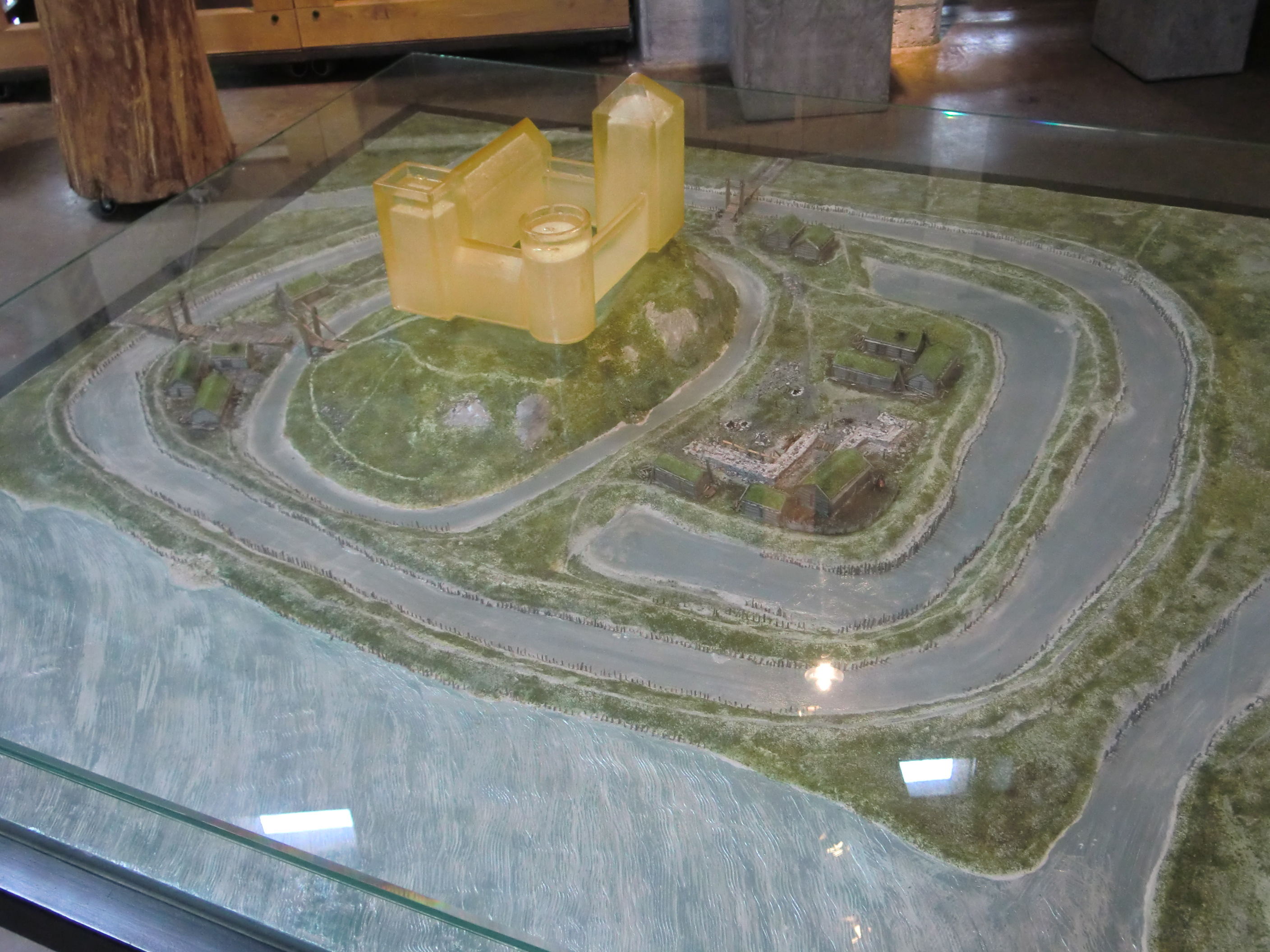
Lödösehus sedd från sydväst (Göta älv). Modell på Lödöse museum

Som första föregångare brukar räknas Lödöse, cirka 5 mil norr om Göteborg. Den äldsta tätortsbebyggelsen går, enligt arkeologiska fynd, tillbaka till strax före år 1100. Den äldsta försvarsanläggningen nämns i Håkon den gamles saga som en kastal, det vill säga ett fristående torn, vilken förstördes 1227. I översättning lyder sagan "Norrmännens kloke konung lät österut nedbryta kastalen i Lödöse där furstarna trodde sig säkra". Översättningen har dock ifrågasatts av forskare och inga arkeologiska spår av kastalen har hittats.

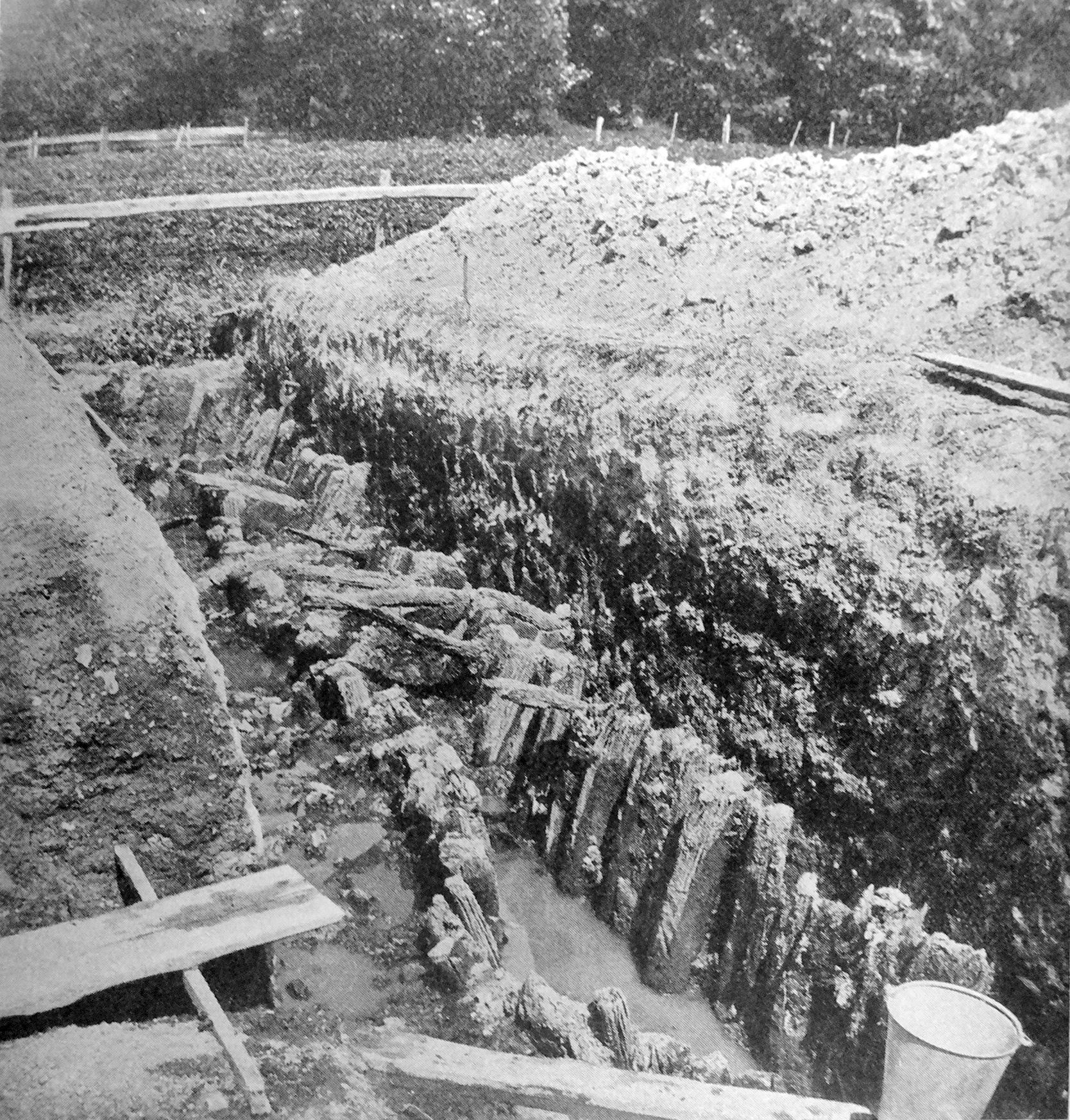
Del av inre vallgraven på Lödösehus, med dubbel palissad och vallnålar, från utgrävningar 1916-1920.

Flera arkeologiska utgrävningar under 1900-talet har däremot visat på ett dubbelt, på vissa sträckor tredubbelt, vallgravsystem och palissadverk från 1250–1260-talen som anlagts runt "borgkullen", en bergplatå 15 meter över den förbiflytande Göta älv. Den eventuella kastalen bör då ha ersatts av en större borg, Lödösehus, vilken bland annat nämns i Erikskrönikan. Den nya borgen var troligen byggd i sten och tillsammans med omgivande anläggningar bör den ha varit en av rikets starkaste borganläggningar. Inklusive vallgravarna har borgområdet omfattat en yta på cirka 3 hektar, själva borgplatån cirka 50x70 meter, och övriga bebyggelseytor innanför vallgravarna cirka 6 000 m2. Mot de cirka 9 meter breda vallgravarna har vallarna stabiliserats med palissader av tätt ställda decimetertjocka ekstolpar, med upp emot 4 meters längd. Dessutom har vallnålar använts i vallgravens inre palissad, det vill säga spetsade, snedställda pålar under vattenytan för att hindra simmande eller vadande fiender.

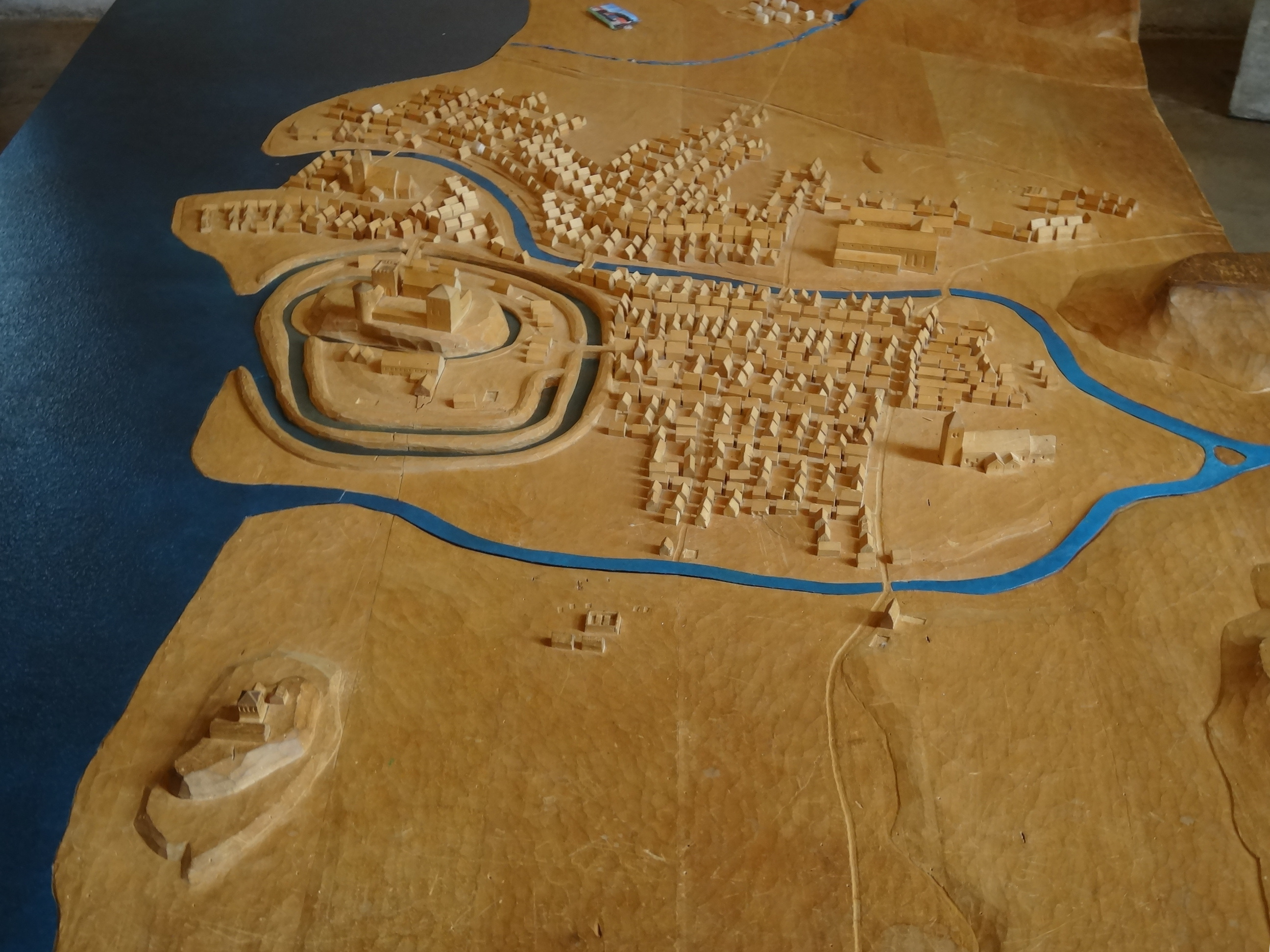
Trärelief på Lödöse museum av staden Lödöse cirka år 1300, vy från söder.

Lödösehus var en riksborg, vilket innebar att kronan stod som byggherre. Den skulle vara gränsförsvar mot Norge eftersom riksgränsen gick i Göta älv, vara tillfällig bostad åt den kringresande kungen med sin eskort, samt förvaltningsborg för ett slottslän eller borgfögderi. Det senare innebar att det fanns behov av stora magasin för naturaskatt.
Staden Lödöse hade ingen stadsmur, men vid utgrävningar har konstaterats breda diken, uppenbarligen försedda med vallar, norr och öster om stadsbebyggelsen. Dessutom fanns ytterligare en försvarsanläggning på Tegelkullen söder om staden. Denna har tolkats som en vaktborg, eller stödbefästning, samtida med Lödösehus. Anläggningen bör ha haft mycket god utsikt över Göta älv söderut, i den förväntade anfallsriktningen. 

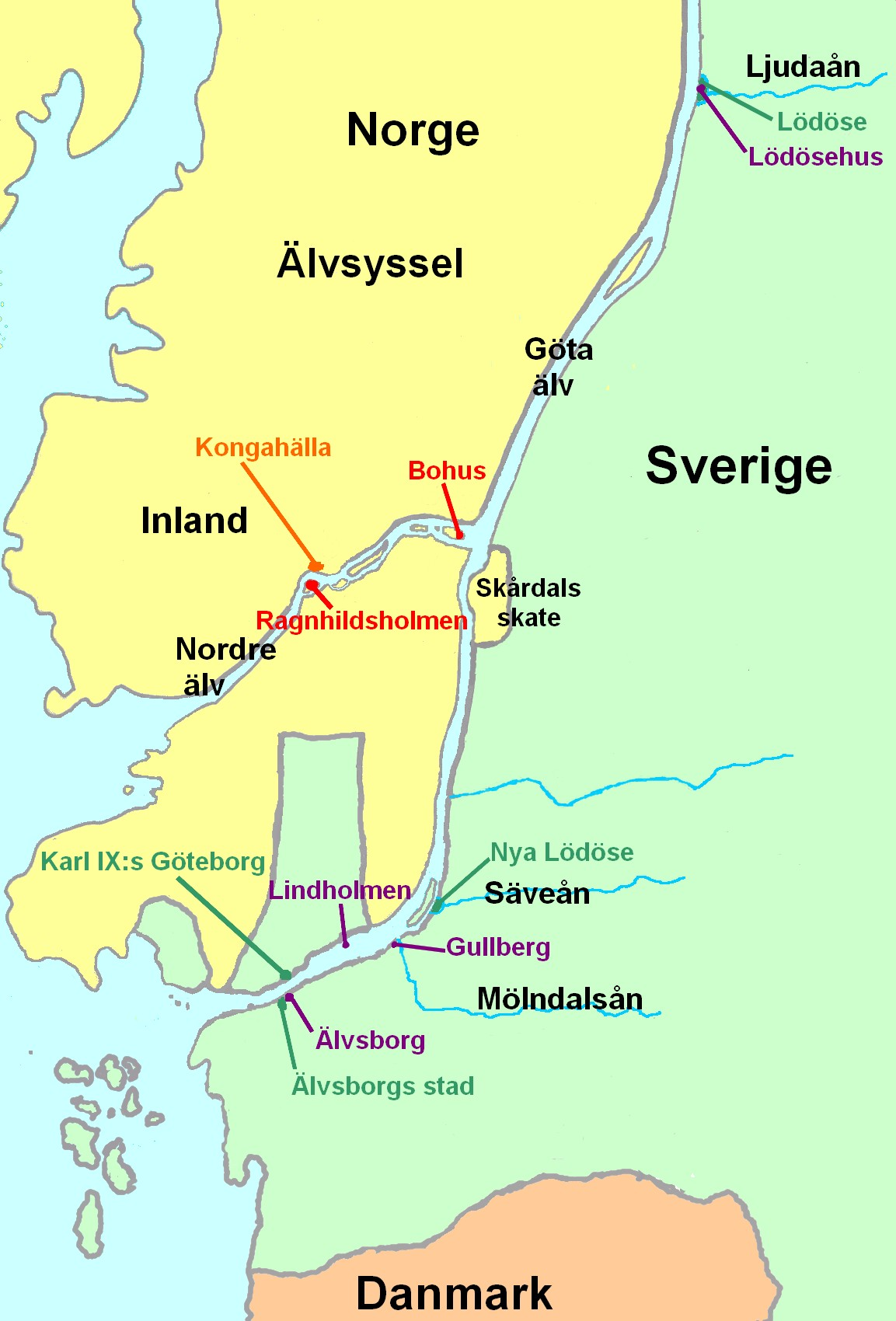
Karta över gränser, medeltida borgar och städer i Göta älvs mynning fram till 1612. Rött: Norska borgar, Orange: Norska städer, Lila: Svenska borgar, Grönt: Svenska städer

Någon gång under den tidigare delen av 1200-talet har Sverige fått tillgång till en korridor utefter Göta älv. Det antas ha skett under en period då Danmark skakades av inre oroligheter, samtidigt som ett stort lerskred vid "Jordfallet", nuvarande tätorten Bohus, blockerade den södra älvarmen vilket gjorde att bara Nordre älv var farbar för handelsfartyg. Möjligen har också "Skårdals skate" i samma skredområde på västgötasidan, ingått som en svensk motprestation till Norge. Birger Jarl var mycket aktiv i Göta älvdalen under mitten av 1200-talet, med flera internordiska möten mellan år 1249–1263, samt hög närvaro i Lödöse under samma period som Lödösehus byggdes ut.

### Gullbergs hus
På Gullbergsklippan nära nuvarande Göteborgs centralstation lät den svenske kungen Birger Magnusson anlägga en borg år 1304, som var det första svenska gränsfästet vid Göta älvs mynning. Borgen fick efter klippan namnet Gullberg och var troligen byggd i trä. Strandängarna vid klippan, Gullbergshed, var en viktig mötesplats för möten mellan företrädare för Sverige, Norge och Danmark, bland annat 1253, 1254 och 1285, men källorna nämner ingenting om någon befästning under 1200-talet. 
I början av 1300-talet hade konflikten mellan kung Birger och hans bröder, hertigarna Erik och Valdemar, utvecklats till inbördeskrig. Hertigarna var allierade med kung Håkon V Magnusson i Norge och hertig Erik hade bland annat fått Älvsyssel med borgen Ragnhildsholmen i förläning. Anläggandet av Gullbergs hus kan därför ses som ett motdrag av kung Birger, för att säkra tillgången till Göta älvs södra utlopp. Den ursprungliga borgen användes troligen bara i några årtionden. Under 1400-talets senare del anlades och förstördes skansar på Gullberg vid flera tillfällen, i samband med belägringar av det näraliggande Älvsborg.

### Lindholmen

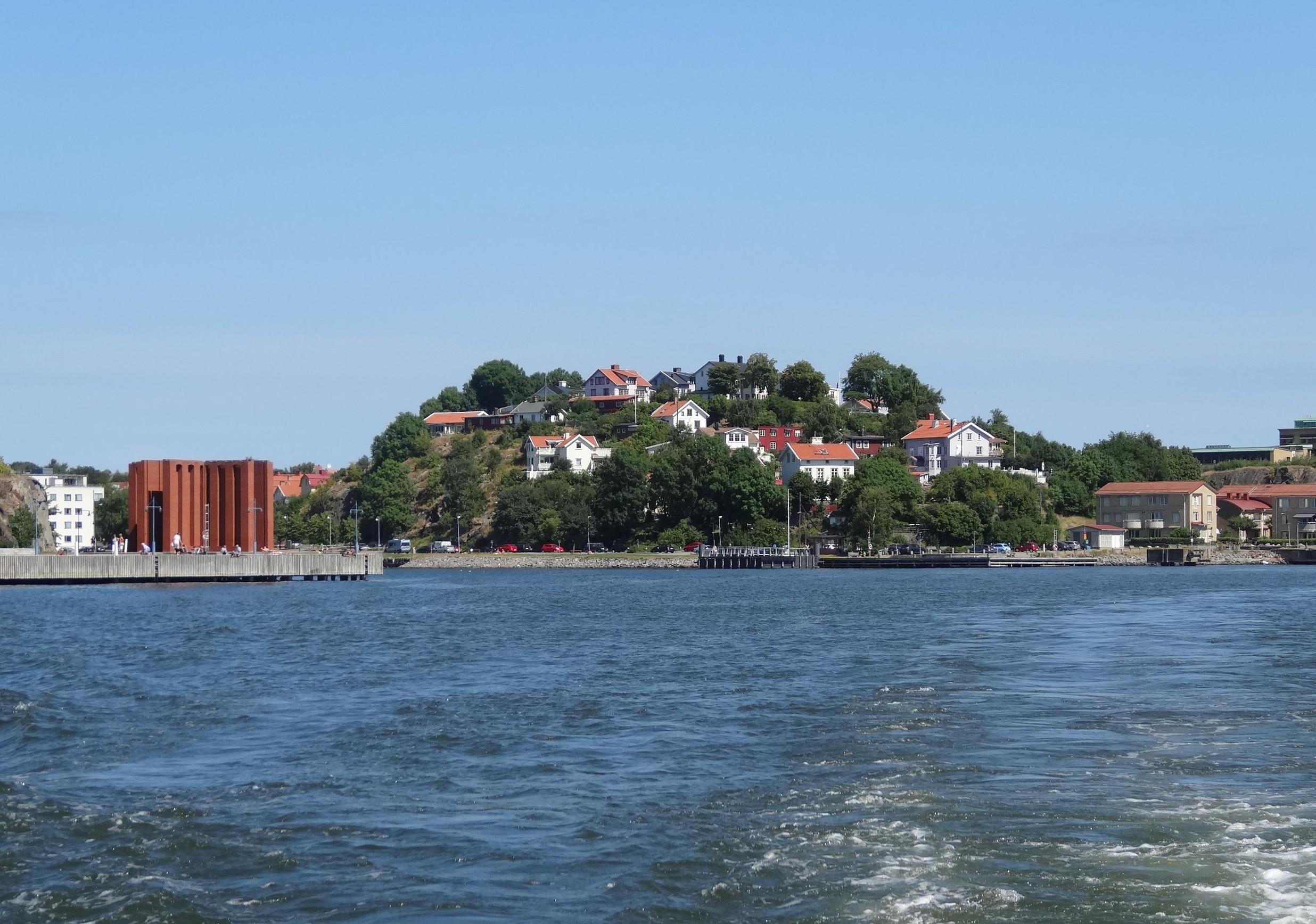
Slottsberget, Lindholmen i nutid sett från sydväst (Göta älv).

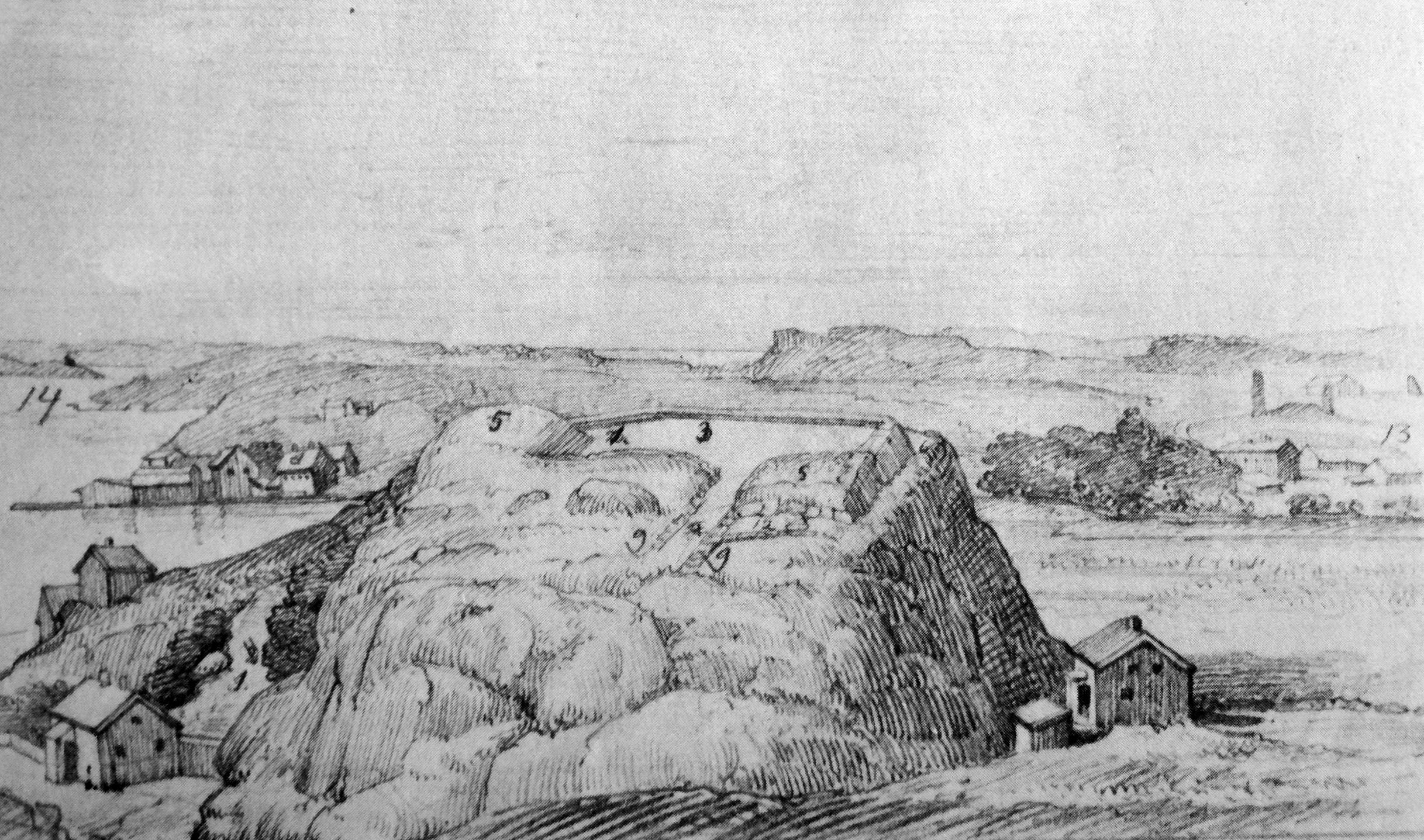
Ruinerna av borgen Lindholmen, tecknade på 1860-talet av Gustaf Brusewitz.

Borgen nämns första gången cirka 1330 och låg då på en brant klippö på Hisingssidan av Göta älvs södra gren. Numera är berget, Slottsberget, på grund av landhöjning och utfyllnader landfast. Precis som Gullbergshed var Lindholmarna kungliga mötesplatser redan vid 1200-talets mitt. Borgens funktion var att vara förvaltningsborg, medan Lödösehus fortfarande var den viktigaste svenska militära anläggningen mot väster.
Kung Magnus Eriksson vistades ofta på Lindholmen under 1330-talet. Han var kung både i Sverige och Norge och skulle enligt fördrag dela sin tid mellan de båda rikena. Detta kunde han göra genom att förutom på Lindholmen, också vistas på den nya norska borgen Bohus knappt två mil norrut. Då kung Magnus gifte sig med Blanka av Namur 1335 fick hon Lödöse fögderi och stad, samt Lindholmen i morgongåva. Vilken omfattning Lödöse-Lindholms slottslän har haft går inte att fastställa och inte heller var det gränsat mot det andra västgötafögderiet Axvall. Efter 1339 nämns inte Lindholmen längre i skriftliga källor. Stora delar av lämningarna efter borgen förstördes i slutet av 1800-talet, då många villor byggdes på Slottsberget. Genom provgrävningar i området 1962 har lämningarnas storlek kunnat bestämmas. På den ganska brant avgränsade bergplatån har en ringmur anlagts och inom den en borganläggning med åtminstone en tornbyggnad. Möjligen har ett förborgsområde funnits nedanför kullen, i likhet med Lödöse. Sannolikt har en större del av anläggningens byggnader varit av trä.

### Älvsborg

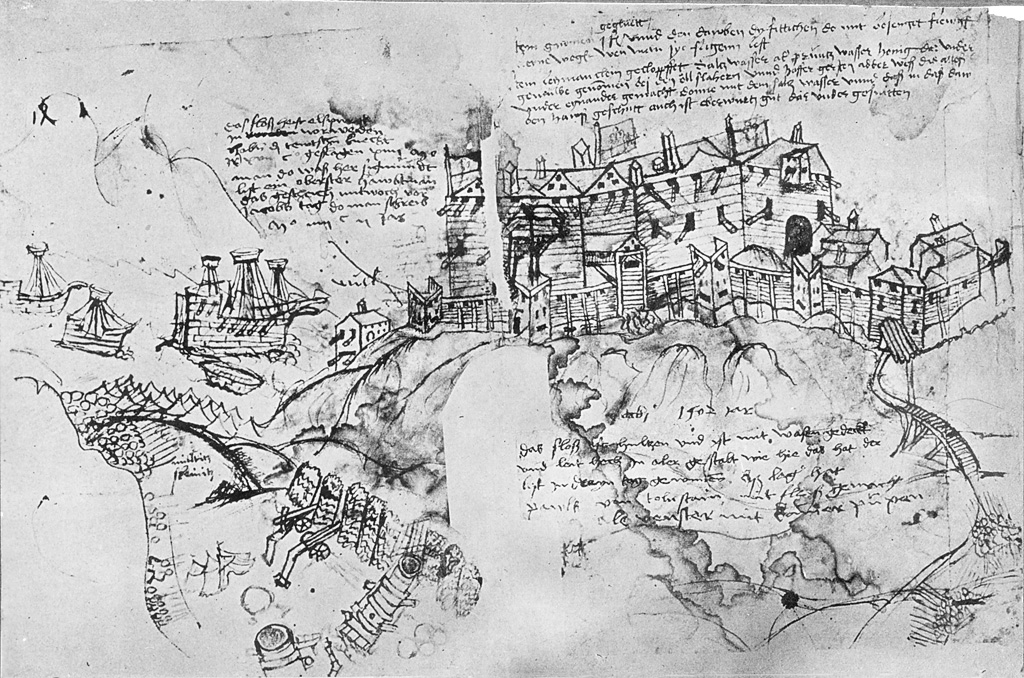
Paul von Dolnsteins teckning över belägringen av Älvsborg i juli 1502.

Borgen nämns första gången 1366 och bör ha anlagts tidigare under 1360-talet. Den låg 20 meter över vattnet vid Klippan, nära Göta älvs mynning. Läget innebar att trafiken på älven kunde övervakas, men eftersom borgen ännu i början av 1500-talet var byggd i trä kan den inte sägas ha varit särskilt stark. Detta trots att den under närmare 300 år blev Sveriges huvudfäste mot väster. Älvsborg övertog också Lindholmens roll som förvaltningsborg i Västsverige tillsammans med Axvall, framförallt efter Engelbrektsupproret 1434.
På grund av de många senare ombyggnaderna finns det inga spår kvar av den medeltida borgen, men däremot en unik teckning av den tyske landsknekten Paul von Dolnstein, som deltog i den danske prinsen Kristians anfall mot borgen i juli 1502. Dolnsteins bild visar hur belägrarna slagit upp ett fältläger väst eller sydväst om fästningen och att man grävt djupa gravar på södra sidan till skydd för soldaterna. Där syns också hur artilleri, både lätta fältslangor och en grov kartov, används i skydd av skanskorgar. Även om fästningens svenska garnison var välbeväpnad med kanoner och olika slags handbössor kapitulerade man vid denna belägring efter tre dagar.

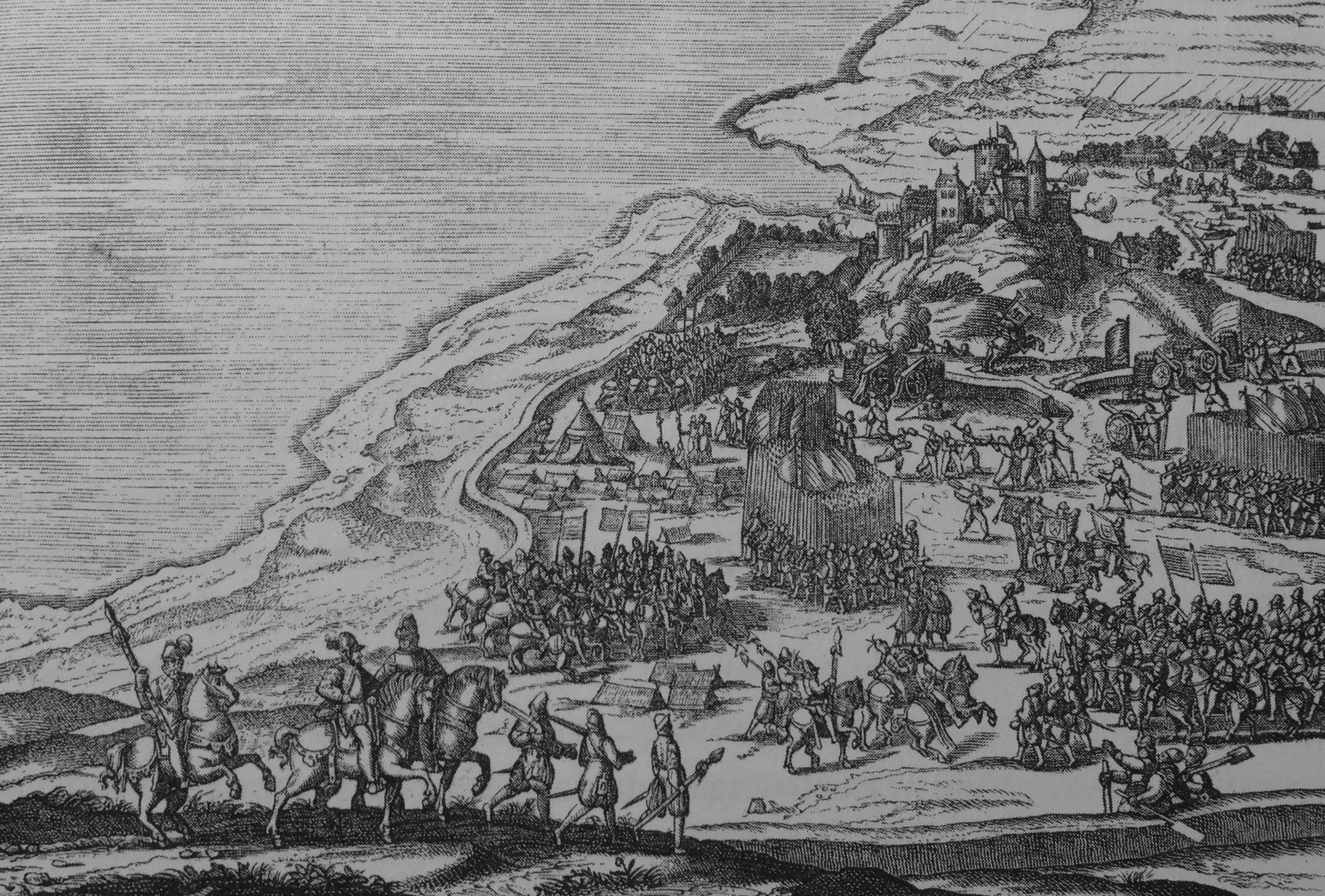
Kopparstick av Fredrik II:s erövring av Älvsborg 1563.

Enligt Dolnsteins information till teckningen nämns att "slottet är av trä och taket täckt med jordtorv". I den höga anläggningen med Klippans branta sluttningar "har alla fönstren dunderbössor", enligt Dolnstein. På borgplatån verkar det inte finnas några stenbyggnader, utom möjligen ett torn på norra sluttningen. Både ringmuren runt anläggningen och borgkärnan verkar vara byggd med liggande timmer. Ringmuren har sju torn, av vilka det tredje från vänster är försett med en loftgång till huvudborgen. Det andra tornet från höger är kraftigare än de andra och har en ytterport med en lång träbro som leder fram till det.  Borgen brändes vid detta tillfälle och därefter brändes den återuppbyggda borgen ännu en gång, innan Gustav Vasa började bygga Älvsborg i sten och med vallgrav 1529, för att lättare stå emot artilleri. Medeltidsborgen var en oregelbunden anläggning med max 50 meters sida och den med sten utbyggda anläggningen var flera gånger större.
På Gustav Vasas tid började anläggningen benämnas som slott. Kungen ansåg att "Det är hamnen och nyckeln för alla dessa landsändar till Västersjön och porten mellan Norge och Halland." Under Nordiska sjuårskriget anfölls Älvsborg på sensommaren 1563. Trots en besättning på 700 man, 46 kanoner, 85 nickhakar och mat för två månader gav fästningskommendanten Erik Kagge upp efter fyra dagars belägring. Detta sedan danskarna skjutit hål i Älvsborgs östra mur och förberedde stormning. Slottet återlämnades 1571 efter Älvsborgs första lösen och under Johan III:s regeringstid byggdes Älvsborg ut med bastioner och befästningsverk enligt den italienska befästningsskolan.

### Nya Lödöse

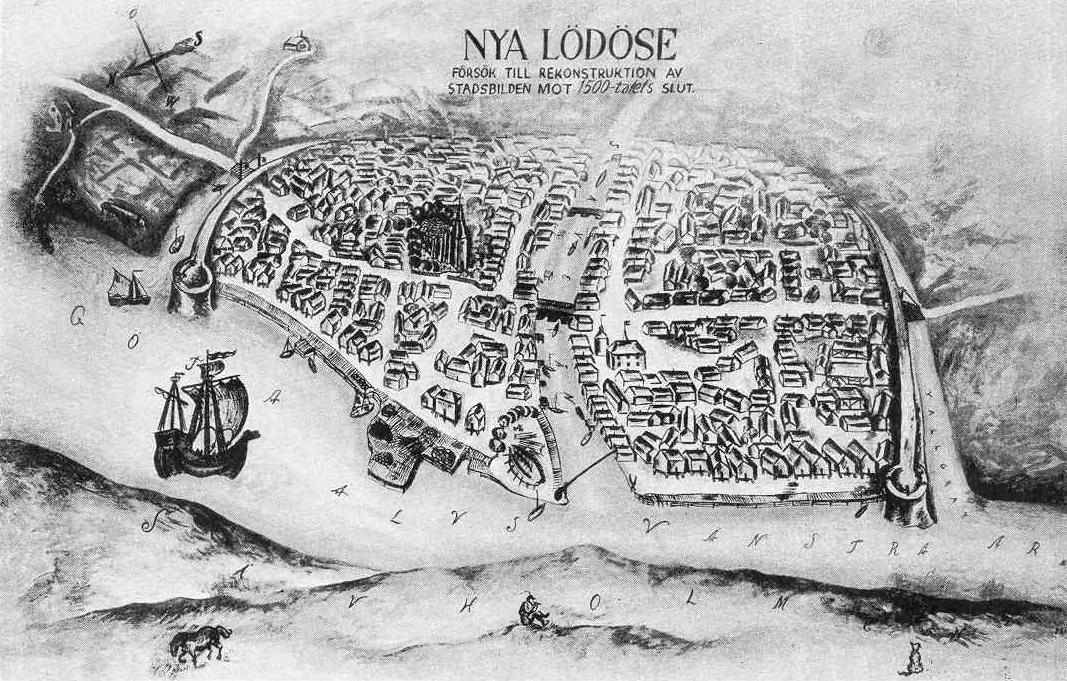
Försök till rekonstruktion av Nya Lödöses stadsbild vid slutet av 1500-talet, gjord 1923 i samband med Göteborgs jubileumsutställning, efter tolkning av utgrävningsresultaten från Gamlestaden under första världskriget.

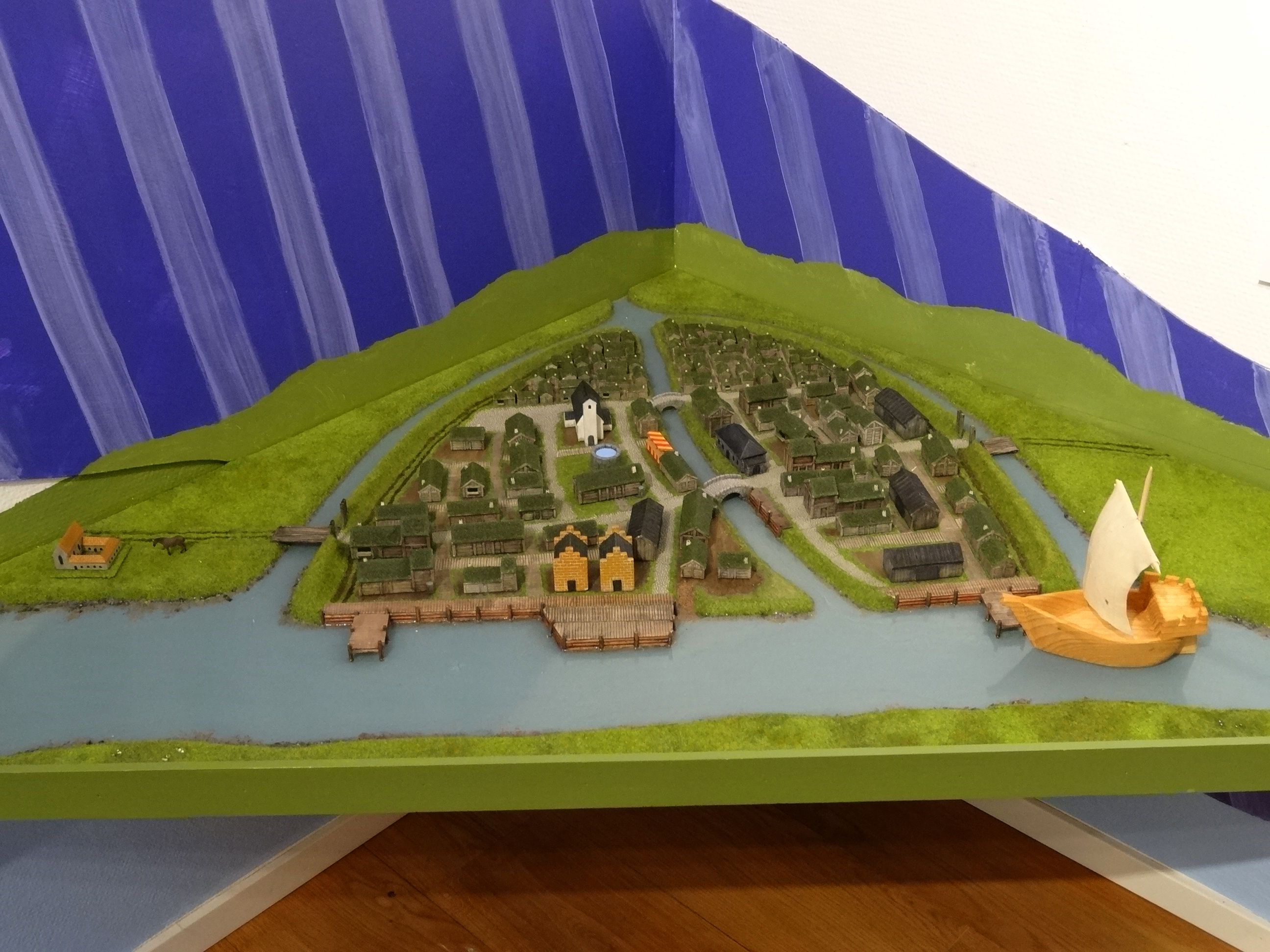
Modern version av Nya Lödöse med stadsvall i samband med utställningen "Den vandrande staden". Lekmodellens version av den låga bebyggelsen är inte exakt placerad. Husen är fästade med magneter och kan flyttas omkring av besökarna.

Under 1400-talet började man från norsk sida att ta upp tull vid passage av Bohus eftersom det på den platsen var norskt område på båda sidor av Göta älv. När Lödöses roll, bland annat på grund av detta, kraftigt försvagades beslöt det svenska riksrådet år 1473 att flytta staden Lödöse närmare älvmynningen. Den längre västerut liggande Älvsborg var då i svensk besittning och det var viktigt för kungamakten att ha fri passage ut mot västerhavet. Danskar och norrmän var däremot angelägna om att säkerställa förbindelserna mellan Halland och Bohuslän.  Den nya svenska staden vid Säveåns utlopp kallades Nya Lödöse och det för handeln gynnsammare läget gjorde att staden vid 1500-talets början hade blivit en av landets viktigaste städer. Det bättre läget gjorde också att staden var extremt utsatt för krigshandlingar och därför förstördes den många gånger.

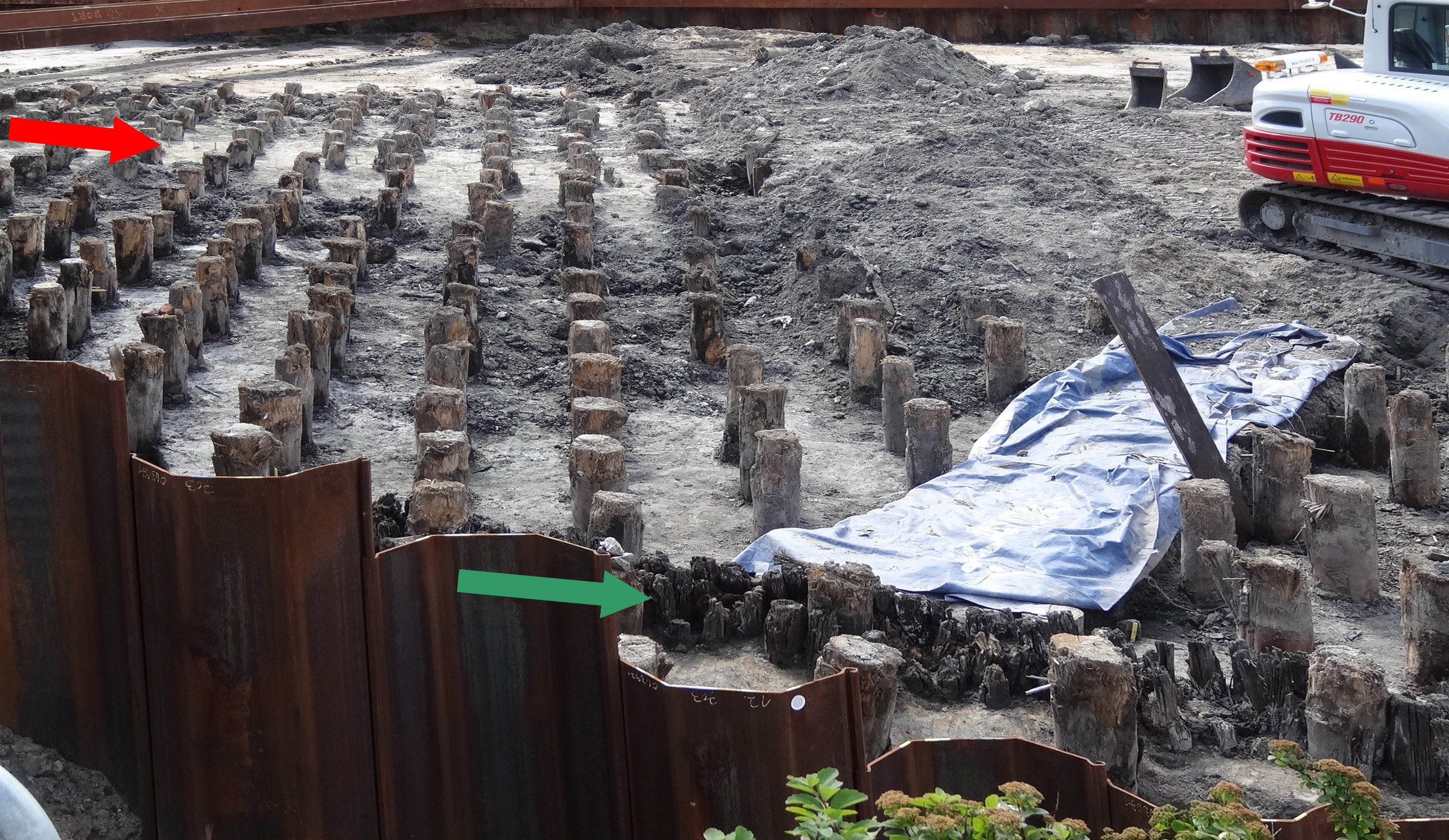
Våren 2015 hittade arkeologer resterna av en palissad med tätt ställda stolpar, vid Nya Lödöses sydvästra stadsgräns, i linje med gröna pilen. Den röda pilen anger yttre kanten av den utanför liggande, drygt 10 meter breda vallgraven. Raderna av grövre stockar är ett gammalt fundament till betonggolv från tidigt 1900-tal.

Staden var omgiven av en halvcirkelformad vall med vallgrav och Gustav Vasa klagade åtskilliga gånger på att stadens borgare inte skötte underhållet. År 1539 rasade ett stycke av stadsvallen och drog med sig några gårdar, vilket ledde till diskussioner om att återigen flytta staden till en mera lättförsvarad plats. Vallen reparerades och höjdes samma år. I dokument från 1544 nämns en rundel i anslutning till vallen; det vill säga en tidig form av bastion. 
Arkeologer har haft olika åsikter om det funnits en eller flera skansar i anslutning till Nya Lödöses stadsvall. Var den, eller de, i så fall skulle varit belägna har inte kunnat bestämmas, vare sig med hjälp av arkeologiskt eller skriftligt material. Däremot har stadsvall och vallgrav påträffats vid grävningar. Bland annat grävdes synliga rester av vallen ut 1916. Dessa grävningar antydde att vallen varit byggd av torv, med stenskoning ut mot vallgraven. Vid Gamlestadstorgets norra del konstaterades att vallgraven varit 2 meter djup och 20 meter bred. Eftersom staden hade dåliga grundförhållanden och ingen rustbädd har påträffats, var den av torv byggda vallen troligen inte högre än tre meter.

#### Älvsborgsstaden
I samband med att stadsvallen rasade 1539, skrämde Gustav Vasa Nya Lödöses borgare med faran från den avsatte Kristian II, som några år tidigare anfallit Götaälvdalen från sin exil i Nederländerna. Kungen menade att genom att flytta staden till en plats nära Älvsborgs slott så skulle de dra nytta av varandra och gemensamt bli en säkrare plats än vad de utgjorde var för sig. Enligt kungens förslag skulle en stadsmur innesluta "det högsta berget uppå den södra sidan av slottet". Han syftade troligen på Sannahöjden, där dåtidens artilleri kunde placeras och skjuta rakt ner på Älvsborg. "Så kunde staden beskydda slottet och slottet staden igen", enligt Gustav Vasa. Stadsflytten verkställdes 1547, till området sydväst om Älvsborgs slott vid nuvarande Älvsborgsbrons södra landfäste. I samband med danskarnas anfall mot Älvsborg 1563 brändes den nya Älvsborgs stad av svenskarna, för att inte kunna utnyttjas av fienden. Platsen övergavs efter kriget och Nya Lödöse byggdes återigen upp på sin gamla plats vid Säveån 1571. I början av 1600-talet hade staden fyra stadsportar, som 1611 beordrades minska till två.

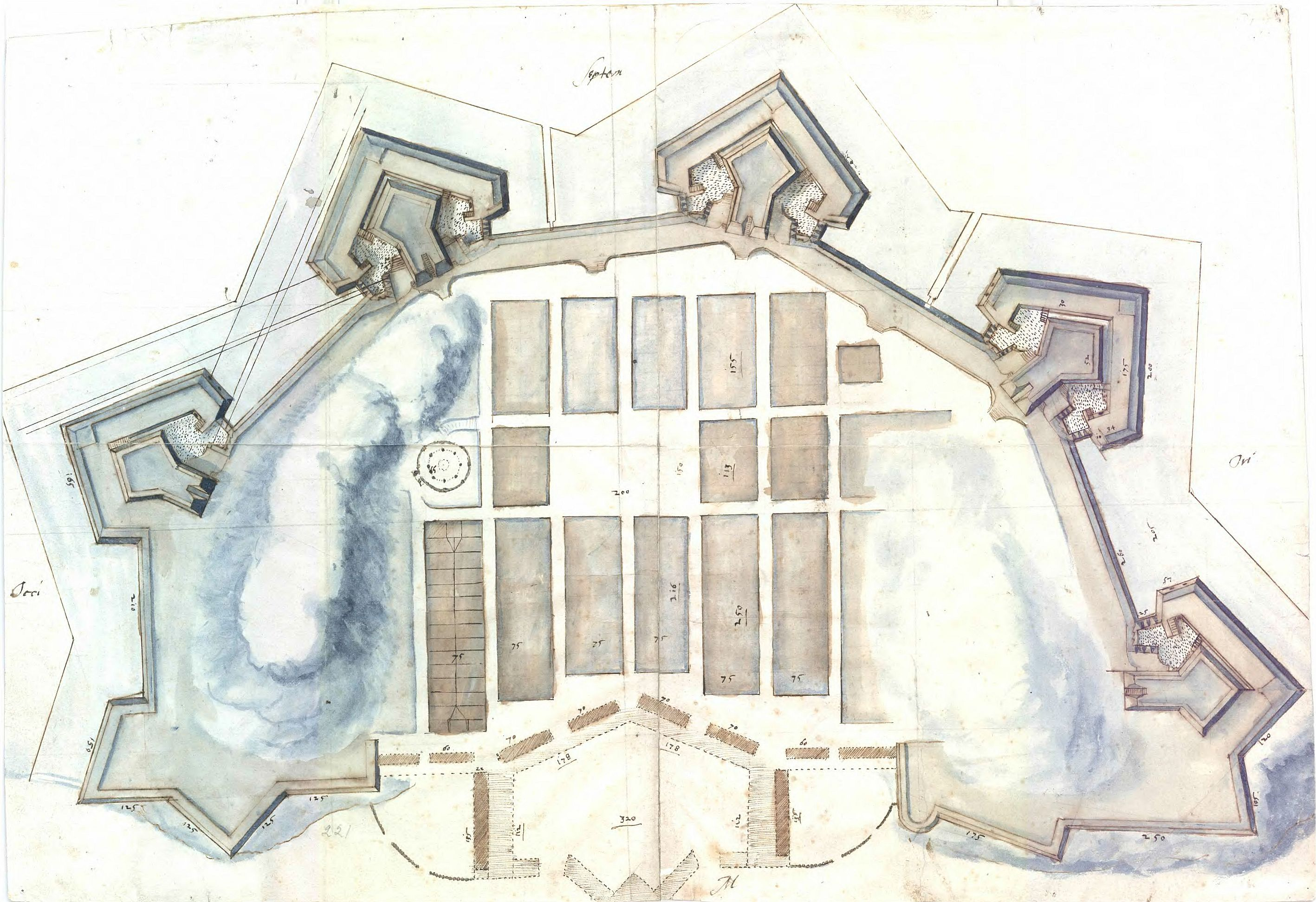
Förslag till befästningar runt Karl IX:s Göteborg 1609. Kartan visar försvaret av hamnen i nederkant, och bastioner med högverk, kavaljerer, för att öka försvarsförmågan. Förslaget hann inte genomföras.

#### Karl IX:s Göteborg
På order av Karl IX anlades i början av 1600-talet en stad på Hisingen, mitt emot Älvsborgs slott, i nuvarande stadsdelen Färjestaden. Denna Karl IX:s Göteborg hade holländare som målgrupp, med privilegier utfärdade 1607, som bland annat innebar tillstånd att bygga en reformert kyrka. Ingen ämbetsman på Älvsborg, eller återuppbyggda Gullberg, hade heller bestämmanderätt över stadens innevånare. Det styrande rådet bestod enbart av holländare och staden hade också skattefrihet under 20 år.
Befästningsarbetet runt den nya staden leddes av holländaren Nicolaus de Kemp. Arbetet med en vallgrav i halvcirkel runt staden, och en stadsvall innanför enligt samma modell som i Nya Lödöse, pågick under resten av stadens existens. Planer på för den tiden moderna befästningar som finns på Krigsarkivet, med fem- eller sexuddiga murverk, genomfördes aldrig.

## Kalmarkriget (1611-1613)
När danskarna sommaren 1611 började det så kallade Kalmarkriget, i Västsverige kallat Brännefejden, anfölls Karl IX:s Göteborg av två strövkårer och staden förstördes så grundligt att när man 1659 från svensk sida letade efter den gamla stadsgrunden, så kunde man inte återfinna platsen.

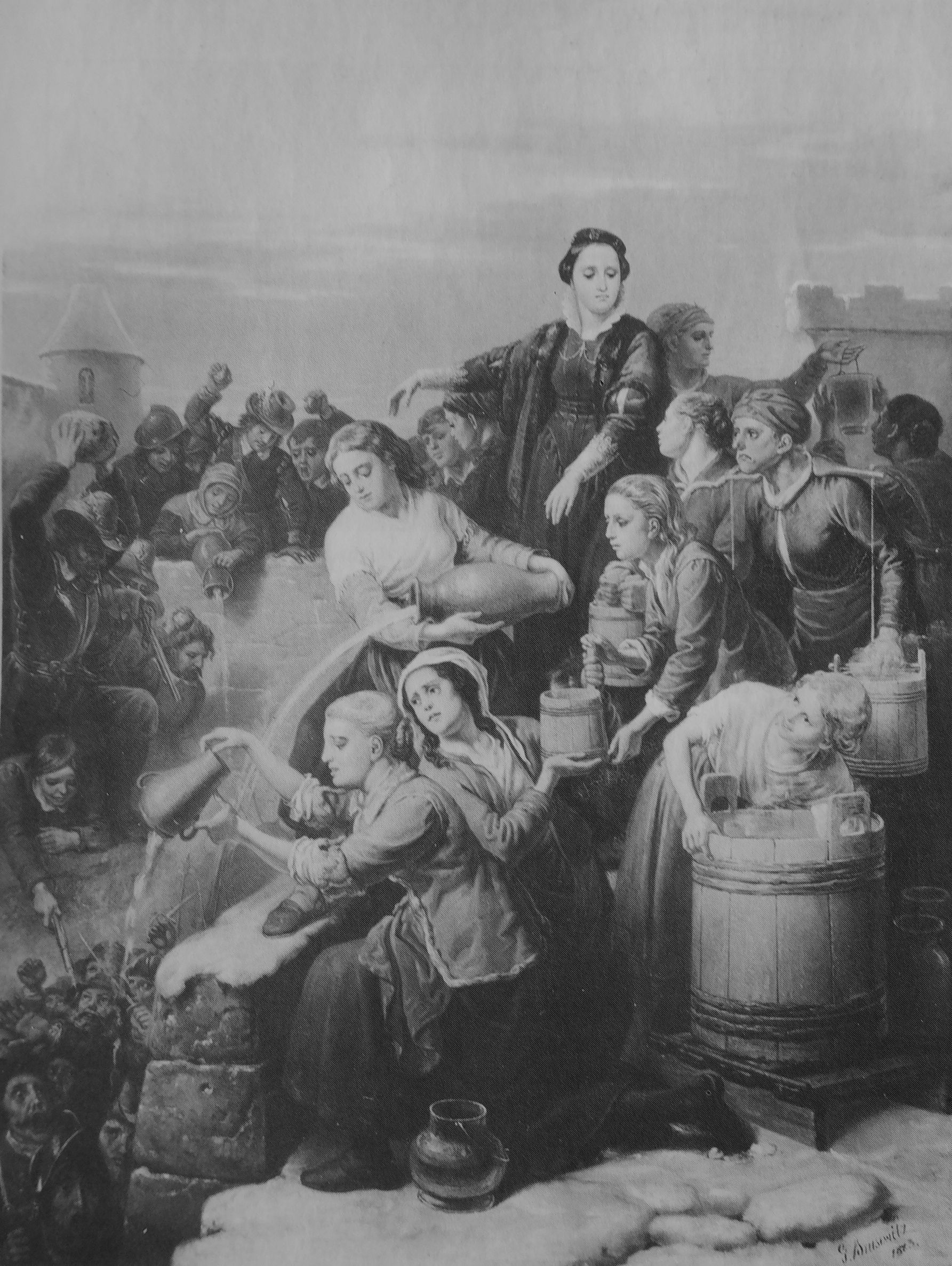
Nationalromantisk bild över belägringen av Gullberg, där Emerentia Pauli för befäl över kvinnorna som häller kokande lut över anfallande danskar. Efter målning av Gustaf Brusewitz (1873)

Danska trupper återkom till Göta älvs mynning även 1612. Gullberg hade från 1607 återigen börjat byggas ut. Vintern 1612 var fästningen omgiven av vallar och vallgravar, samt bastioner och utanverk av palissader. På sydostsidan fanns den kraftiga slottsporten och innanför den ett stort valv. Genom ett hål i taket på valvet kunde brinnande vätska hällas ner på anfallande soldater. På borggården fanns en stor brunn samt ett mindre antal byggnader.
På natten till den 23 januari 1612 inträffade Gullbergs mest mytomspunna belägring, då fästningens besättning under ledning av Mårten Krakow slog tillbaka upprepade danska anfall. Då kommendanten sårats tog, enligt Krakows dotter Cecilia, hennes mor Emerentia Pauli befälet och organiserade försvaret. När danskarna hade sprängt fästningsporten och stormade in möttes de av eldgivning från kanoner samt nertömd kokhet lut. Den danske kungen Kristian IV tvingades på morgonen att ge upp anfallet mot Gullberg. I stället vände sig danskarna mot Nya Lödöse som snabbt intogs. All manlig befolkning i staden slogs därefter ihjäl, innan danskarna fortsatte in i Västergötland.

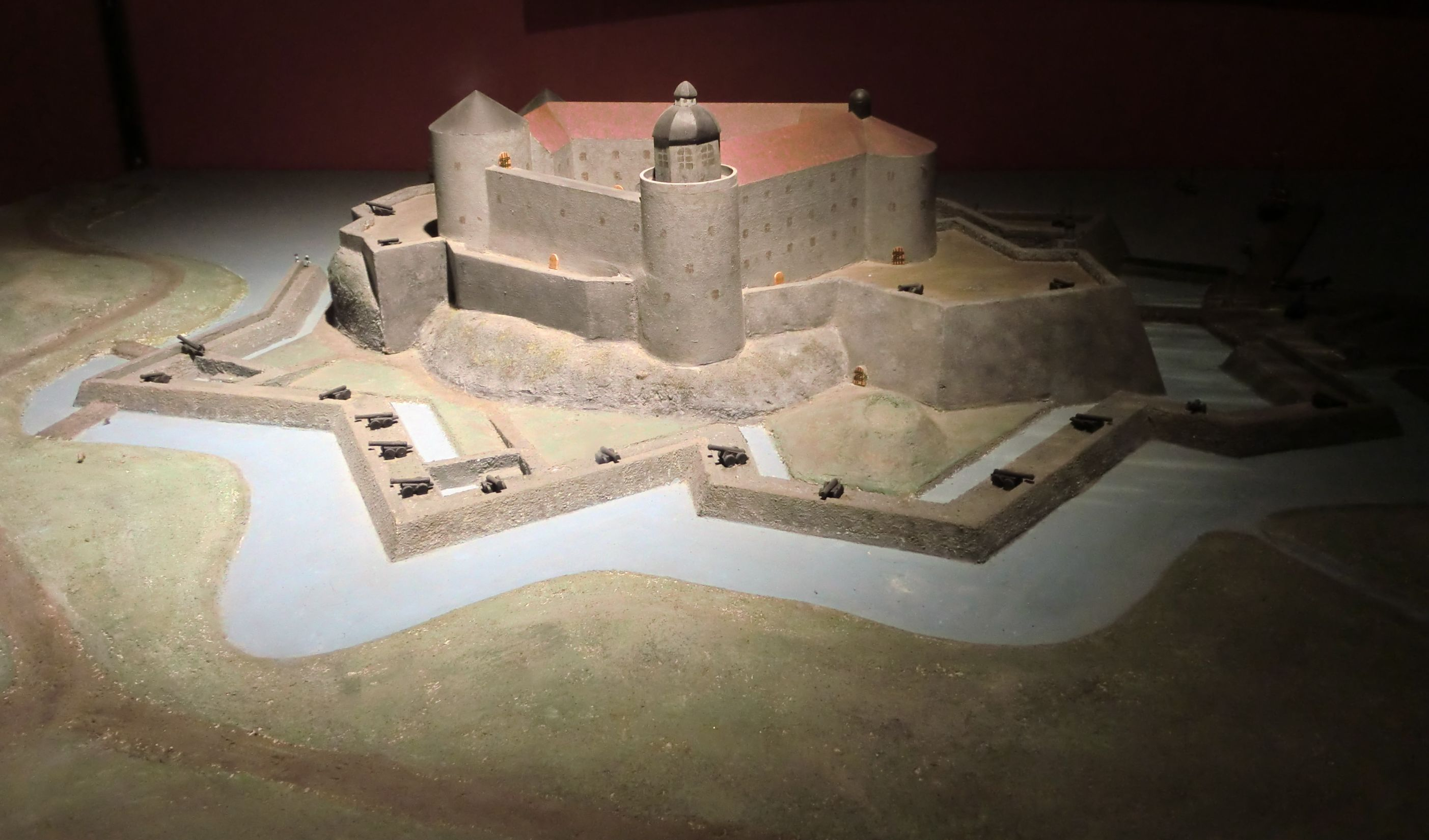
Den utbyggda vasaborgen Älvsborg, sedd från sydöst. Modell på Göteborgs Stadsmuseum.

Den 5 maj landsteg Kristian vid Älvsborg med 5 000 man. Det utbyggda slottet hade en dubbel vall med fem bastioner. Utanför dessa fanns en murad ravelin. Sedan kom en djup grav, en betäckt väg och ett antal utanverk. Murarnas tjocklek uppgick till fyra meter. På den närbelägna Skinnarklippan fanns dessutom ett blockhus med några kanoner. Besättningen under Olof Stråle uppgick till 600 man, vilket visade sig vara för lite. Den 8 maj kunde danskarna avleda vattnet ur vallgraven. Den 13 maj stormades Skinnarklippan och den 22:e hade det danska artilleriet raserat södra muren och huvudtornet. Eftersom hälften av besättningen stupat valde Stråle att kapitulera och den 24 maj tågade de kvarvarande 260 svenska soldaterna ut ur fästningen. Danskarna tog 40 kanoner, stora krutförråd och mat som krigsbyte. Dessutom erövrades 6 svenska örlogsfartyg, som sänkts i hamnen vid fästningen, men bärgades och reparerades av danskarna.

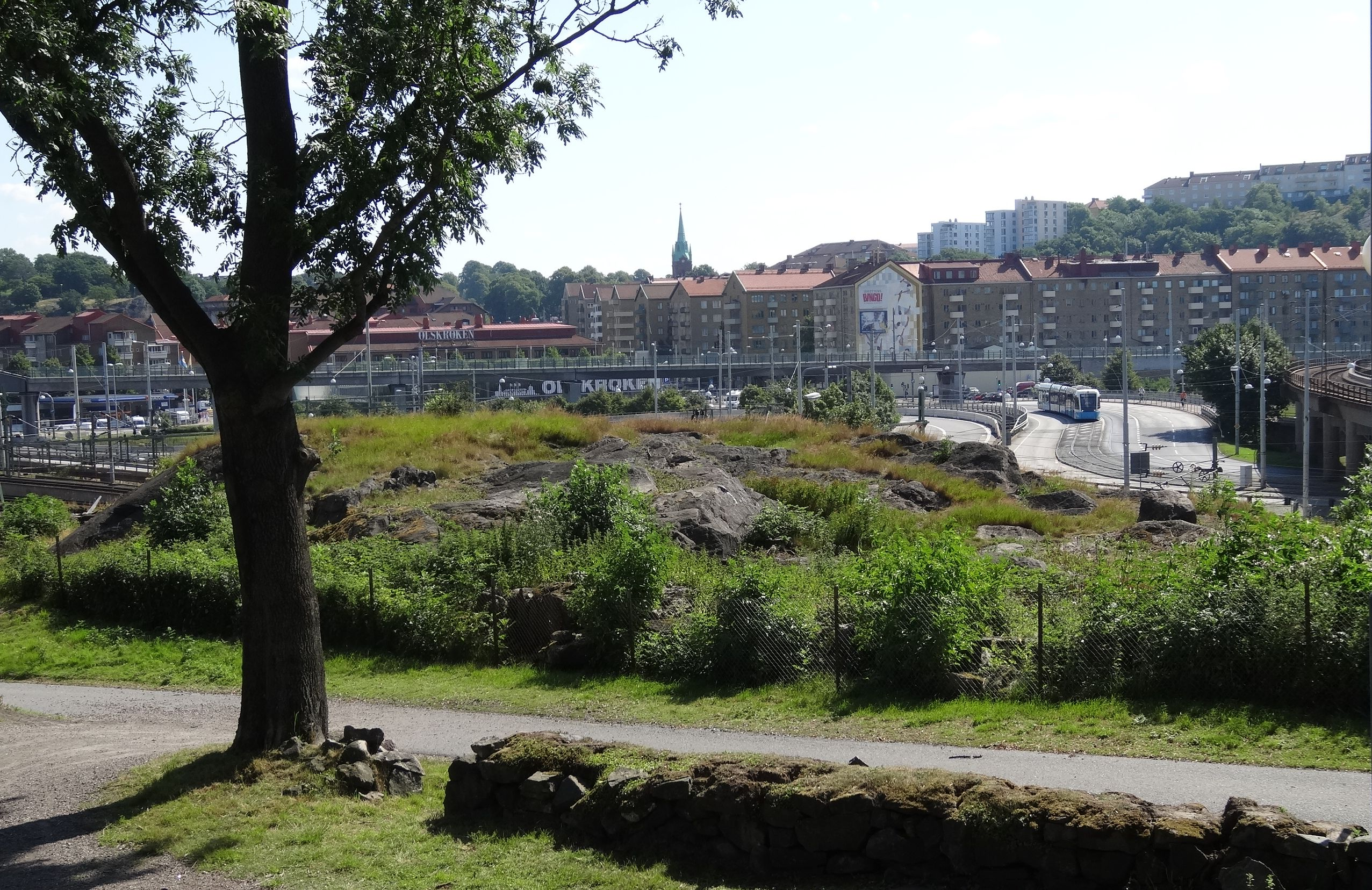
På östra sidan av Gullbergsklippan syns fortfarande, mitt i bilden, några rester av Gullbergs fästning. Till höger, utanför bild, minner platsen "Svingeln" också om Gullbergs yttre befästningar.

Efter att återigen ha börjat belägra Gullbergs fästning, började danskarna beskjuta den med glödande kanonkulor i slutet av maj. Krakow hade inte längre befälet på fästningen och besättningen bestod nu mest av legoknektar. Den 1 juni kapitulerade Gullbergs fästning och besättningen fick fritt avtåg till Västergötland. Det danska bytet blev stort: 80 kanoner, 1 500 musköter och mat för ett halvår. Kristian befallde "att alldeles förstöra och uppbränna Gullbergs fäste". Detta verkställdes av uppbådade norska bönder i början av juli.
Freden i Knäred den 20 januari 1613 innebar att fram till januari 1619 skulle Sverige ersätta Danmarks krigskostnader med 1 000 000 riksdaler. Under tiden skulle Älvsborg, och sju härader runt Göta älv inklusive Gamla och Nya Lödöse, vara pantsatta till Danmark. Om Sverige inte betalade i tid skulle slottet och det pantsatta området tillhöra Danmark för all framtid. Efter stora uppoffringar lyckades Sverige att betala.

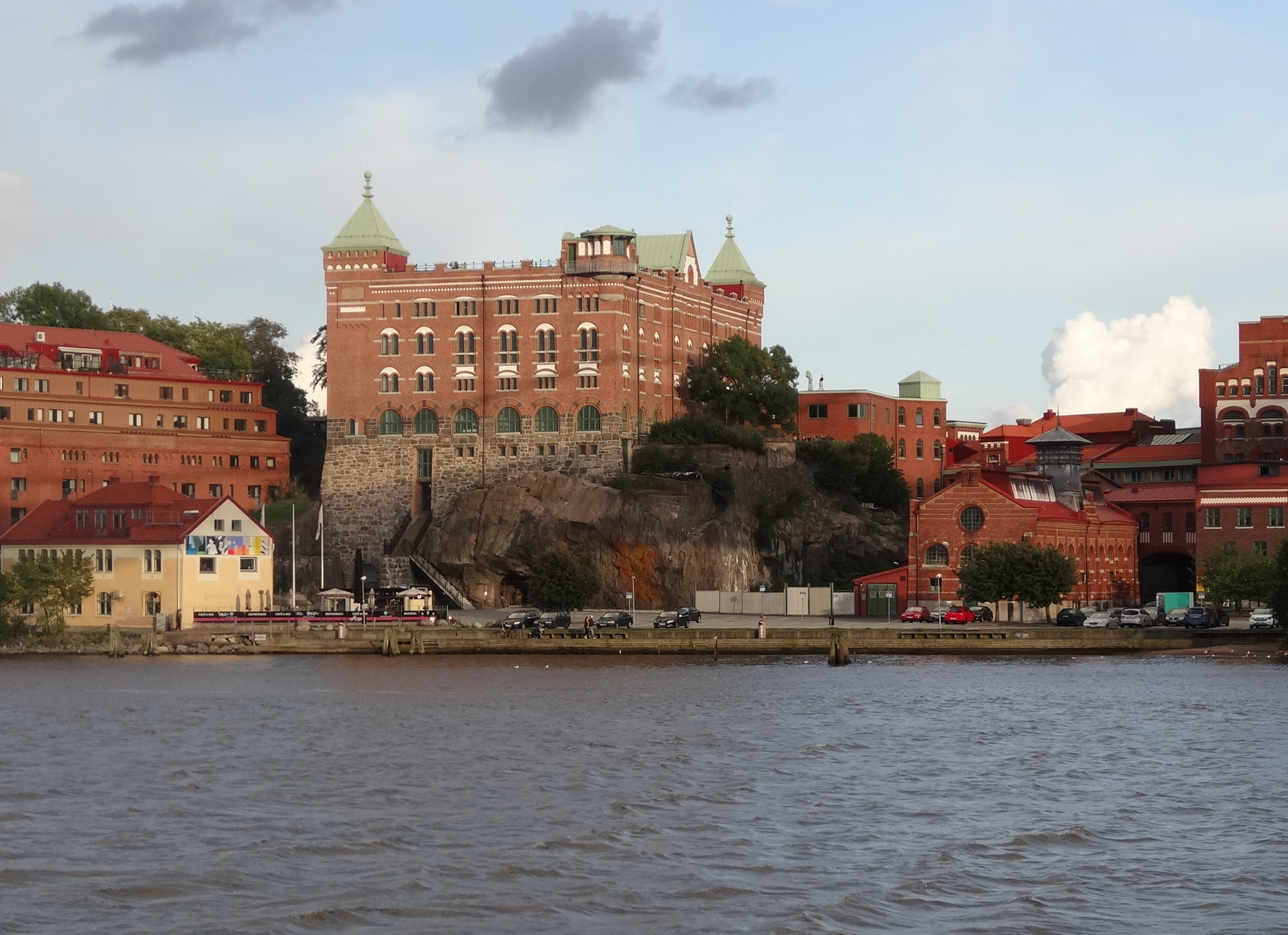
Gamla Älvsborgs borgklippa, med den tidigare Toppsockerfabriken i det nutida Klippan-området, sett från Göta älv.

 Utgrävningar i samband med nybyggnation vid Älvsborg under åren 2004-2006 visade sig ge mycket information om befästningen. Vallgraven kunde dokumenteras i hela sin bredd och var cirka 13 meter i överkant, 10 meter i botten och med djup på närmare 2 meter. Dessutom påträffades erosionsskydd av flätade vidjor, samt flata stenar. Utanför vallgraven påträffades fästningens fältvall, även kallad glacis, med tillhörande betäckt väg. Detta innebar en lågsluttande jordvall med ett utrymme mellan fältvall och vallgrav, där försvararna kunde röra sig i skydd.

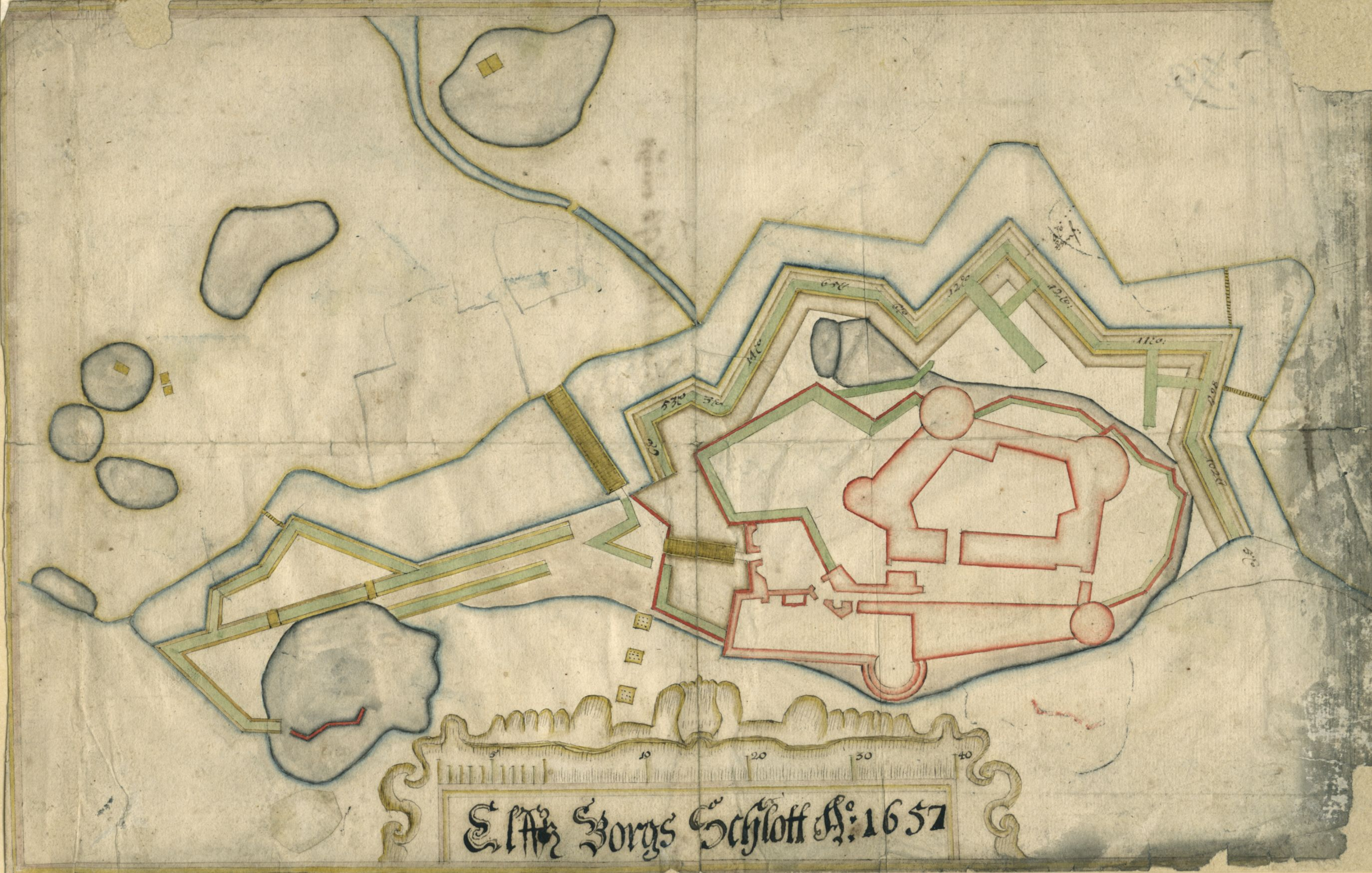
Ritning över det fullt utbyggda Älvsborgs slott år 1657. Befästningarna innefattar även Skinnarklippan i vänsterkant. Söder är uppåt på ritningen.

Överraskande nog påträffades också spår av mingångar, där försvararnas gångar utgick från ett mingalleri vid vallgraven och löpte ut under fältvallen. Utanför minsystemet hittades diken, som bedömdes vara rester av löpgravar, så kallade sapper. Öster om borgklippan hittades rester av en stor bastion. Den bestod av stora stenblock med flat utsida, stående på berget och med mindre stenar instuckna i fogarna mellan blocken, vilka var sammanfogade med kalkbruk. Ytterligare ett ovanligt fynd var "Klippanvraket", ett fartyg från 1570-talet som återfanns mellan slottsklippan och Skinnarklippan. Dessutom hittades mer än 200 blykulor till handeldvapen, kanonkulor i järn och sten samt armborstpilspetsar.

## Fästningsstaden Göteborg - första skedet (1621-1643)

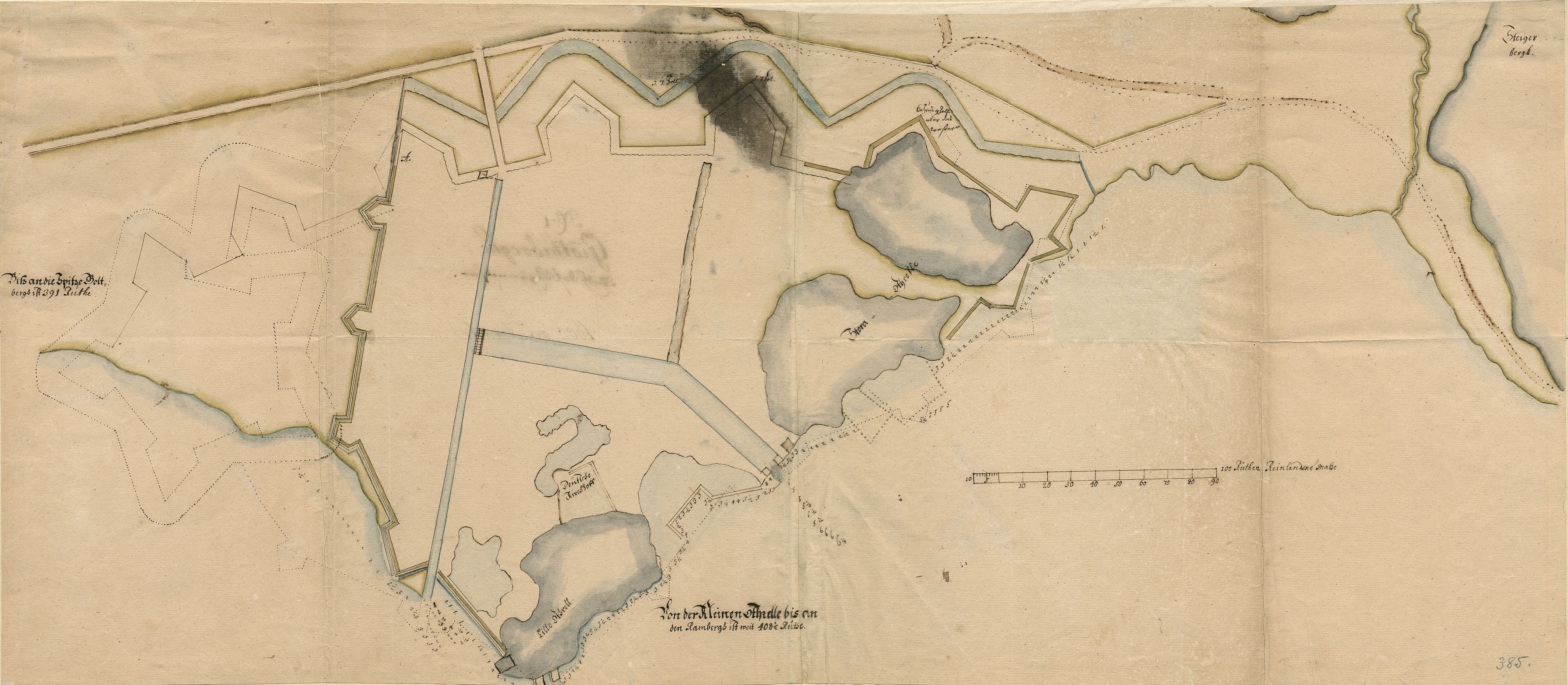
Förslagsritning från 1624 över det nyanlagda Göteborg. I de östra delarna av staden är ett citadell, en sluten befästning, planerad i närheten av nuvarande Centralstationen och huvudvallen är där provisorisk. Söder är uppåt på ritningen.

Efter det att Älvsborgs lösen hade betalats 1619 beslöt Gustav II Adolf att anlägga en ny stad på södra älvstranden mellan Nya Lödöse och Älvsborg.  Älven var djupare här än i Nya Lödöse, men samtidigt var platsen inte alltför nära havet. Staden Göteborg började byggas 1621, och eftersom marken var sank följde staden de holländska stadsbyggnadsidéerna. En befästningsplan upprättades 1624, men arbetena drog ut på tiden på grund av knappa resurser under Sveriges många krig.
De tidiga befästningarna utfördes enligt den äldre holländska stilen, vilket innebar låga jordvallar, bastioner, utanverk i form av raveliner, och en bred vallgrav. Bastionerna hade vinkelräta kurtiner och raka flanker. De var, främst mot älvsidan, förstärkta med sten och träkonstruktioner. Huvudvallen omgavs av en framförliggande låg vall, på franska "Fausse braie", vilket gjorde att mängden försvarande soldater och vapen på det avsnittet av befästningen kunde fördubblas. Försvarsvallen runt Göteborg, med en tjocklek på 4,8 meter, höjd mellan 2,4 och 3,6 meter, samt en vallgrav med 1,2 meters djup kunde till en början bara stå emot begränsade anfall. 
Vallarna bestod av blålera från vallgraven. Leran skadades av regn och snö, trampades ner av stadens innevånare och deras boskap, och måste därför täckas noga med torv för att inte rinna bort.  
Befästningsarbetet leddes från 1638 av generalkvartermästare Olof Hansson Örnehufvud, som var son till den tidigare borgmästaren i Nya Lödöse.
År 1640-1641 grävdes en kanal från Mölndalsån till Stora Hamnen, vilken finns kvar ännu idag som Fattighusån. Kanalen innebar friskare vatten i hamn och vallgrav, kvarn samt möjlighet att vid behov kunna sätta ytterligare områden framför vallen under vatten.

## Fästningsstaden Göteborg - andra skedet (1644-1683)

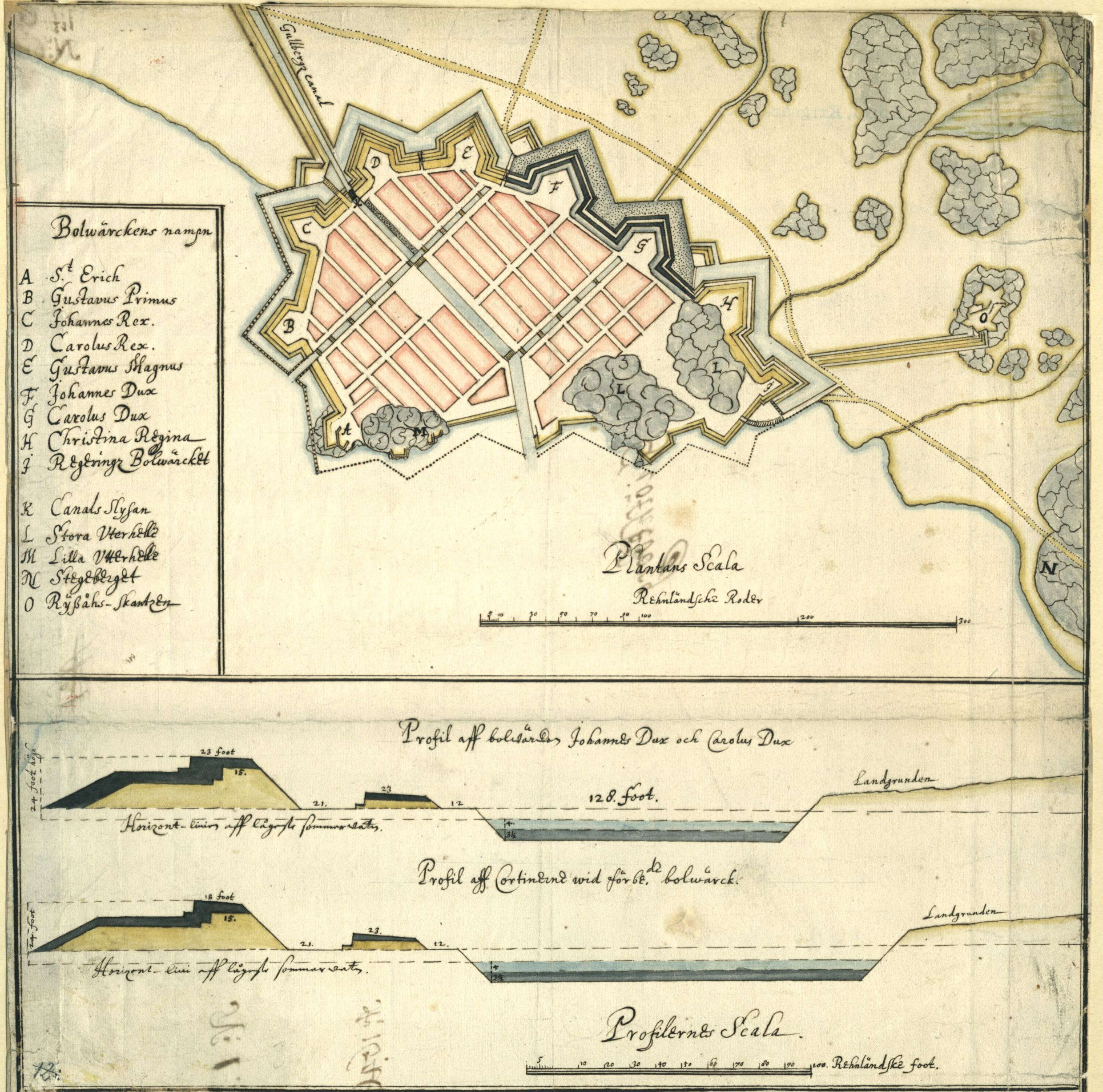
Göteborgs stadsfästning år 1646, med plan och profiler av fästningsvallarna. Mörk färg anger var arbete utförts under sista året. Söder är uppåt, och längdmåtten är angivna i Rhenländska roder, respektive Rhenländska fot.

Örnehufvud hade utarbetat en ny fästningsplan 1643, bland annat med en kommunikationslinje mellan Ryssåsen och Lilla Otterhällan, nuvarande Kungshöjd. Dessutom planerades en sammanhängande förskansad linje mot älven. När han avled 1644 övertogs befästningsarbetet  av generalkvartermästare Johan Wärnschiöldh. 
Den modernisering av fästningen som gjordes i mitten av 1600-talet utfördes efter den äldre franska befästningsskolans idéer. Huvudvallen höjdes till sju meter, och även fausse braie höjdes. Dessutom ökades vallens tjocklek och vallgravens djup, den senare till 2,2 meter. Vallens inre brant kläddes med 7 000 träpålar, och man anlade nya raveliner utanför vallen. För att ytterligare förstärka försvarsförmågan planterades hagtornshäckar på huvudvallens berm, en avsats på vallens framsluttning.
Göteborgs stads yttre försvar hade tre svaga punkter. Dels Göta älvs övre lopp, vilket norska soldater kunde utnyttja till att anfalla staden. Dessutom älvmynningen där fientliga flottstyrkor kunde anfalla, och landsätta trupper. Slutligen bergen söder om staden, bakom vilka en anfallande fiende kunde få skydd, och där man från bergstopparna kunde beskjuta Göteborg.

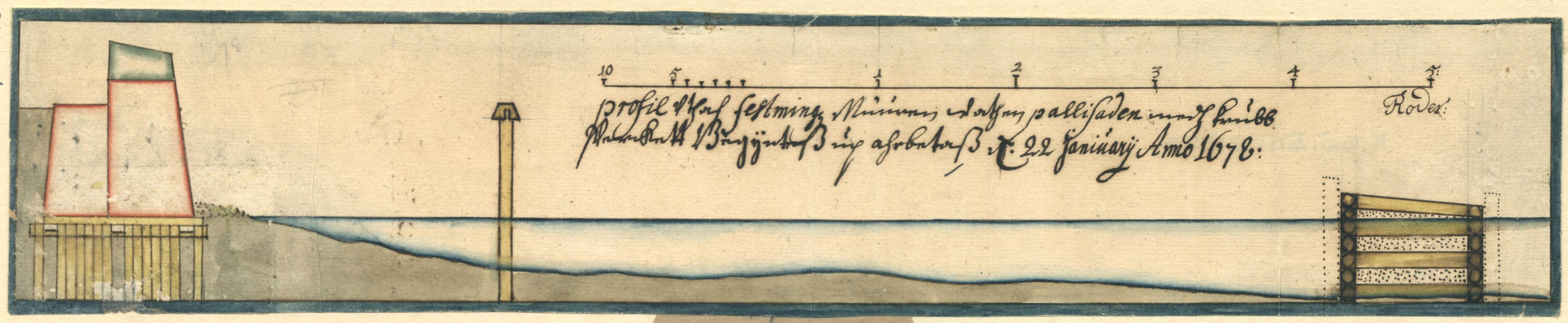
Profilritning från 1678 över Göteborgs försvarsanordningar vid Göta älv. De innefattar den pålade fästningsmuren, vattenpalissad och krubbverk.

Under 1660-talet påbörjades försvarsverken mot älvsidan, bland annat bastionen Sankt Erik år 1664, och på 1670-talet byggdes ytterligare försvarsverk ute i älven. Dels en palissad, och utanför den ett "krubbverk". Det senare var sammankopplade stenkistor med plankor ovanpå där vaktmanskap kunde förflytta sig.
År 1652 hade stadens södra port, Gamle Port senare kallad Kungsporten, uppförts i tegel. År 1669 uppfördes stadens östra port, senare kallad  Drottningporten, också i tegel. Båda portarna hade vindbryggor.  

### Hannibalsfejden (1644-1645)
På hösten 1643 anföll den svenska armén i Tyskland under ledning av Lennart Torstensson det danska Jylland söderifrån i det så kallade Torstenssonskriget. Som motdrag gick den norske ståthållaren Hannibal Sehested till anfall mot Sverige utefter hela norska gränsen från Jämtland till Bohuslän, krigshändelser som kallades Hannibalsfejden. Striderna runt Göteborg under 1644-1645 innebar byggande av ett antal mindre befästningar och kanonbatterier runt staden. Båda parterna gjorde anfall över Göta älv in på motsidans territorium under kriget. 

#### Gottenbrille
I april 1644 seglade en dansk flotta under ledning av Kristian IV in i Göta älvs mynning. Man började snart bygga ett blockhus på Kyrkogårdsholmen, och provskjuta kanoner därifrån. Kristian kallade befästningen "Gottenbrille" efter holmens glasögonform. 
| ”                                            | ...pladsen (er) skabt på den side ud til havnen som en brille, man sætter pa næsen og på den anden side er den spids, hvorfor jeg har givet den det navn Gottenbrille. | „ |
| – Kung Kristian IV, i Göta älvs mynning 1644 | |   |

Sedan danskarna en tid senare lämnat holmen, befästes den i stället av svenskarna.

#### Billingens skans och Rya Nabbe

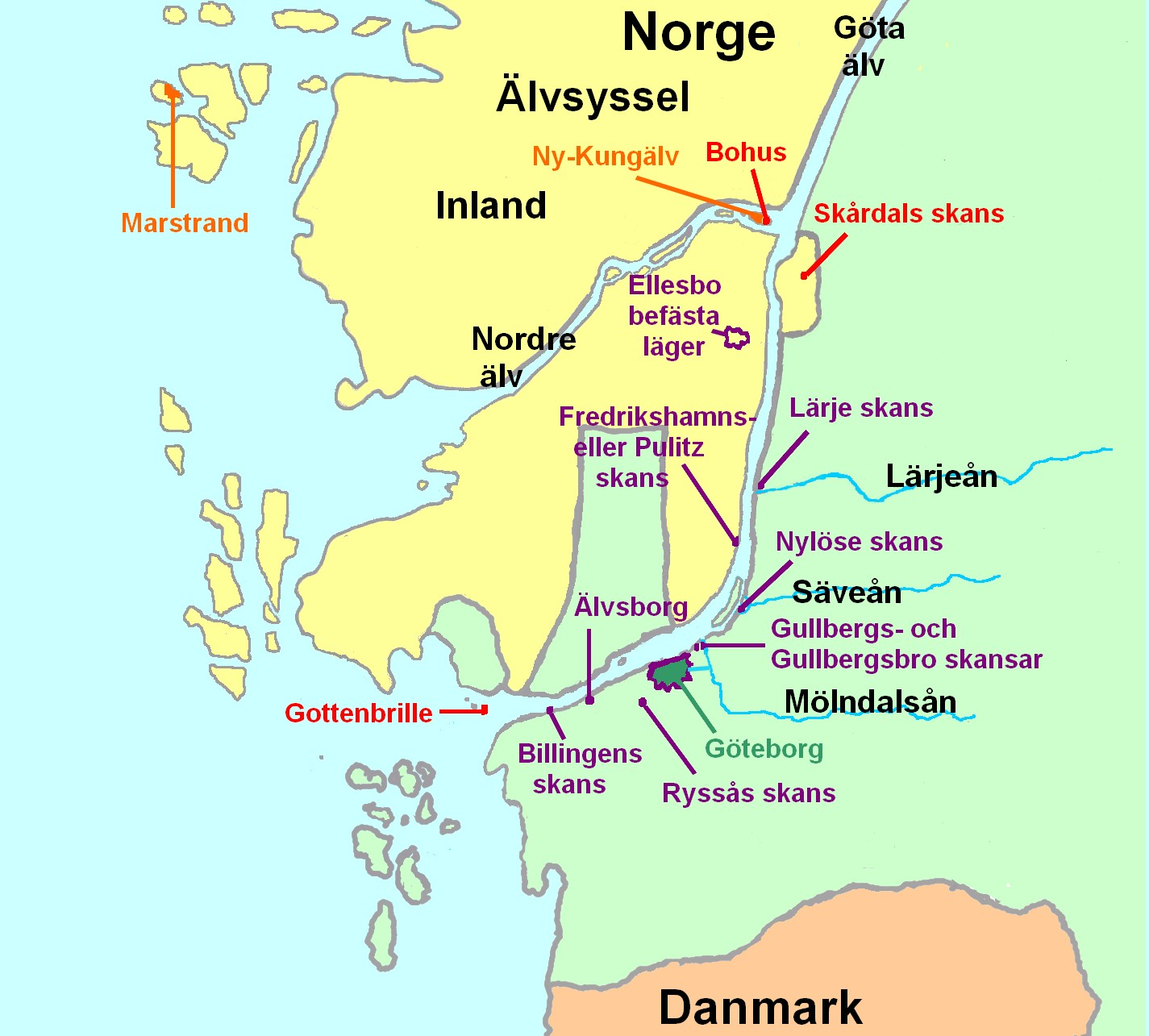
Aktiva befästningar runt Göteborg i samband med Hannibalsfejden 1644-1645

I samband med danska försök att spärra älven mellan numera landfasta ön Lilla Billingen och udden Rya Nabbe 1644, anlade de också tillfälliga kanonbatterier, på båda sidor av Göta älv, som skydd för spärren. Sedan danskarna dragit sig tillbaka fick ståthållaren på Älvsborg, Nils Assersson Mannersköld i slutet av 1644 order att anlägga en skans på Lilla Billingen, med kanonbatterier både vid vattenbrynet, och på toppen av berget. Denna skans revs 1657 då byggmaterialet behövdes för byggandet av Nya Älvsborg på Kyrkogårdsholmen. Redan 1455 hade Lilla Billingen använts som befästning. I samband med en svensk belägring av dåvarande danska Älvsborg, anlades den tillfälliga skansen Billingsborg på ön. 

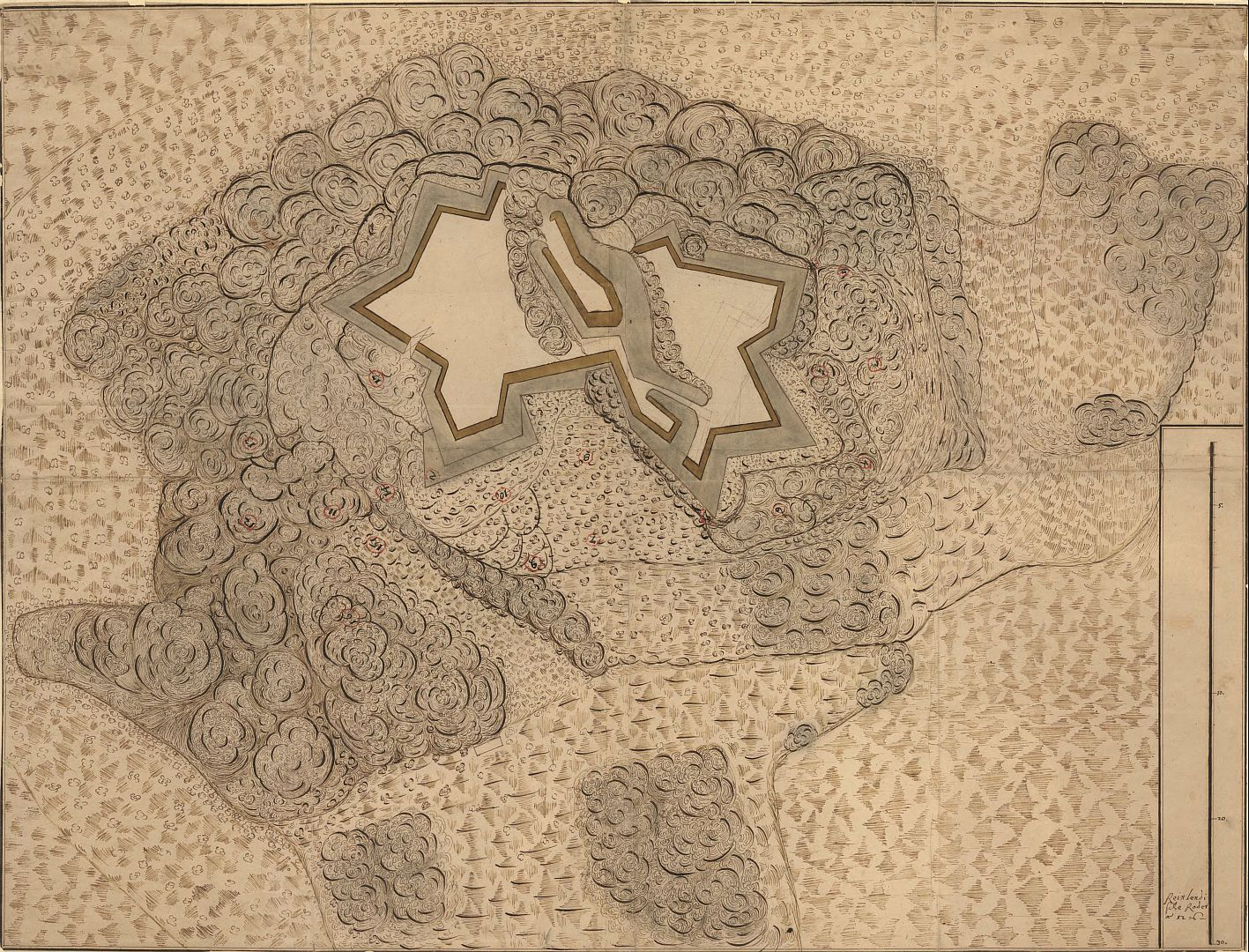
Ryssås skans, cirka 1650.

#### Ryssås skans
År 1639 hade den svenska förmyndarregeringen beslutat att förbättra Göteborgs befästningar. Detta skulle också innebära flera skansar på höjderna runt staden. Skansen på Ryssåsen, eller Risåsen, var den första som byggdes, och skyddade stadens vallar utanför Otterhällan. Den anmäldes som försvarbar 1640, och färdigbyggd 1641. Efter Hannibalsfejden förföll skansen, men förstärktes återigen i samband med senare krig då vallarna försågs med provisoriska palissader. År 1656 redovisades att de delar av murarna som var mest utsatta för fientlig eld, var anlagda med 24 verkfots bredd vid grunden.

#### Gullbergs- och Göta älv-skansarna

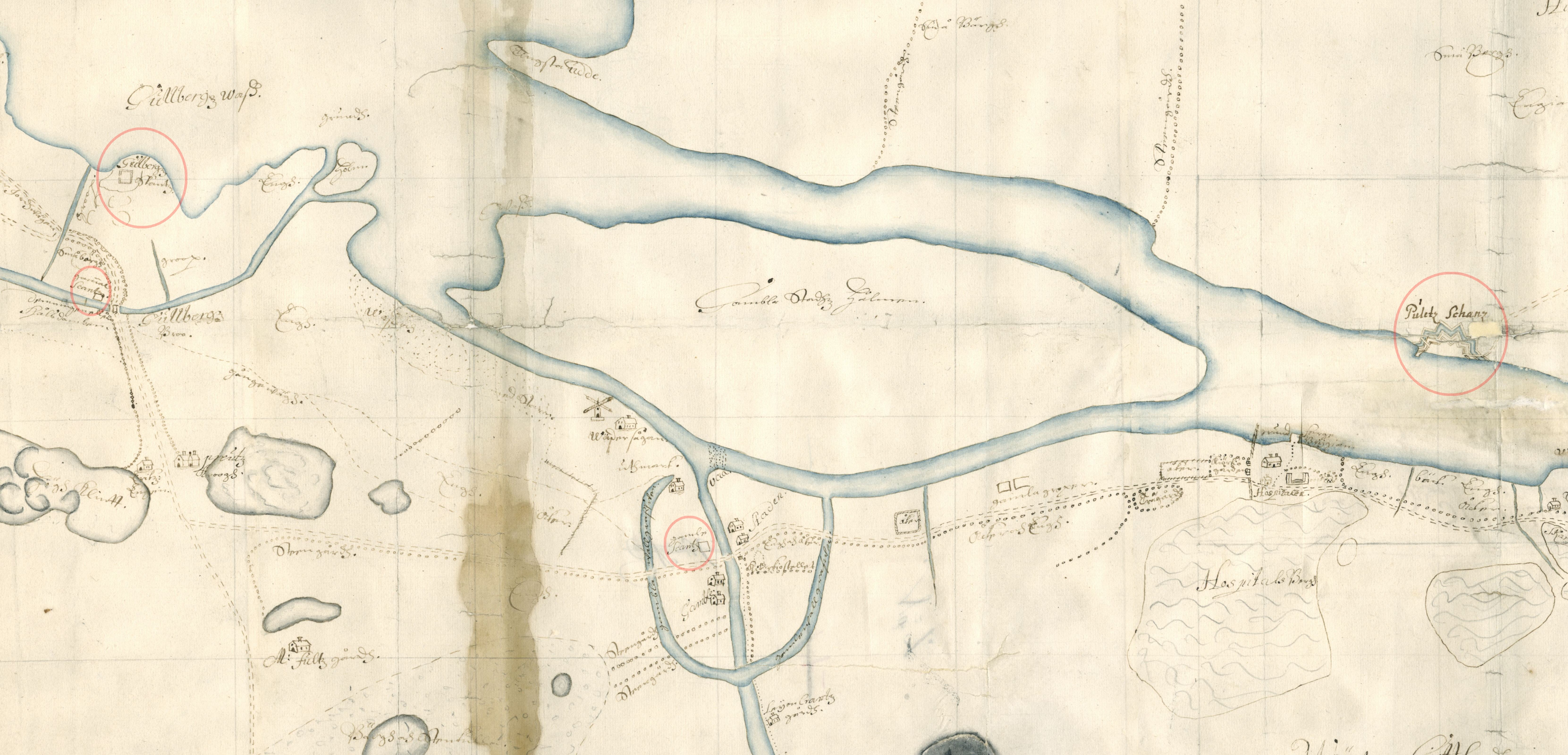
Detalj av karta från 1682 över Göta älv norr om Göteborg, med gamla befästningar inklusive Pulitz skans, inringade. Den hästskoformade gamla vallgraven från Nya Lödöse, och vallgravar från gamla Gullbergs fästning syns fortfarande. Väster är uppåt på kartan.

Göteborg hade från början svaga befästningar mot öster. När dessa förbättrades, fick också Gullbergsklippan ökad betydelse. År 1643 fick generalkvartermästare Örnehufvud order att återigen anlägga en skans på Gullbergsklippan.
Sedan Sehesteds trupper hade överfallit och bränt det nyanlagda Vänersborg i slutet av juni 1644, oroades den svenska krigsledningen av ett eventuellt anfall söderut utefter östra stranden av Göta älv. Överstelöjtnant Per Lillie, som skötte bevakningen, och ingenjör Wärnschiöldh lät uppföra ett antal mindre skansar, bland annat vid Lärje, Nya Lödöse och Gullbergs bro. Skårdals skans, på norskt område, innehades av svenskarna och ingick i bevakningskedjan på hösten 1644. Den anfölls överraskande av danskarna, under ledning av befallningsmannen på Bohus, amiralen Ove Gjedde, den 27 januari 1645 och hela den svenska garnisonen togs till fånga.
I samband med slaget vid Ranängen i augusti 1645, förekom strider utefter båda stränderna av Göta älv ner till ängarna vid Gullberg, och på Hisingen. Efter kriget fick de små skansarna förfalla, men i en redogörelse från 1673 nämns att pengar använts till palissader, kanonbatterier och hus på bergsskansen vid Gullberg, samt till redutter, det vill säga små, fristående försvarsanläggningar, vid Gullbergs och Nylöse bryggor.

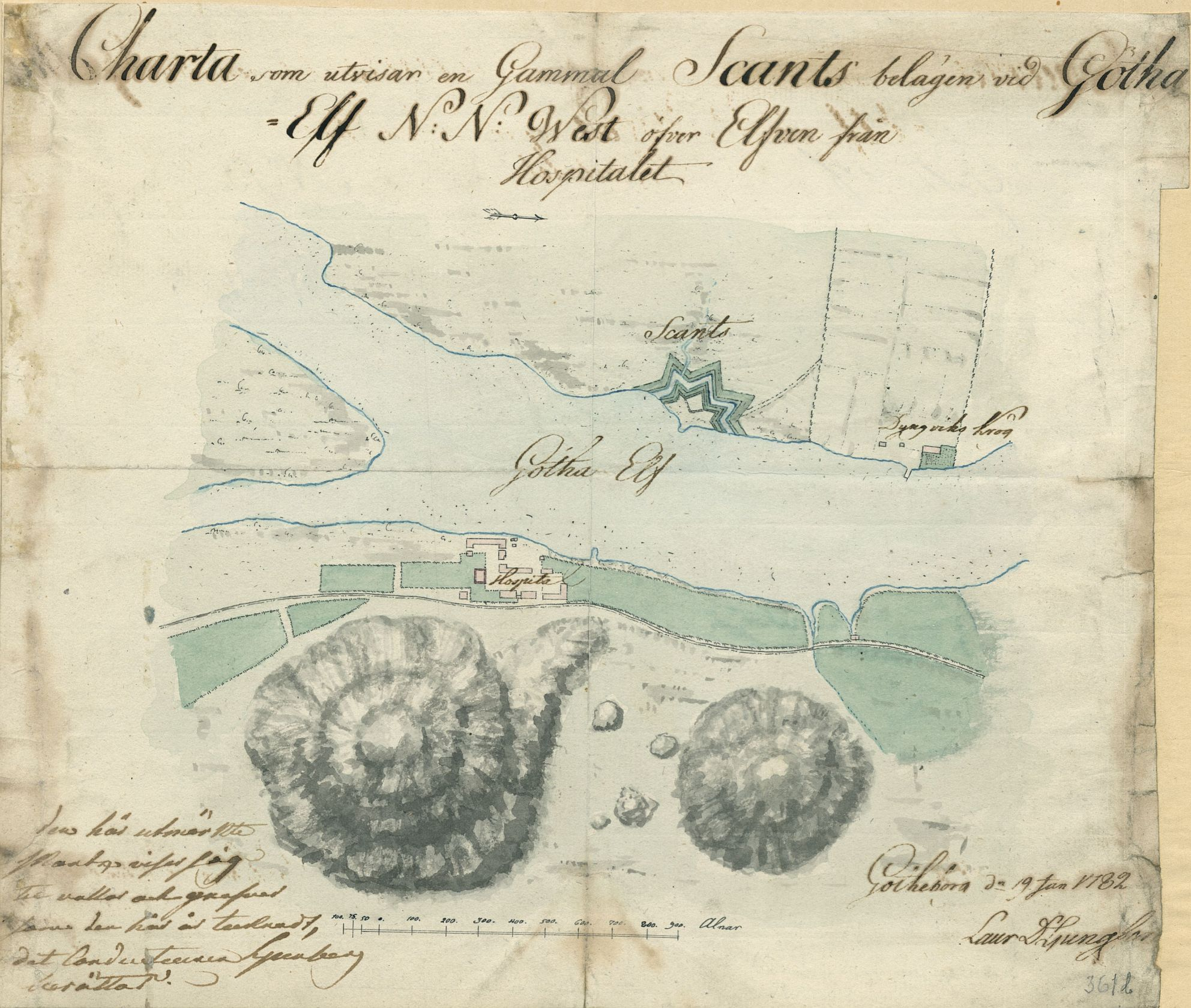
Karta över Fredrikshamns skans, vid Dyngviks krog på Hisingen år 1782.

#### Fredrikshamns eller Pulitz skans
I Backadalens industriområde, vid västra stranden av Göta älv, ligger tydliga rester av en skans. Den består idag av en 2-3 meter hög jordvall, som har formen av en halv stjärna, så kallade tenaljerade verk. Vallen är cirka 10 meter bred, och 150 meter lång. Framför vallen har det funnits en 10 meter bred vallgrav. På kartor från 1600- och 1700-talet visas att anläggningen, som kallas Fredrikshamns eller Pulitz skans, har haft vallar även utanför vallgraven. Namnet Pulitz har föreslagits vara en förvanskning av namnet på den svenske fortifikationsofficeren Thomas Poullett, men han noteras som officer i svensk tjänst först 1677. En annan invändning är att namnet Poullett är av franskt ursprung, medan Pulitz är tyskt.
År 2006 utfördes en arkeologisk undersökning i anläggningens norra del, men där fynden inte kunde bestämmas exaktare än 1600- till 1800-tal. Området hade också påverkats av senare exploatering. Det är fortfarande osäkert vem som uppfört befästningen, eftersom både svenska och norska trupper funnits i området under Hannibalsfejden. Eventuellt är det en svensk anläggning från hösten 1644, alternativt en norsk från sommaren 1645.

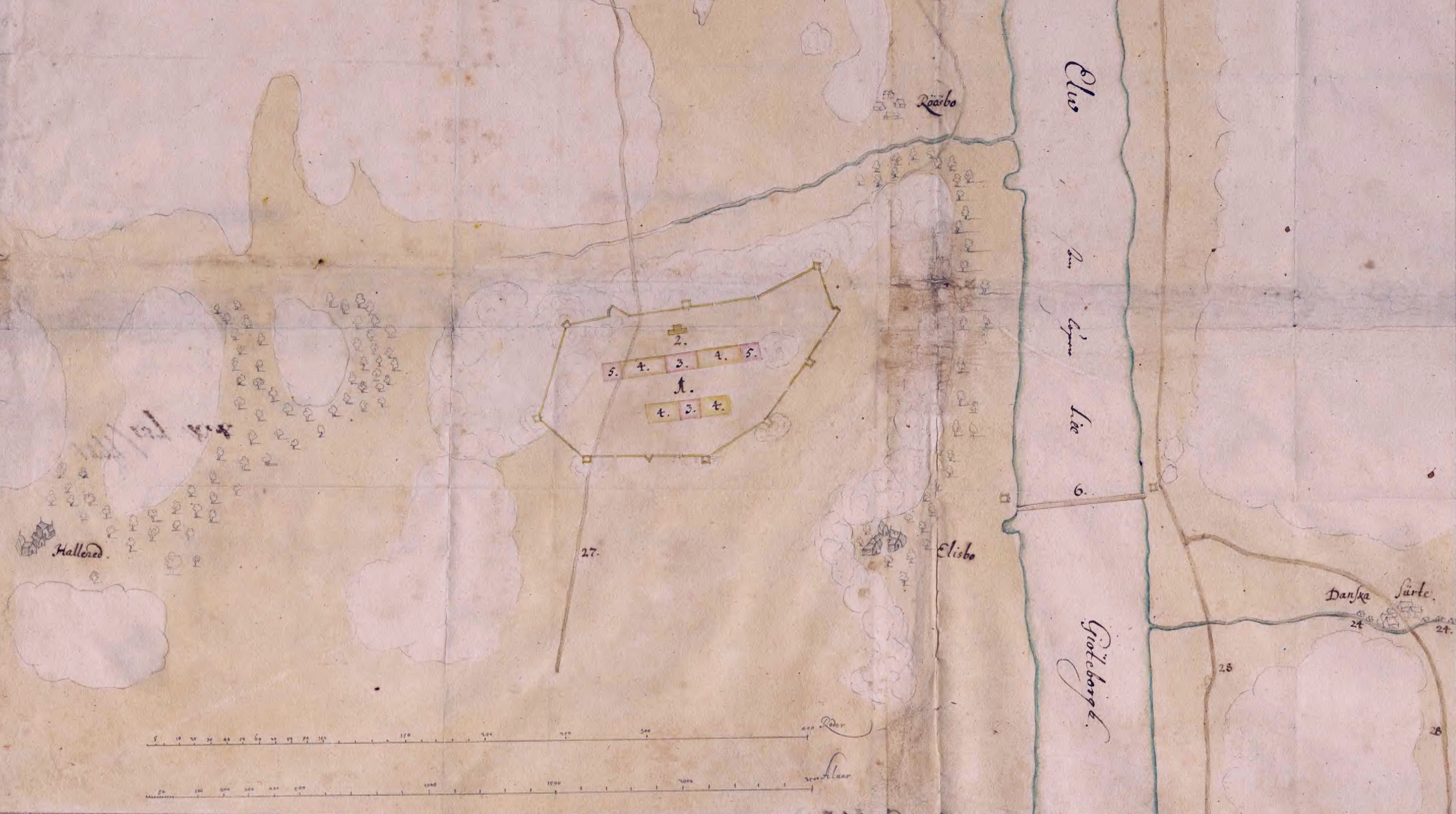
Befästa fältlägret vid Ellesbo på en situationskarta från augusti 1645.

#### Ellesbo fältläger
Under Hannibalsfejden fanns tidvis ett stort antal norska soldater på Hisingen. Den 14 februari 1645 fick befallningsmannen på Bohus, amiralen Ove Gjedde, order av Sehested att förbereda ett fältläger på ön dimensionerat för 2 000 man fotsoldater, och 500 hästar.
I samband med ett svenskt motanfall över Hisingen erövrades det befästa lägret av soldater under befäl av Lars Kagg, i augusti 1645.
Rester av lägret finns kvar på höjden ovanför herrgården Villa Ellesbo i form av en 5 meter bred, och en halv meter hög jordvall. Vallen sträcker sig 250 meter i öst-västlig riktning, och har en bastionsliknande fyrkant, 17x17 meter, på sin norra sida.

### Nya Älvsborg

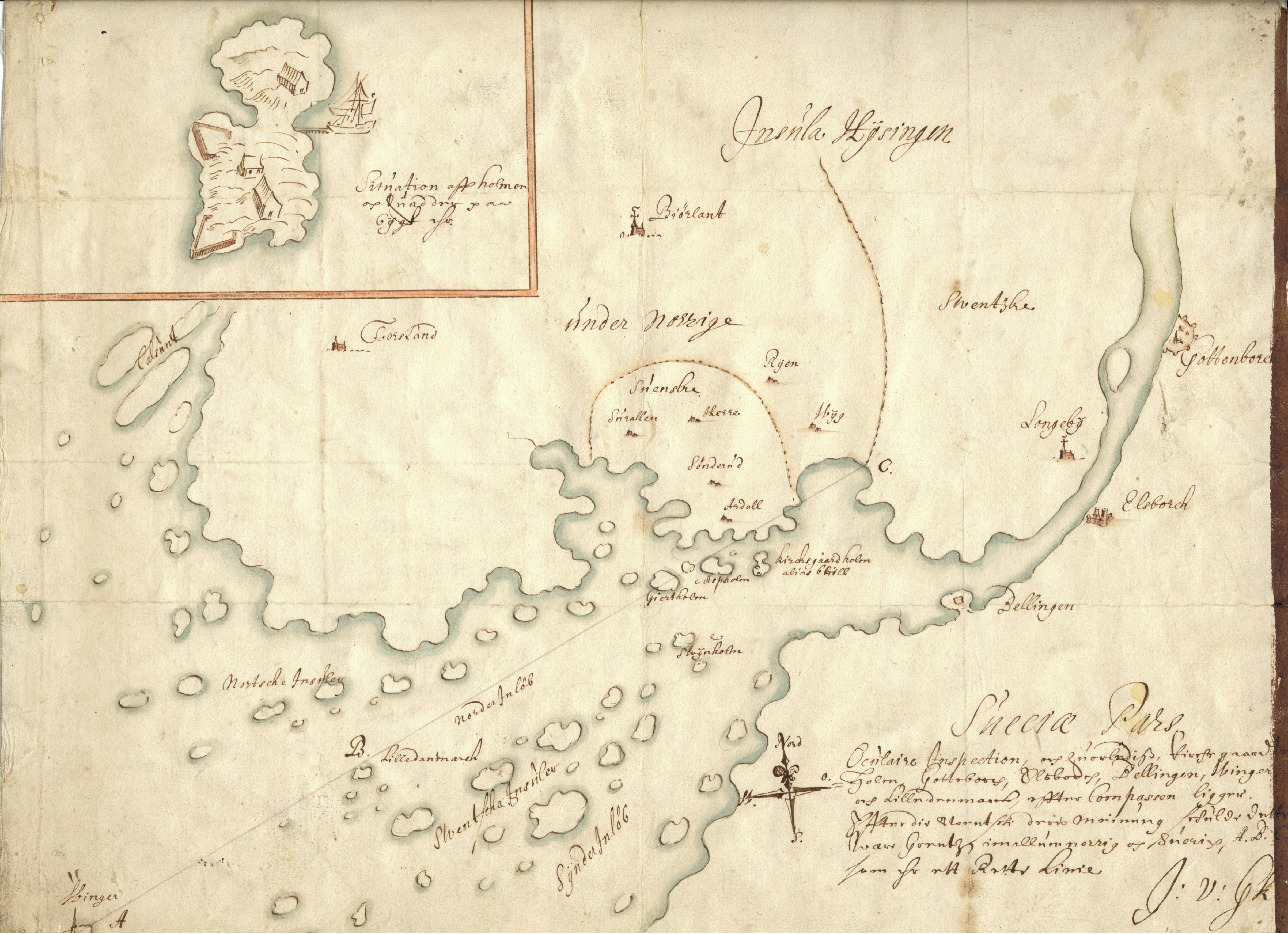
På en norsk karta över Göta älvs mynning från cirka 1650, har den dansk-norske militäringenjören Isaac van Geelkerck också tecknat de tillfälliga svenska befästningarna på Kyrkogårdsholmen i kartans övre vänstra hörn. Delar av Hisingen tillhörde Norge fram till 1658, och riksgränsen mellan länderna gick igenom ön Danaholmen (Lilla Danmark).

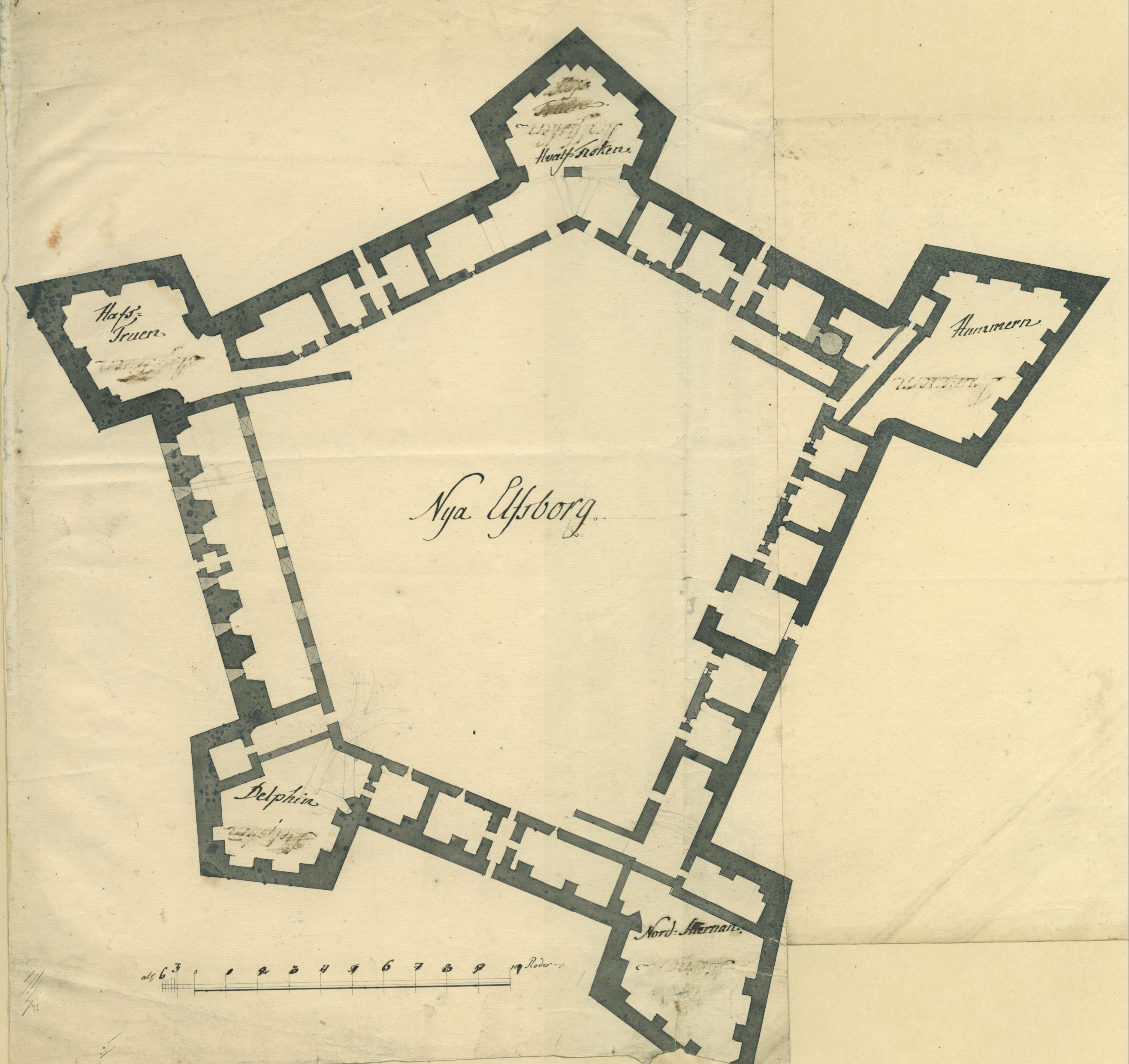
Ritning över den femhörniga bastionsfästningen Nya Älvsborg, år 1679. Yttermurarna är förstärkta i de förväntade anfallsriktningarna väster, uppåt på kartan, och söder.

Eftersom Älvsborgs slott inte hade kunnat stoppa danska aktiviteter i Göta älvs mynning fanns behov av en befästning även i hamninloppet. De tillfälliga svenska befästningarna på Kyrkogårdsholmen från 1644, blev därför utökade efter Wärnschiöldhs utbyggnadsplan, och arbete påbörjades 1653. För att få byggnadsmaterial till fästningen, och andra befästningar i Göteborg, togs beslut om att riva Älvsborgs slott, vilket verkställdes 1661. Anläggningen byggdes som en femsidig skans med bastioner på öns södra sida, och ett porttorn i flera våningar, med skyddade platser för kanoner, mitt på skansens norra kurtin. Dessutom byggdes ett hornverk mot norr. Detta hornverk bestod av två parallella vallar, som i vardera ändan avslutades med en halv bastion och däremellan en kort vall - en kurtin. Fästningen ansågs redo att användas 1677, även om mycket arbete återstod.

### Gyldenløvefejden (1676-1678)
Sedan Sverige vid freden i Roskilde 1658 bland annat fått Bohuslän och Halland, innebar det en säkrare situation för Göteborg. Nordre älv blev nu en extra vallgrav mot anfall norrifrån, med den starka fästningen Bohus som extra skydd. Under Skånska kriget 1675-1679, där de västsvenska krigshandlingarna kallades Gyldenløvefejden efter den norske ståthållaren Ulrik Frederik Gyldenløve, utsattes både Bohus och den nybyggda fästningen Karlsten på Marstrandsön för angrepp.   

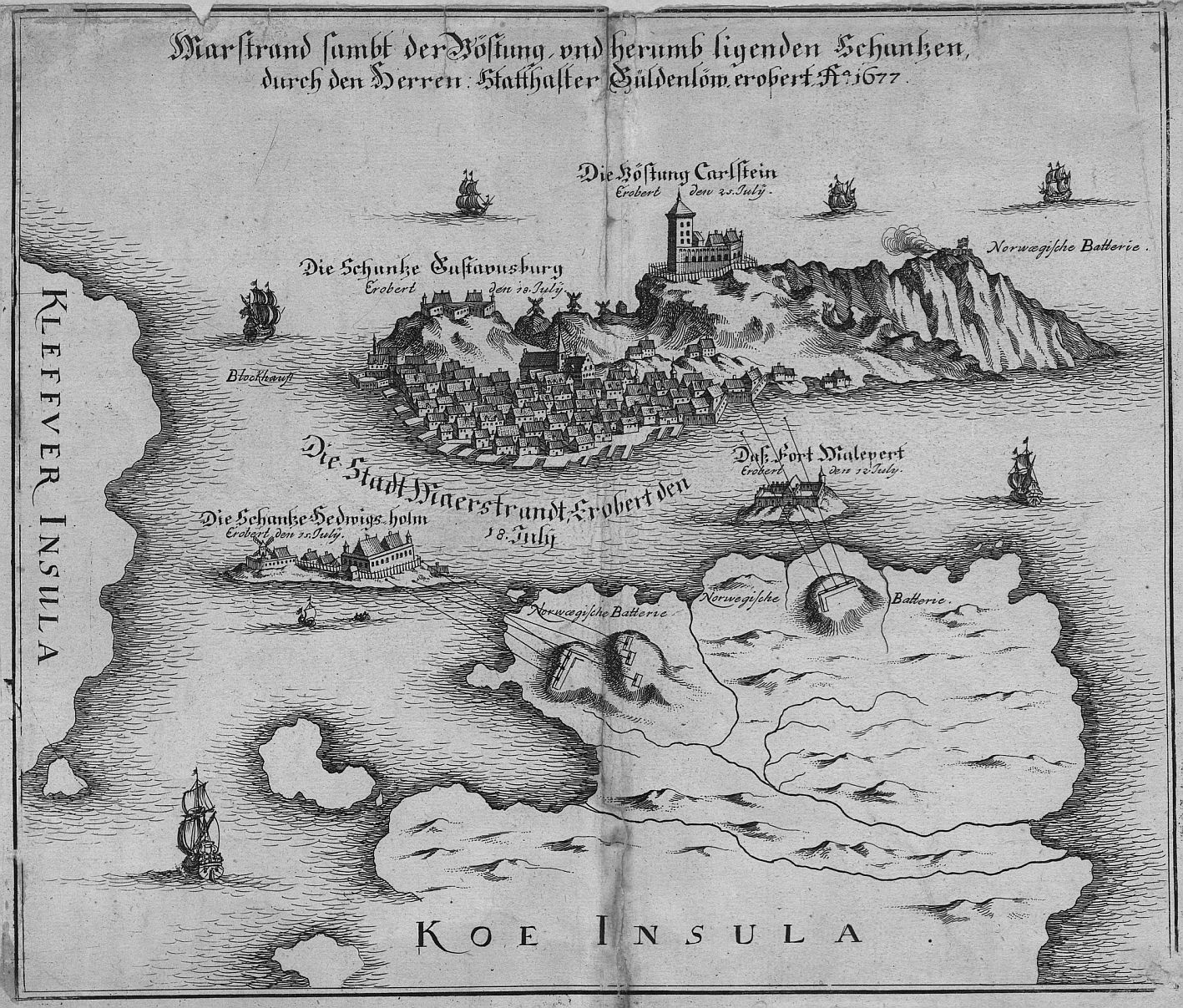
En norsk här under Gyldenløves befäl erövrar Marstrand och Karlsten sommaren 1677. Kopparstick från 1700.

#### Karlsten
Den oftast isfria djupa hamnen i Marstrand hade tidigare haft enkla befästningar i trä. Efter det  svenska övertagandet 1658 fick Wärnschiöldh i uppgift att bygga en stenskans, Karlsten, på Marstrandsön. Skansen bestod av en kvadratisk vallomslutning kallad Fyrkanten, och ett torn med kvadratisk grundplan. Arbetet på skansen pågick mellan 1660 och 1672. Dessutom byggdes utanverk i form av skansarna Gustavsborg, Hedvigsholmen och Malepert.
I juni 1677 anfölls Marstrand av dansk-norska soldater. Efter att ha erövrat utanverken stormades Marstrands stad den 19 juli, och därefter började de anfallande att beskjuta Karlsten på nära håll, bland annat med 150-kilos mörsarbomber. En kort tid därefter kapitulerade slutligen Karlsten, och fästningen förblev dansk tills krigsslutet och freden i Fontainebleau 1679.

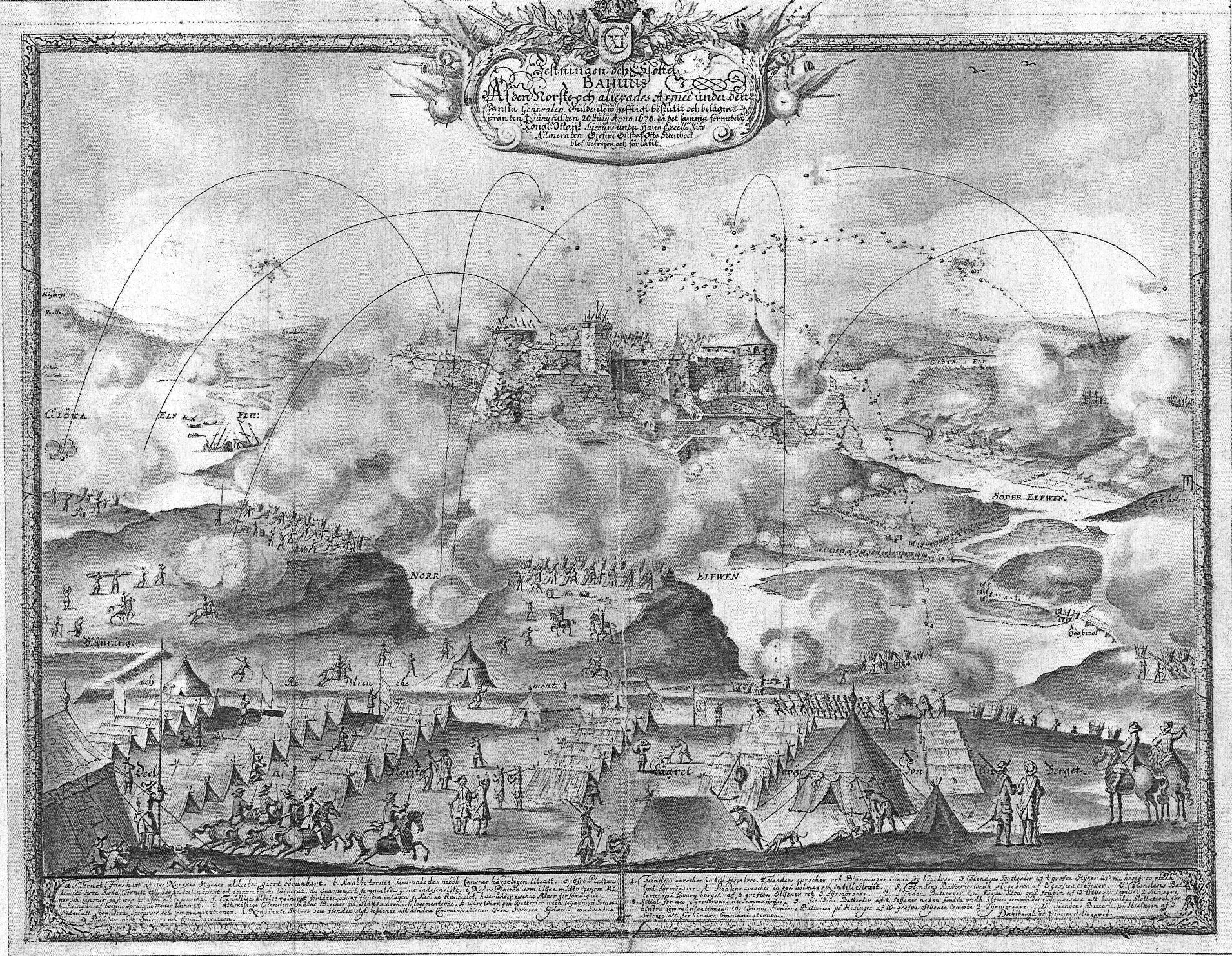
Bohus fästning sedd från det norska lägret på berget Fontin vid Kungälv under belägringen 1678. Tecknat i efterhand av Erik Dahlbergh.

#### Bohus
Innan Gyldenløve kunde sätta in sitt anfall mot huvudmålet - Göteborg, måste den starka fästningen Bohus oskadliggöras. Fästningen hade trots tretton tidigare belägringar under sin historia aldrig intagits i strid men hade, precis som övriga Bohuslän, blivit svensk 1658. Under en två månader lång belägring från slutet av maj till juli 1678, besköt cirka 15 000 norska och danska soldater fästningen med omkring 30 000 järnkulor, spränggranater både enskilda och säckvis, stenbumlingar, glödande brandkulor, mörsargranater och "bomber" med olika innehåll, inklusive kemiska och biologiska stridsmedel. Dessutom sprängdes minor, sprängladdningar, under murarna och säckar med belägringsstyrkans latrin kastades in. Den 22 juli kunde Bohus i sista stund undsättas av svenska trupper, men beskjutningen hade förvandlat fästningen till en grushög. Kommendanten, överste Fredrik von Börstell, befordrades till generalmajor.

## Fästningsstaden Göteborg - tredje skedet (1684-1720)

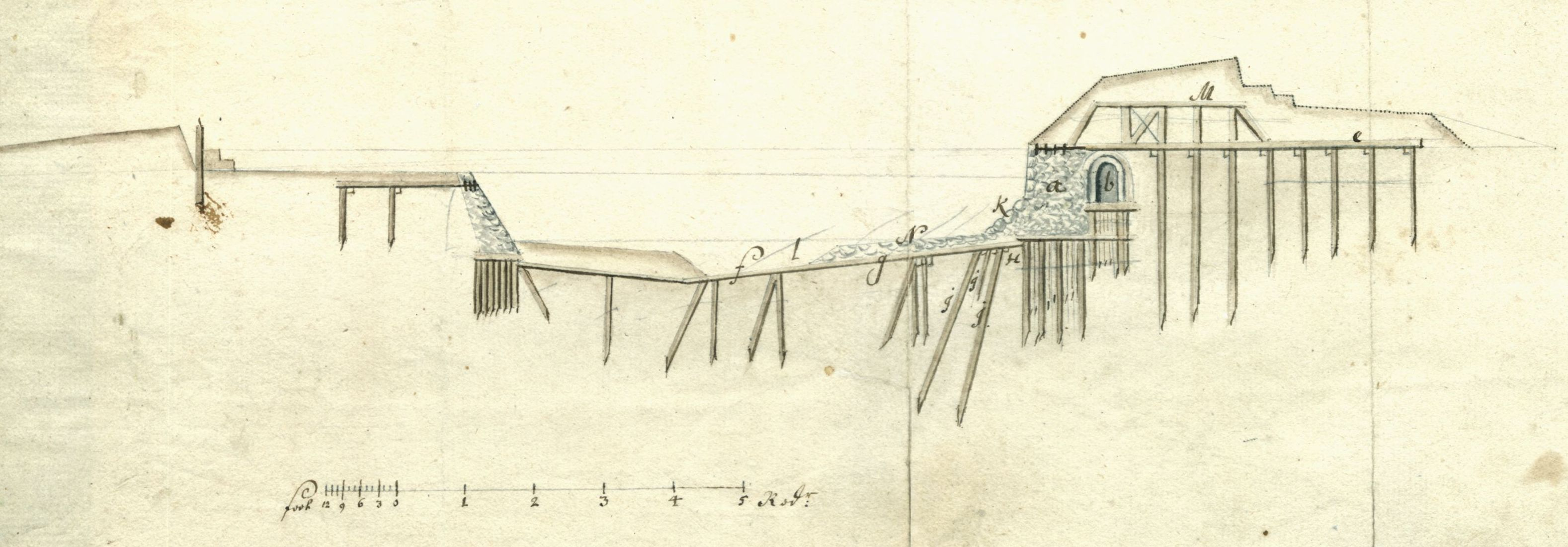
Profilritning med förslag till ravelin i Göteborg från cirka år 1700. På vallgravens innersida, eskarpen, finns en stenklädd kant, berm ((K) på ritningen), för att fördela trycket från vallen. Utanför vallgravens stenklädda yttersida, konteskapen, finns en förbindelseväg kallad betäckta vägen, där försvararna kan förflytta sig i skydd. Utanför palissaden i vänsterkant finns fältvallen, ett förpreparerat svagt sluttande område.

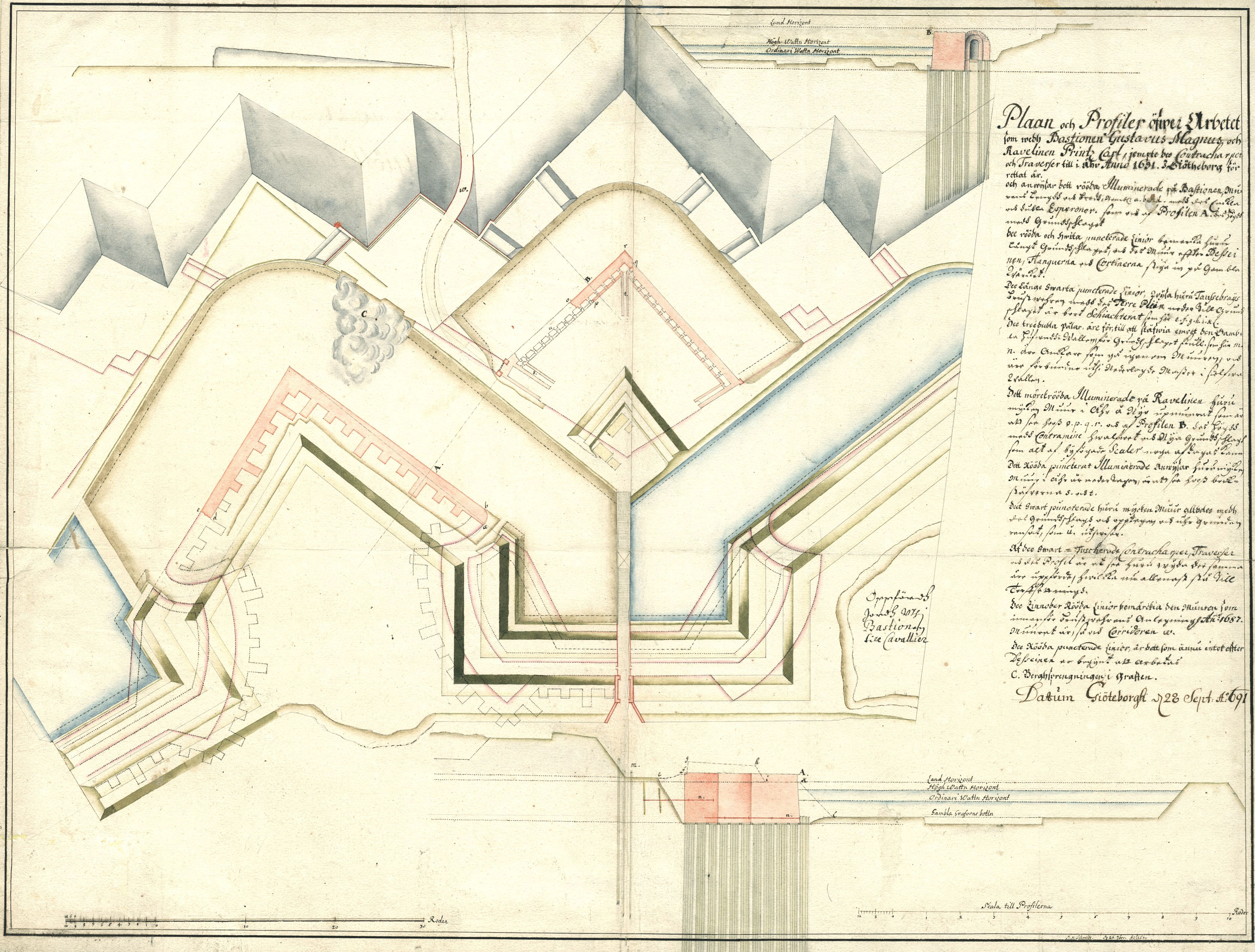
Redovisning över arbetet med bastionen Gustavus Magnus, och ravelinen Prins Carl vid nuvarande Kungsportsbron 1691. Omvandlingen av de gamla raka jordvallarna (grönt) till svängda stenmurar (rött), krävde omfattande pålningsarbeten på grund av den ökade tyngden.

Efter det att Karl XI hade beordrat allmän upprustning av Sveriges fästningar, blev de följande tio åren de mest betydelsefulla i svensk befästningshistoria.   År 1684 lade Erik Dahlbergh fram en ombyggnadsplan för Göteborg, och år 1687 beviljades 70 000 daler till stadens befästningsarbeten. Detta blev det största fästningsbygget under Dahlberghs tid som chef för fortifikationen. Han övervakade också att de 2 000 ditkommenderade soldaterna kom igång med arbetet. Ombyggnadsplanen följdes upp med ytterligare ändringar 1690 och 1693. Arbetet på plats leddes av överstelöjtnant David Lydinghjelm och generalkvartermästarlöjtnant Carl Magnus Stuart, medan Dahlbergh fördelade arbetet mellan dessa två. Befästningarna förändrades enligt den nya franska befästningsskolans principer, och under påföljande år användes större delen av fortifikationsanslagen till Göteborgs befästning. Detta innebar att bastionerna gjordes större, och drogs fram till den cirka 50 meter breda vallgravens inre kant, eskarpen. De tidigare raka flankerna gjordes insvängda och med orilloner, det vill säga avrundande hörn. Vid  vattengravar kläddes alla murar med sten. Inne i vallar och torn murades rum som stod emot beskjutning, så kallade kasematter. Genom dessa och ytterligare förändringar, blev fästningen troligen en av de starkaste i hela norra Europa. Sedan Lydinghjelm avlidit 1694 ersattes han av fortifikationsofficeren Paul Leijonsparre.

### Nya Älvsborg
I slutet av 1600-talet förstärktes murarna på Nya Älvsborg, och antalet kanoner ökade från trettio till nittio. Efter hand började också ett antal nackdelar med fästningen att visa sig. Det begränsade utrymmet på ön gjorde att murarna blev relativt tunna och bastionerna små och trånga. Enligt Dahlbergh innebar det att en angripare skulle kunna skjuta in genom det ena och ut genom det andra försvarsverket. 

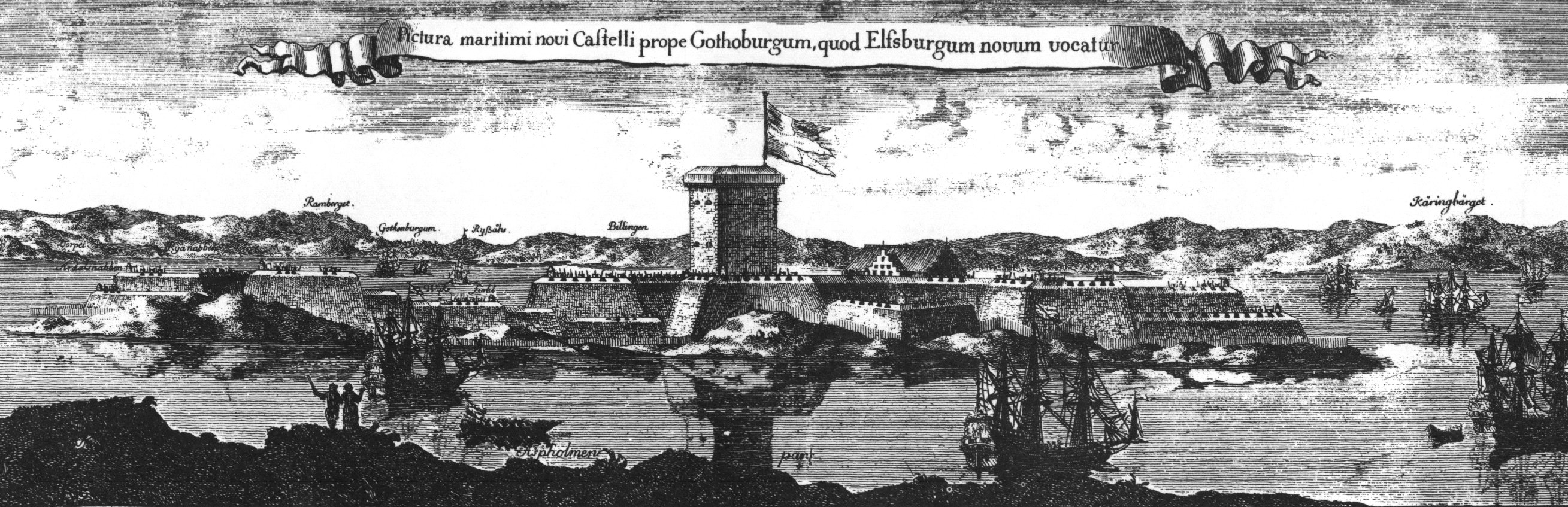
Ny Älvsborg sedd från näraliggande Stora Aspholmen cirka år 1700. Ur Dahlberghs Svecia Antiqua et Hodierna

 Lösningen skulle vara att bygga om fästningen helt, eller som han uttryckte det "..denna ort mycket wäl behöfdes kastas i en annan Form". Dessutom fanns de näraliggande öarna Stora- och Lilla Aspholmen, där en fiende kunde landstiga, och därefter beskjuta fästningen.

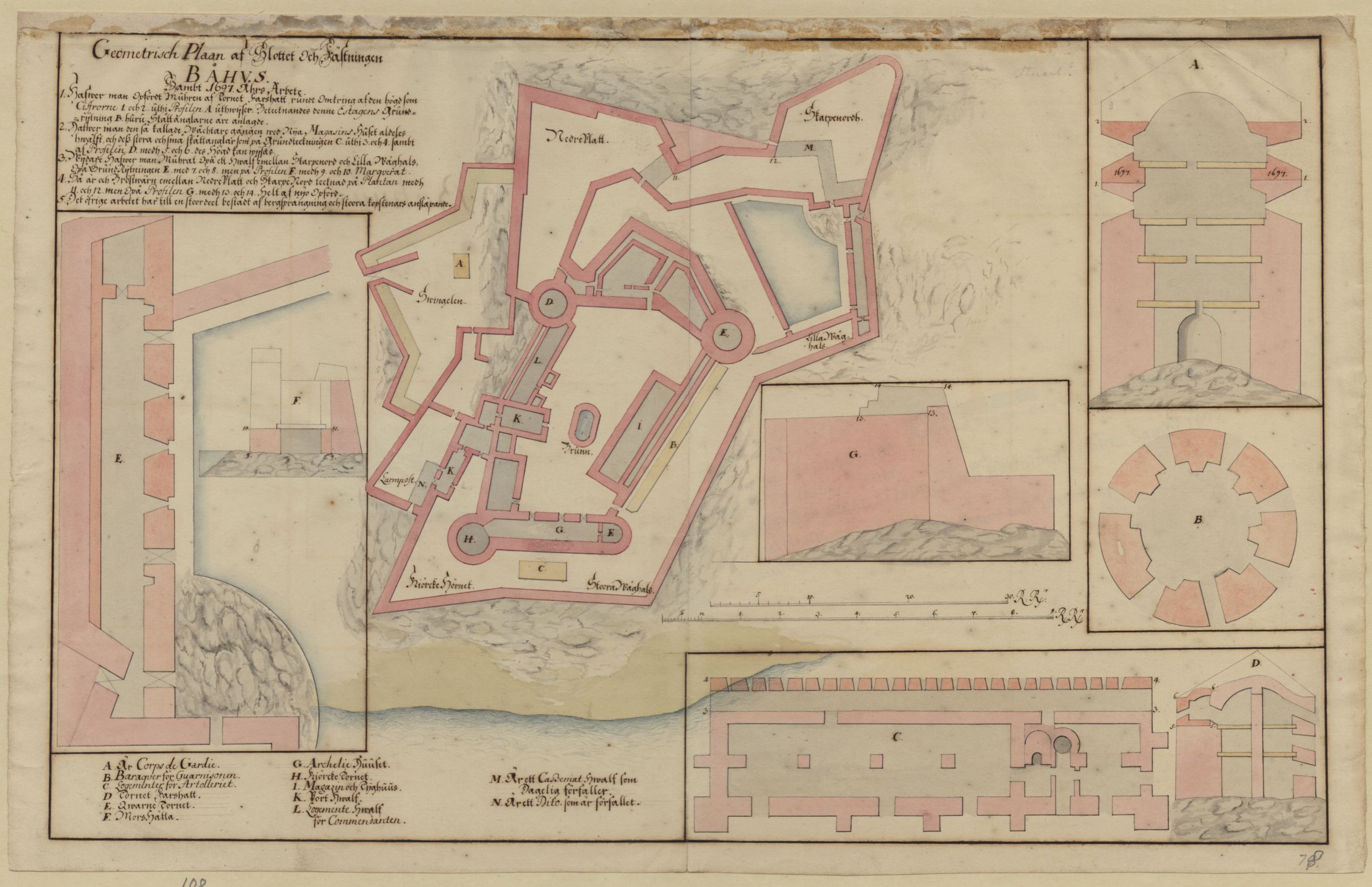
Redovisning över restaureringsarbetet på Bohus fästning från 1697.

| ”                                     | ...hafwandes oförgrijpligen warit bättre, om gamble Elfsborgh hade blifwit i sitt esse ståendes. | „ |
| – Erik Dahlbergh, i en skrivelse 1698 |                                                                                                  |   |

### Bohus
På grund av den stora förstörelsen kunde man, även här under ledning av Erik Dahlbergh, vid återuppbyggnaden av Bohus fästning tillämpa tidens moderna befästningsprinciper. Bland annat byggdes det tidigare fyrkantiga tornet Fars Hatt om till runt.

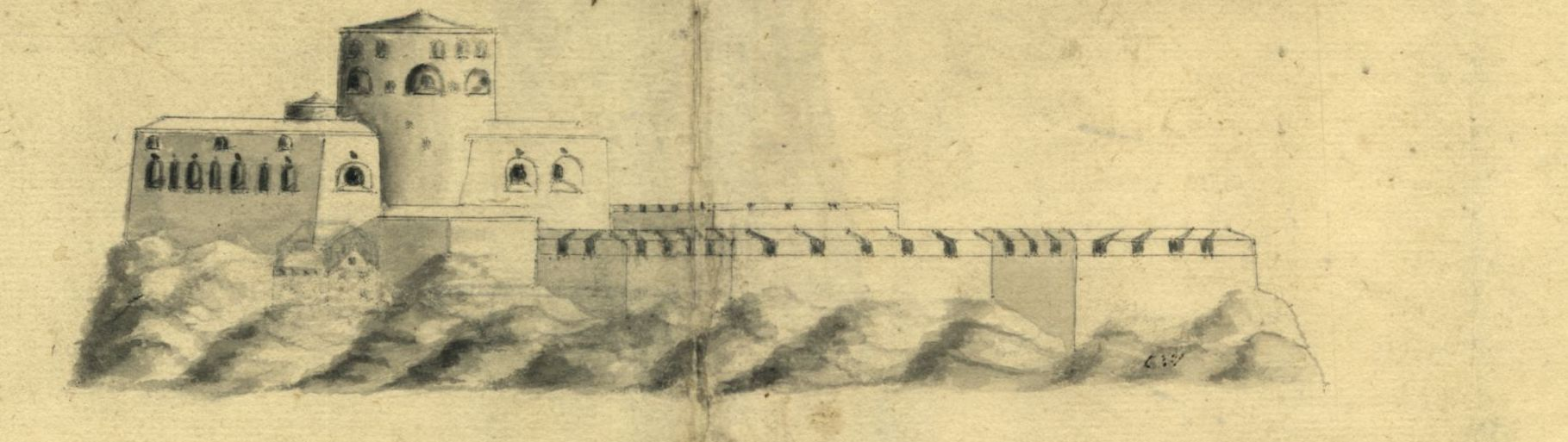
Karlstens fästning sedd från söder, på ritning från 1716.

### Karlsten
Även Karlsten hade blivit sönderskjutet under det tidigare kriget. Under Erik Dahlbergs ledning inleddes ett omfattande reparations och förstärkningsarbete. Mellan 1680 och 1716 höjdes Fyrkantens vallomslutning till nitton meter, och byggdes på med ett tre meter tjockt yttre murskal. Det äldre fyrkantiga tornet byggdes in i ett dubbelt så kraftigt runt torn. Dessutom byggdes fästningens huvudvallar ut kraftigt. Befästandet av Marstrand och byggandet av  Karlsten var och är en av de största investeringar som gjorts inom det svenska fasta försvaret.

### Skansen Kronan

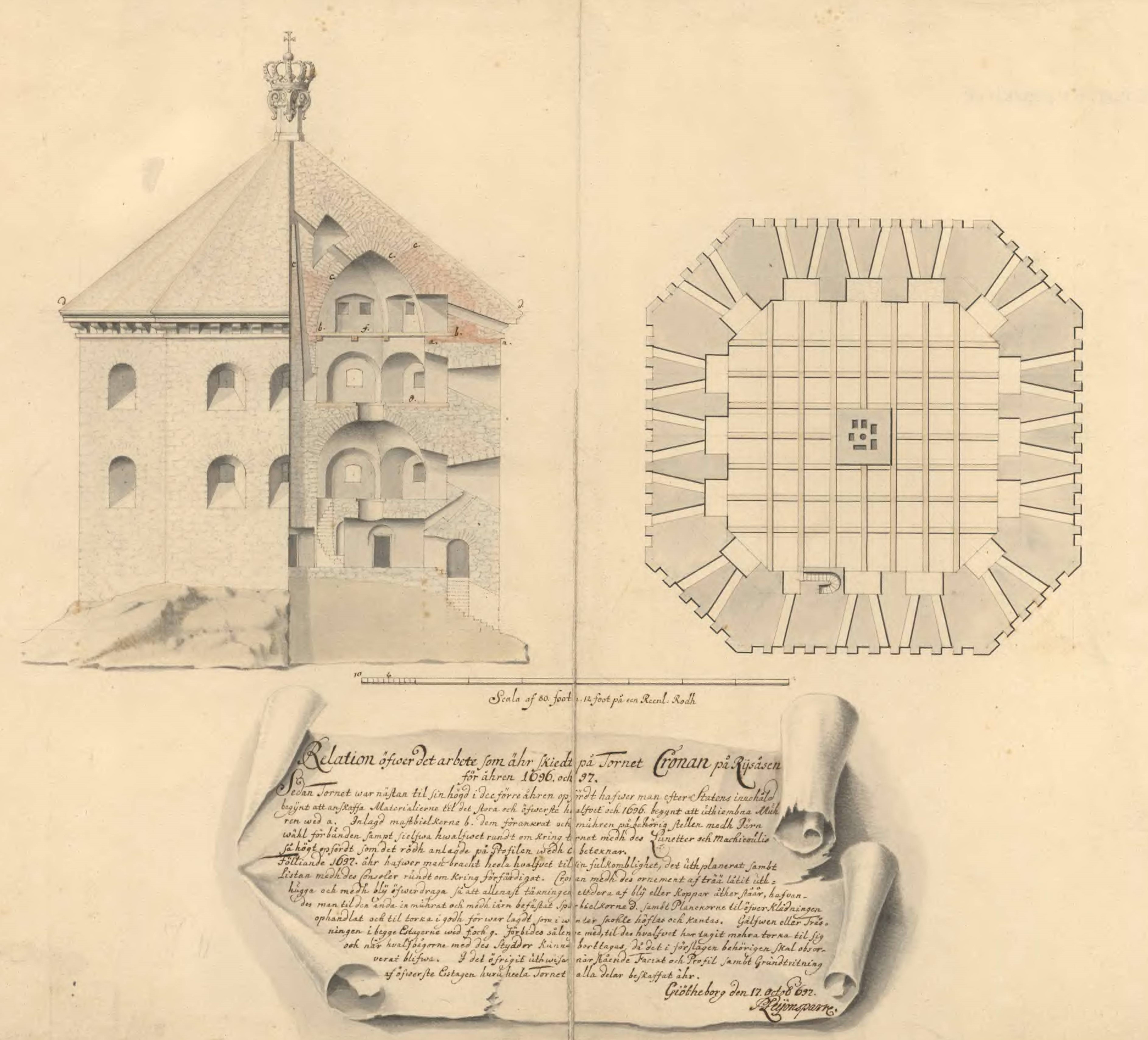
Paul Leijonsparres redovisning av 1696-1697 års arbeten på Skansen Kronan. Anläggningen är nästan färdig, och redovisningen gäller takarbeten (rödmarkerat), och översta våningens skyttegalleri.

Som en förstärkning av Ryssås skans lade Dahlbergh fram ett förslag om komplettering med ett fyrkantigt torn, med avskurna hörn. Detta förslag godkändes, och började byggas 1687. Tornet bestod av välvda kasematter i fyra våningar. Den understa våningen innehöll förrådsrum, ammunitionsvalv och spisar, där rökkanaler ledde upp till taket. Andra våningen innehöll förutom kanoner också en vattencistern. På tredje våningen fanns kanoner och en ugn för att glödga kanonkulor. Fjärde våningen hade skottgluggar för gevär. Tornet var bestyckat med 23 kanoner år 1698, och hade förbindelse med Lilla Otterhällan via en kommunikationslinje. 

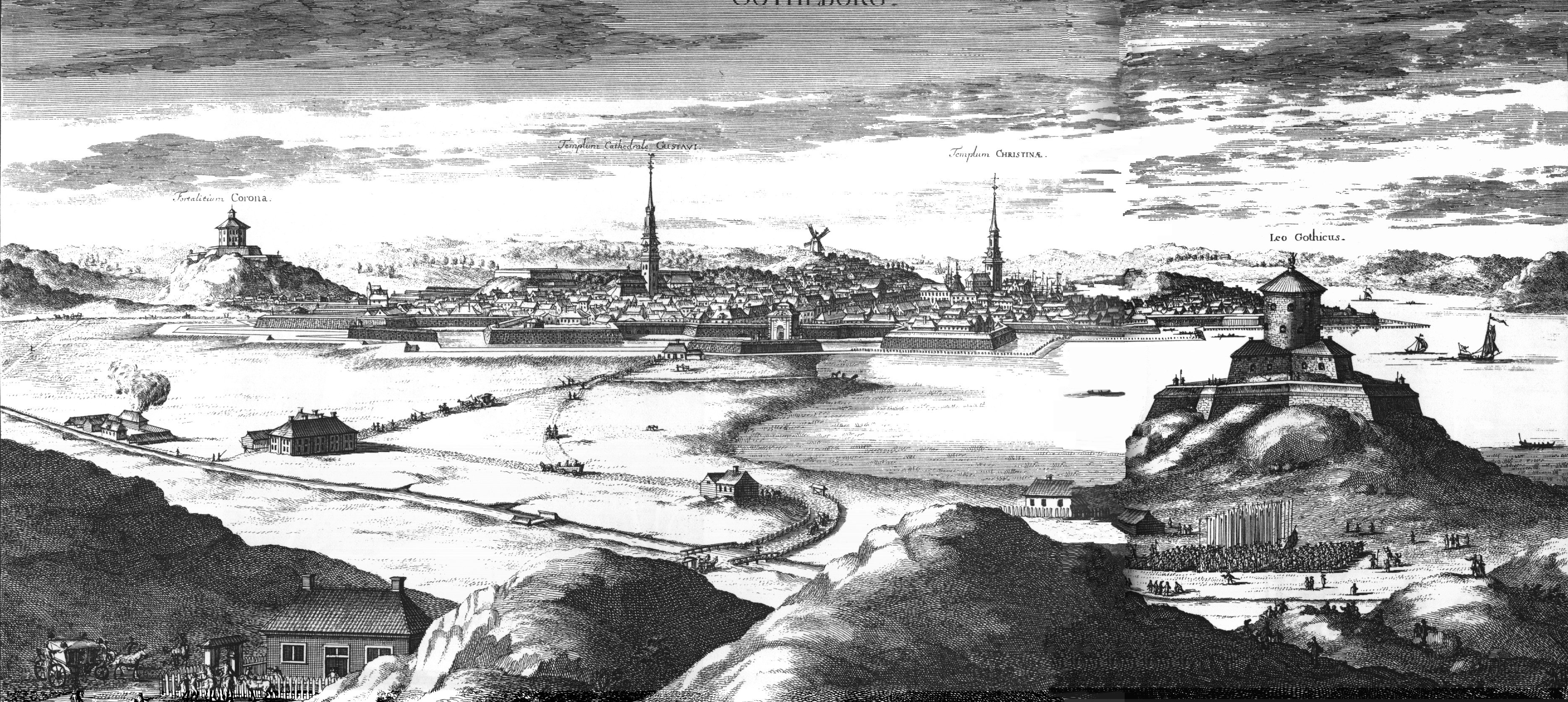
Gullbergsklippan med Skansen Lejonet syns i högerkant på denna bild över fästningsstaden Göteborg från cirka år 1700. Ur Svecia Antiqua et Hodierna

### Skansen Lejonet
Fram till 1687 hade befästningarna på Gullbergsklippan bestått av en försvarsanläggning med formen av en fyrauddig stjärna. Detta år godkände kung Karl XI att befästningen kompletterades med ett runt torn i mitten, kallat Wästgöta Lejonet. Detta torn skulle vara kasematterat i fyra våningar, och precis som Skansen Kronan ha kanoner i de två mellersta, och skyttegalleri på översta våningen. I kasematter på det ursprungliga stjärnformade försvarsverket gjordes dessutom skottgluggar för åtta tunga kanoner samt handeldvapen. Den 10 september 1689 inspekterade Karl XI den nya skansen, och drack en skål från taket, även om takarbetet inte var helt klart. 

### Stora nordiska kriget (1700-1721)

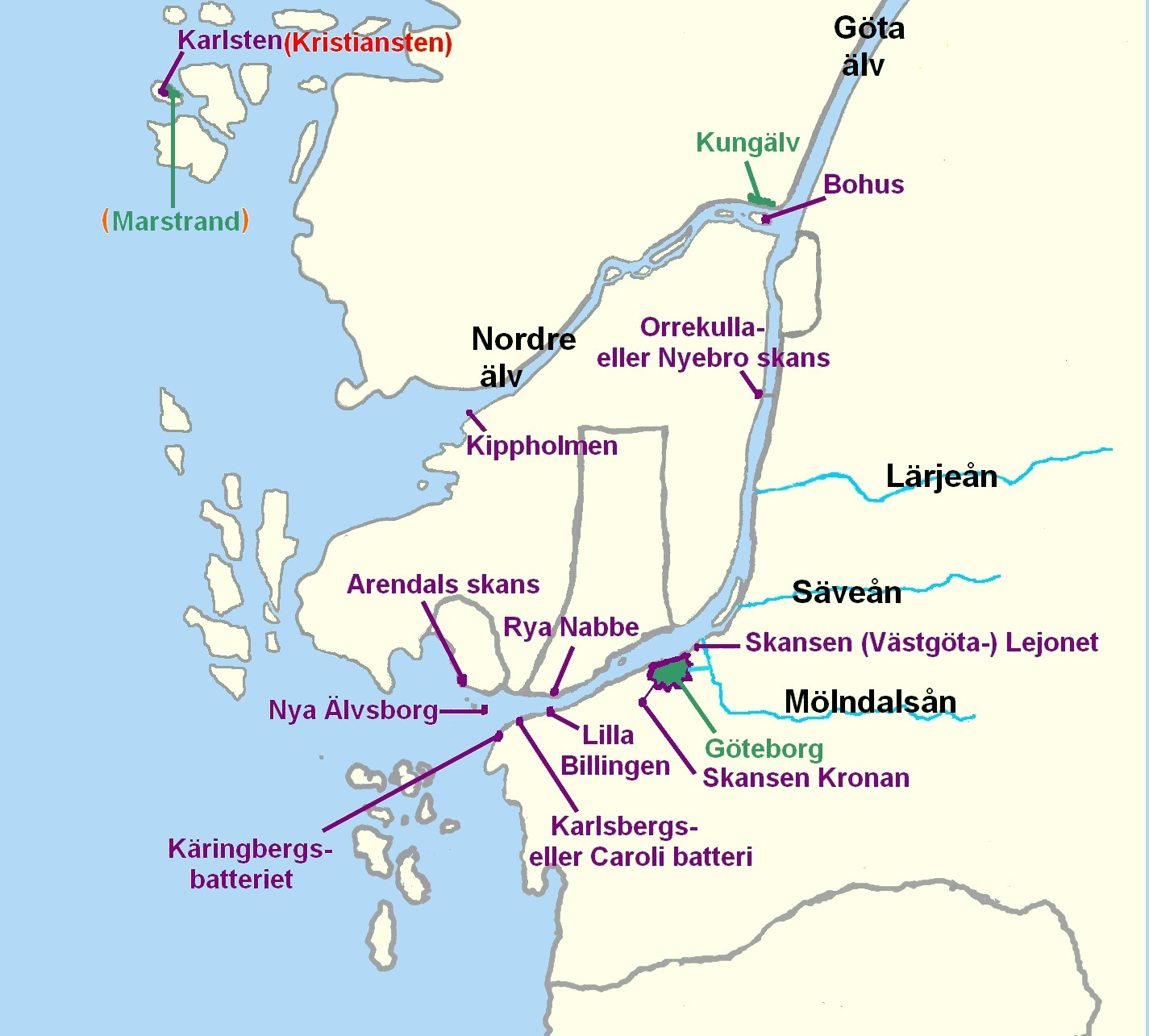
Aktiva befästningar runt Göteborg i samband med Stora nordiska kriget 1700-1721

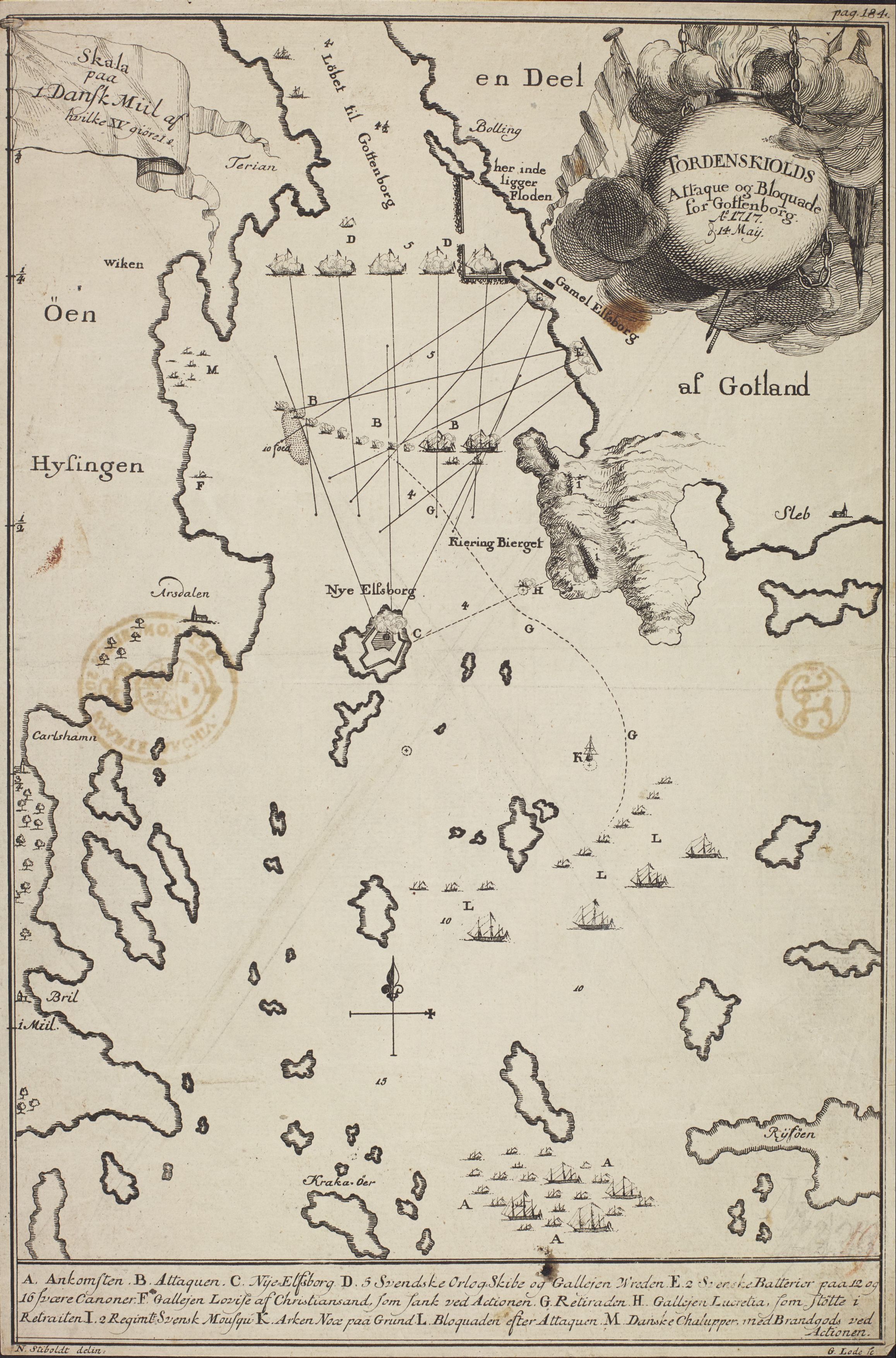
Samtida danskt kopparstick över Tordenskiolds attack mot Göteborg i maj 1717, med Göta älvs mynning sedd från väster. Det fasta försvaret lyckades tillsammans med några rustade fregatter slå tillbaka anfallet efter fem timmars strid.

Utbrottet av Stora nordiska kriget, och behovet av soldater gjorde att tidigare planerade befästningsarbeten i Göteborg gick långsamt. År 1706 meddelades att de flesta fortifikationsarbeten enligt tidigare planer inte var klara och "utan någon defension" mot fientliga anfall. Efter den svenska förlusten i slaget vid Poltava i juni 1709, förklarade Danmark krig den 8 augusti. Som kompensation för att resurserna minskade till Göteborgseskadern, den svenska örlogsflottans avdelning i Göteborg, utfärdades i stället kaparbrev. Detta innebar att besättningarna på privatägda fartyg, med statligt godkännande kunde erövra fartyg från länder som Sverige var i krig med, och som "god pris" sälja de erövrade fartygens last i Göteborg, för att slutligen dela på vinsten. Möjligheten till snabba förtjänster gjorde verksamheten populär, och samtidigt ökade viljan från det drabbade Danmark-Norge att blockera eller förstöra kaparfartygen och deras varvsanläggningar Gamla Varvet vid Stigberget, och Nya Varvet vid Lilla Billingen. Detta innebar att försvaret av Göta älvs mynning förbättrades, framförallt som konsekvens av de danska attackerna 1717 och 1719.
Efter en lång flottblockad av Göta älvs mynning våren 1719, under ledning av den 28-årige schoutbynachten Peder Tordenskjold, började Danmark-Norge i juli att anfalla Bohuslän. Strömstad intogs, och invasionstrupper från Norge gjordes klara för sjötransport, med avsikt att landsättas på Hisingen. 

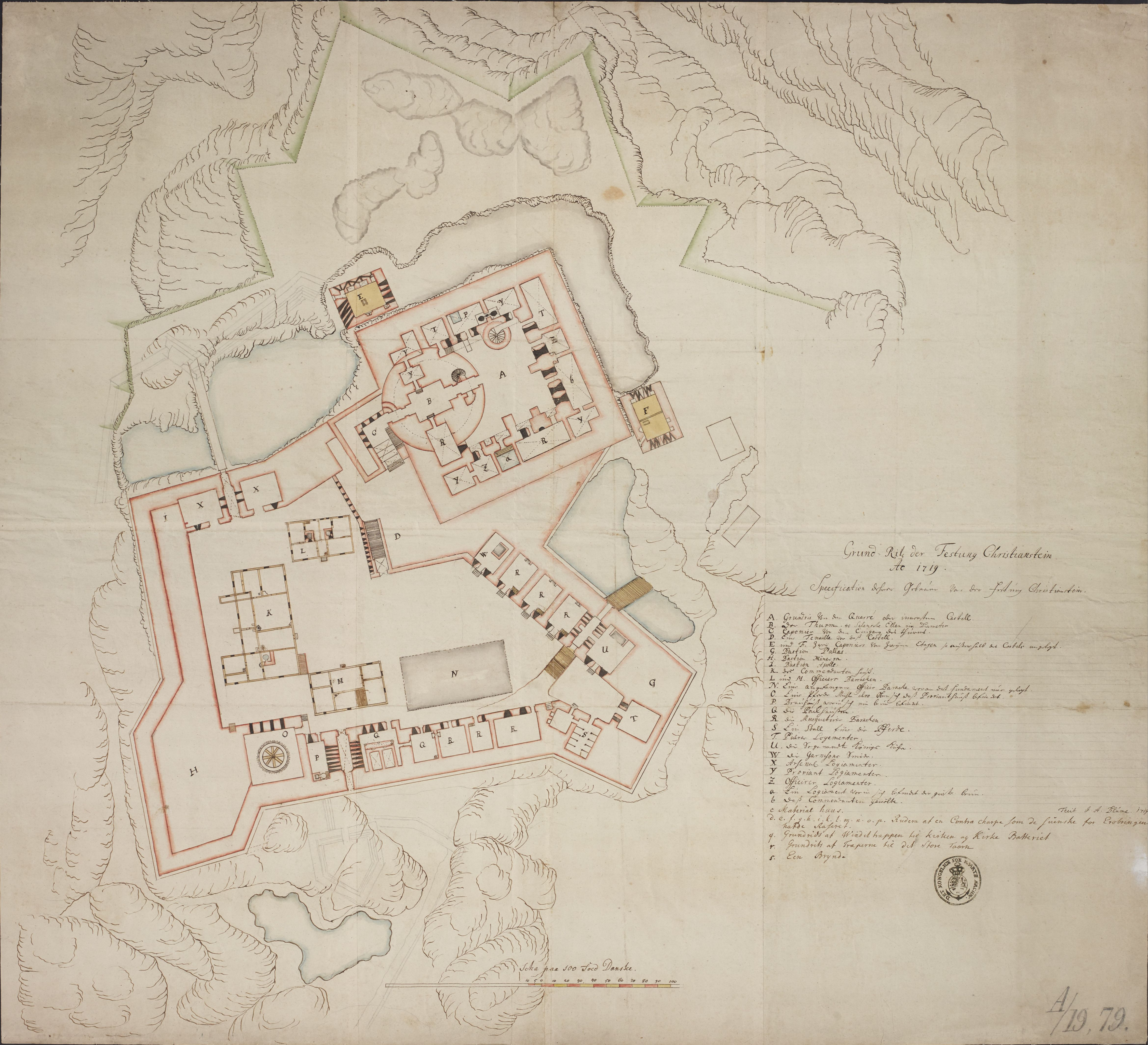
Dansk planritning, delvis på tyska, över den erövrade fästningen Christiansten i Marstrand 1719. Längdskala i danska fot.

#### Karlsten
En flottstyrka under ledning av Tordenskjold anföll Marstrand i juli 1719. Göteborgseskaderns fartyg sänktes i hamnen av de egna besättningarna och  staden intogs av danskarna. Därefter prövade Tordenskjold att med list försöka få den krigströtta svenska garnisonen på den starka fästningen Karlsten att ge upp. Försöket lyckades, och den erövrade fästningen namnändrades därefter till Christiansten, innan den återlämnades till Sverige vid fredsuppgörelsen 1720.

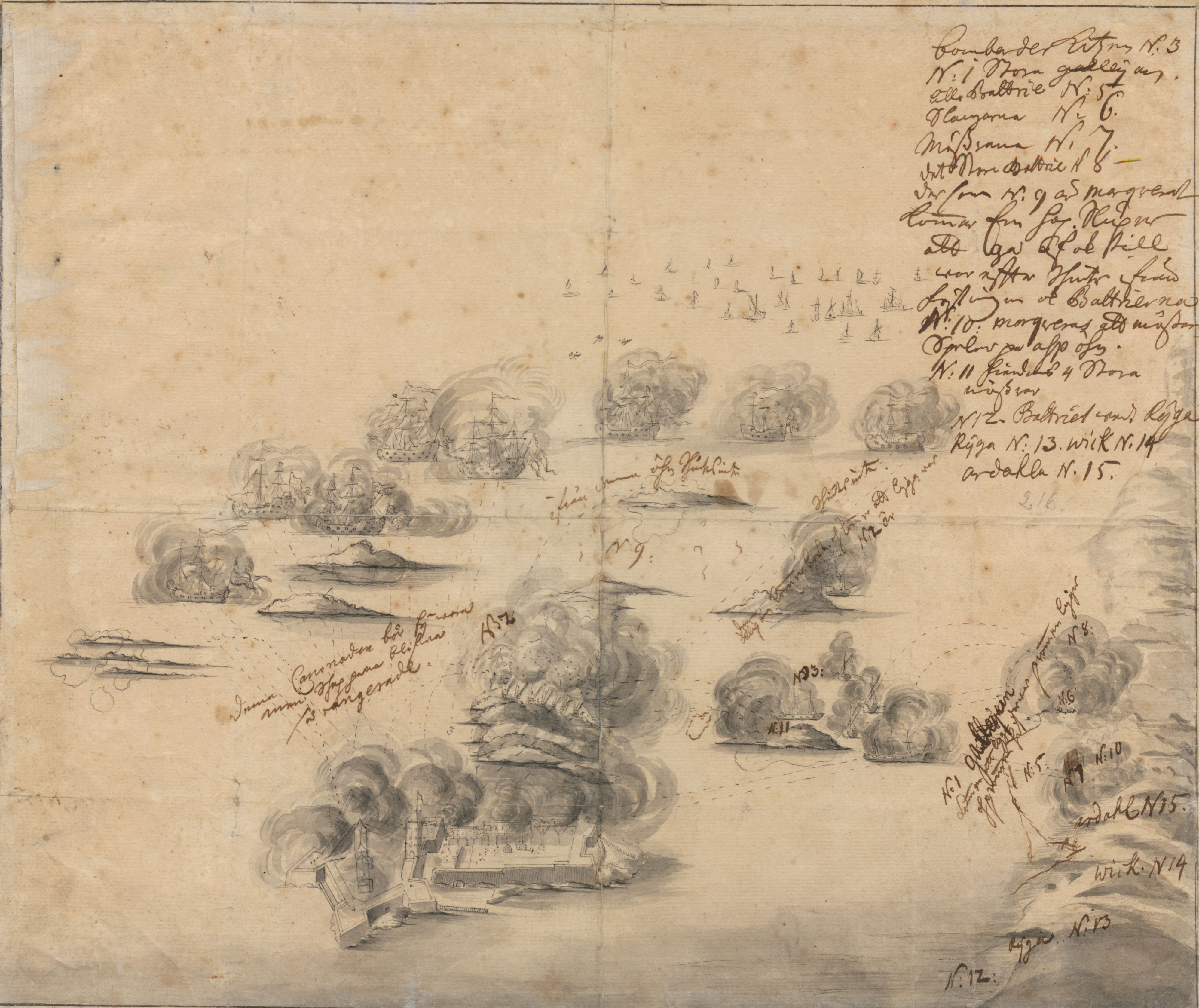
Samtida beskrivning av Tordenskjolds anfall mot Nya Älvsborg i juli 1719.

#### Nya Älvsborg
Några dagar efter Karlstens fall anfölls fästningen Nya Älvsborg. Anfallet utfördes dels med mörsare från de näraliggande holmarna Stora- och Lilla Aspholmen, dels från örlogsfartyg. När fästningsmurarna börjat vika efter några dagars beskjutning förbereddes stormning. På initiativ från översten Georg Bogislaus Staël von Holstein kunde nya kanonbatterier sättas upp på södra Hisingen. Detta tvingade de anfallande soldaterna, som nu var utan skydd, att lämna Aspholmarna och avbryta anfallet.

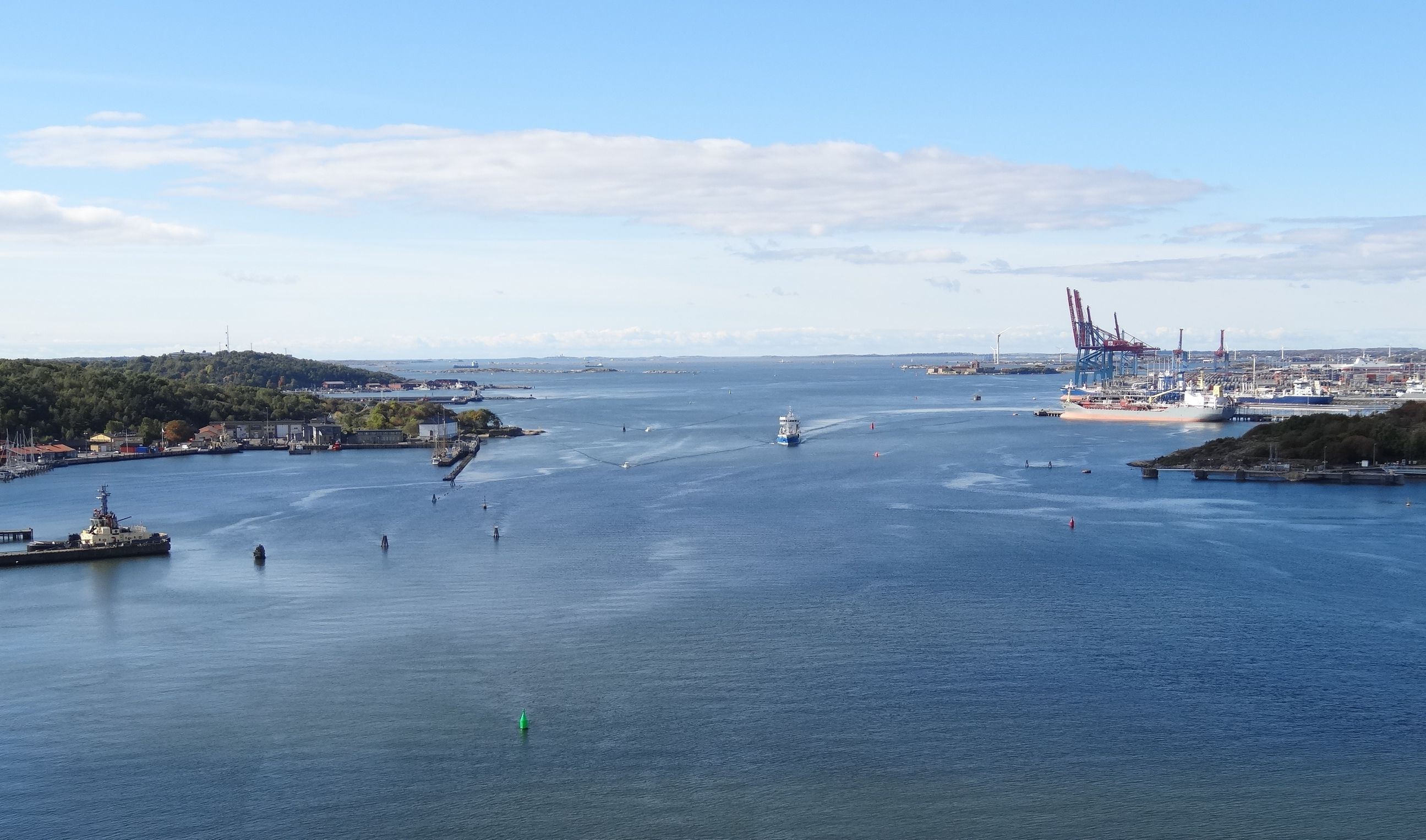
Rya Nabbe till höger, och Lilla Billingen med Nya Varvet till vänster, sett från Älvsborgsbron. Bortom containerkranarna i Skandiahamnen ligger fästningen Nya Älvsborg.

#### Lilla Billingen och Rya Nabbe
År 1689 anlades ett strandbatteri vid Rya Nabbe. I samband med byggandet av den nya örlogshamnen Nya Varvet år 1700, anlades ett kanonbatteri vid vattenbrynet på Lilla Billingen, och en mindre skans på toppen av berget.

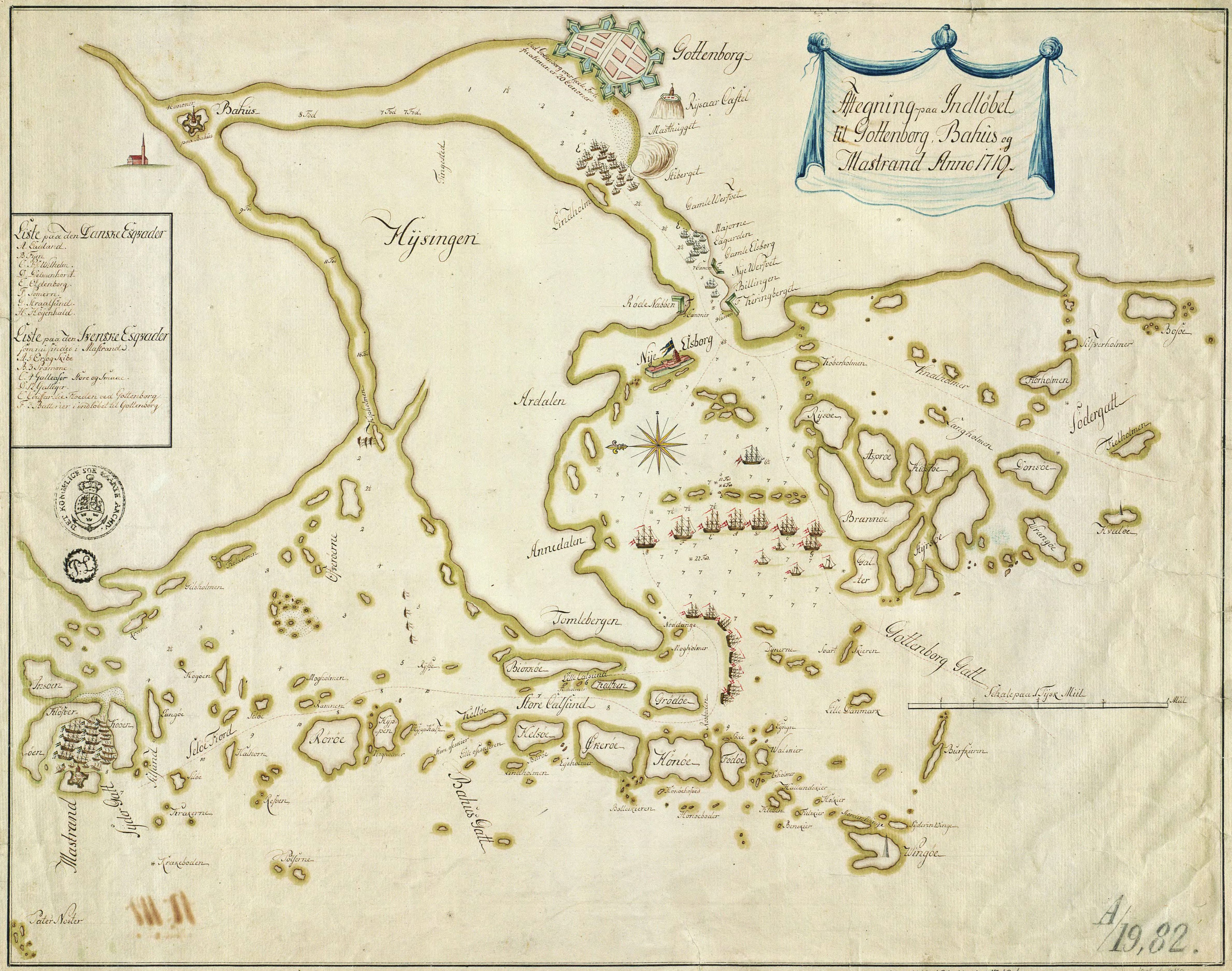
Dansk situationskarta över göteborgsområdet våren 1719. Danska örlogsfartyg spärrar Göta älv och norra skärgården, medan svenska örlogsfartyg ligger orustade i Marstrand. Kanonbatterier och vattendjup (i famnar och fot) redovisas också.

#### Käringbergsbatteriet
I samband med väntade anfall från sjösidan hade generalkvartermästare Magnus Palmquist år 1717 anlagt ett kanonbatteri vid Käringberget på södra sidan av Älvsborgsfjorden, bestyckat med två 18-pundiga kanoner.

#### Caroli batteri
Batteriet, som var beläget vid nuvarande Tångudden mellan Käringberget och Stora Billingen, har också kallats Carlbergs- eller Karls batteri. Det anlades av Palmquist samtidigt med Käringbergsbatteriet. Hösten 1719 var det bestyckat med fyra 12-pundiga och två 3-pundiga kanoner, samt två mörsare.

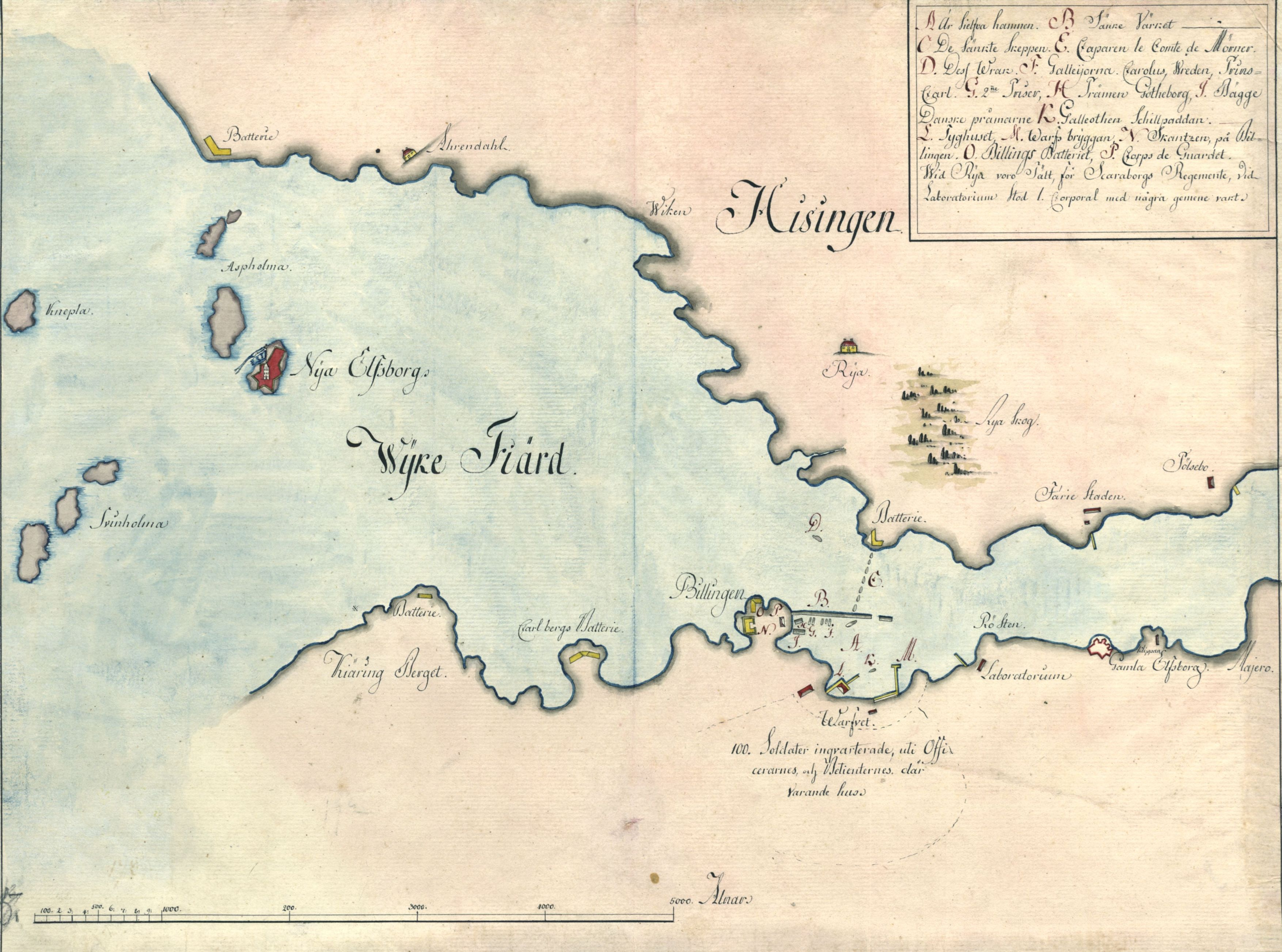
Karta över befästningarna i Göta älvs mynning, uppritad i samband med den danska attacken mot Nya Varvet i september 1719.

#### Arendals skans
Skansen uppfördes hösten 1719 under ledning av kaptenen vid Fortifikationen H.S Ahlstedt. Erfarenheterna från anfallet mot Nya Älvsborg i juli 1719 visade att fästningen behövde stöd av artilleri på södra Hisingen, för att hålla en fiende borta från de näraliggande öarna.

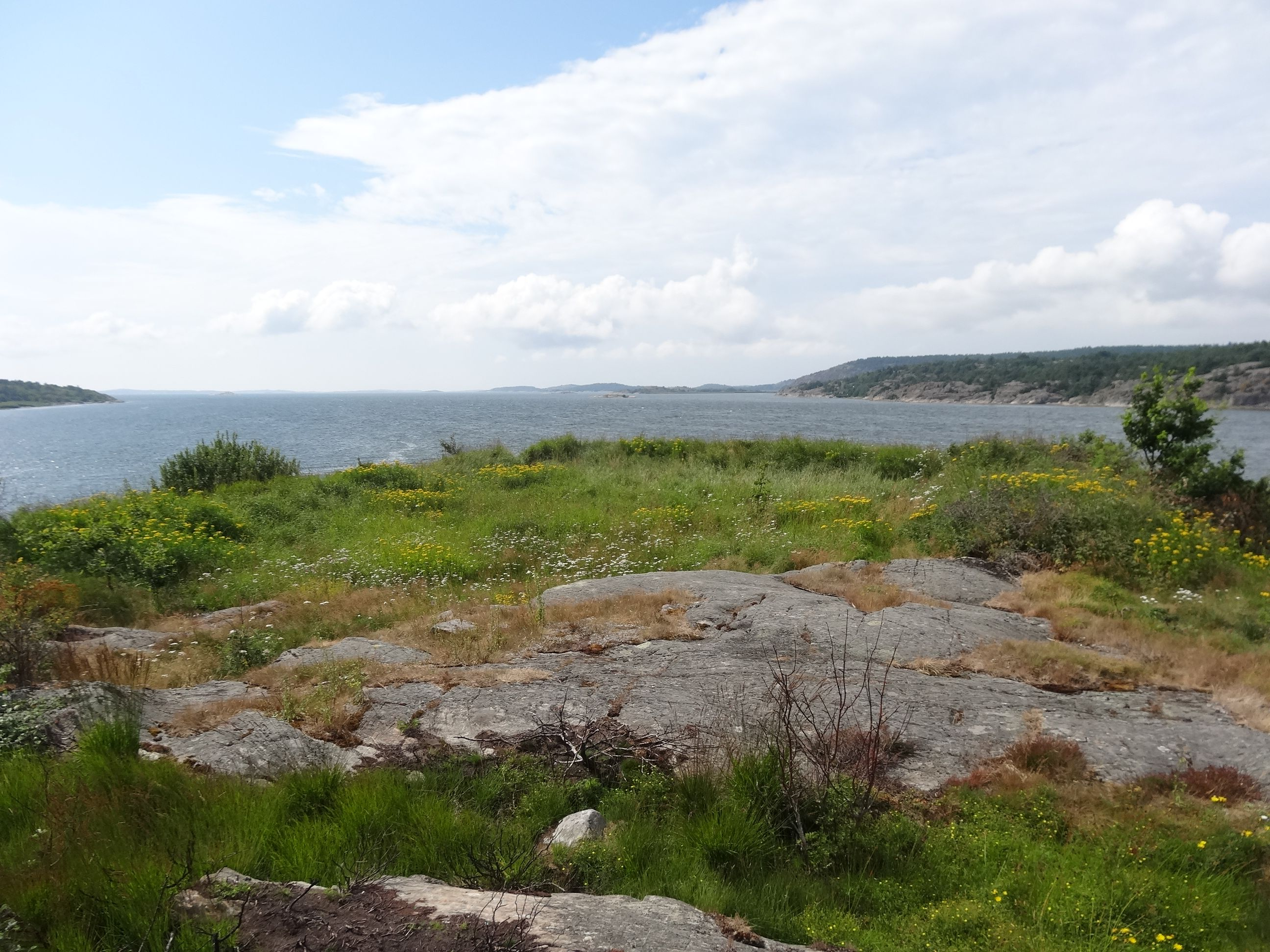
Spår av Kippholmens skans vid Nordre älvs mynning kan fortfarande ses i terrängen.

#### Kippholmen
Den numera landfasta ön i Nordre älvs mynning användes som bevakningspost under senare delen av Stora nordiska kriget. Ön hade efter Karlstens fall i juli 1719 blivit allt viktigare för att kunna få information om danska aktiviteter i Göteborgs norra skärgård. På hösten 1719 anlade kapten Ahlstedt också ett kanonbatteri på ön.

#### Nyebro skans
För att skydda broförbindelsen över Göta älv, mellan nuvarande Agnesberg och Orrekulla norr om Bäckebol, anlades en skans av kapten Ahlstedt på Hisingssidan år 1719. Skansen var avsedd både för infanteri och för artilleri.

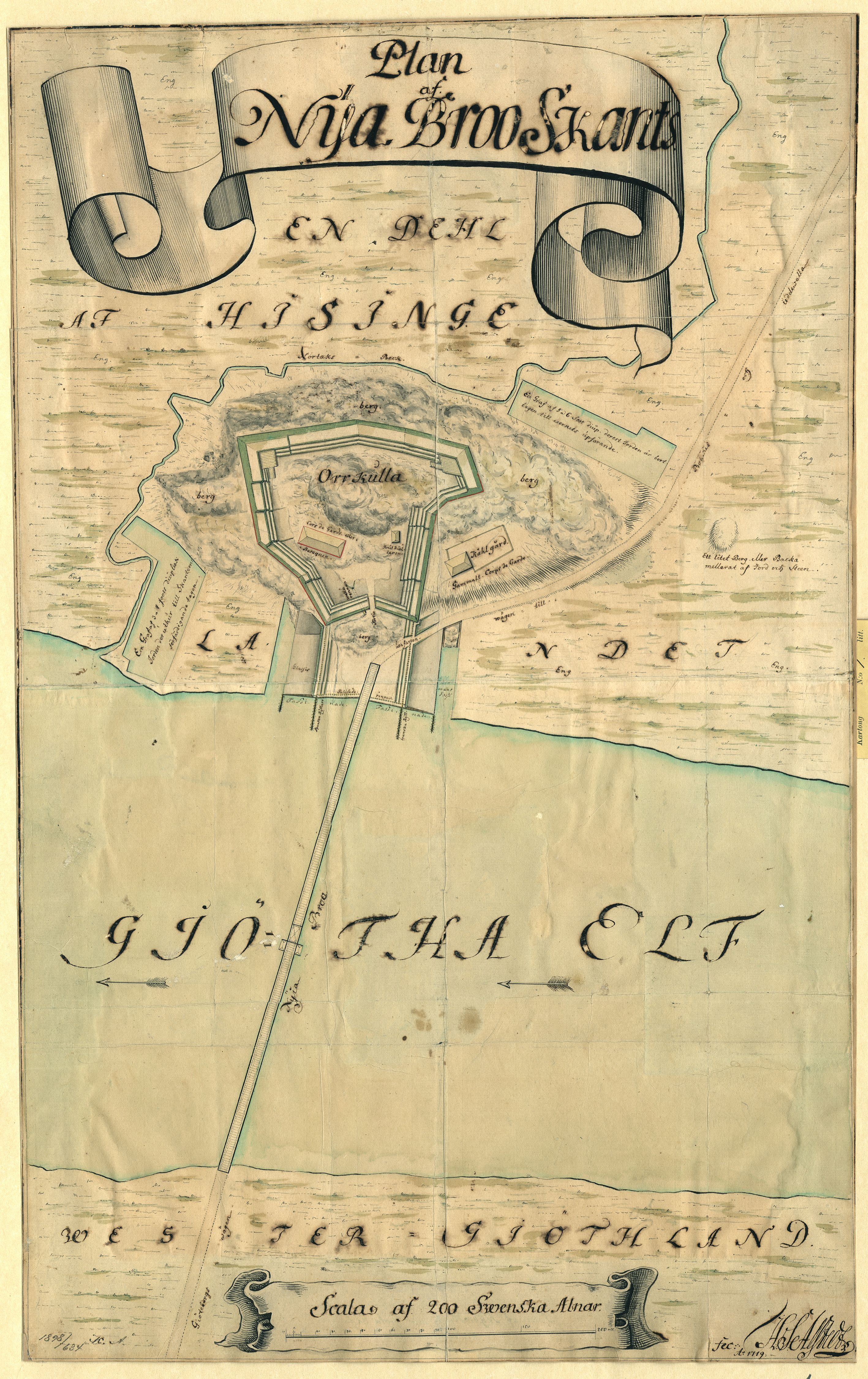
Orrekulla- eller Nyebro skans 1719.
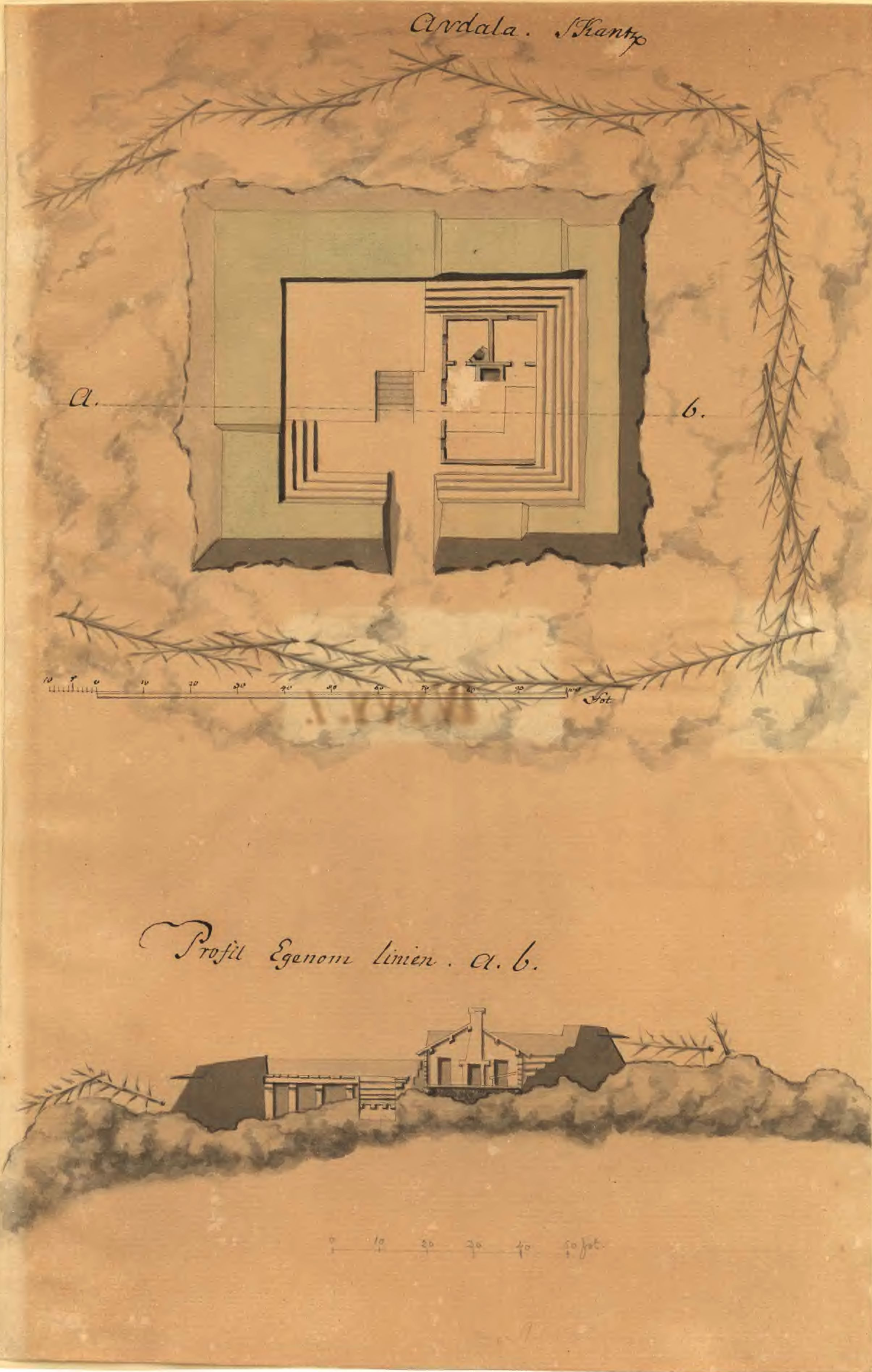
Plan och profil av Arendals- eller Ardala skans år 1719, utrustad med vallnålar och spanska ryttare.
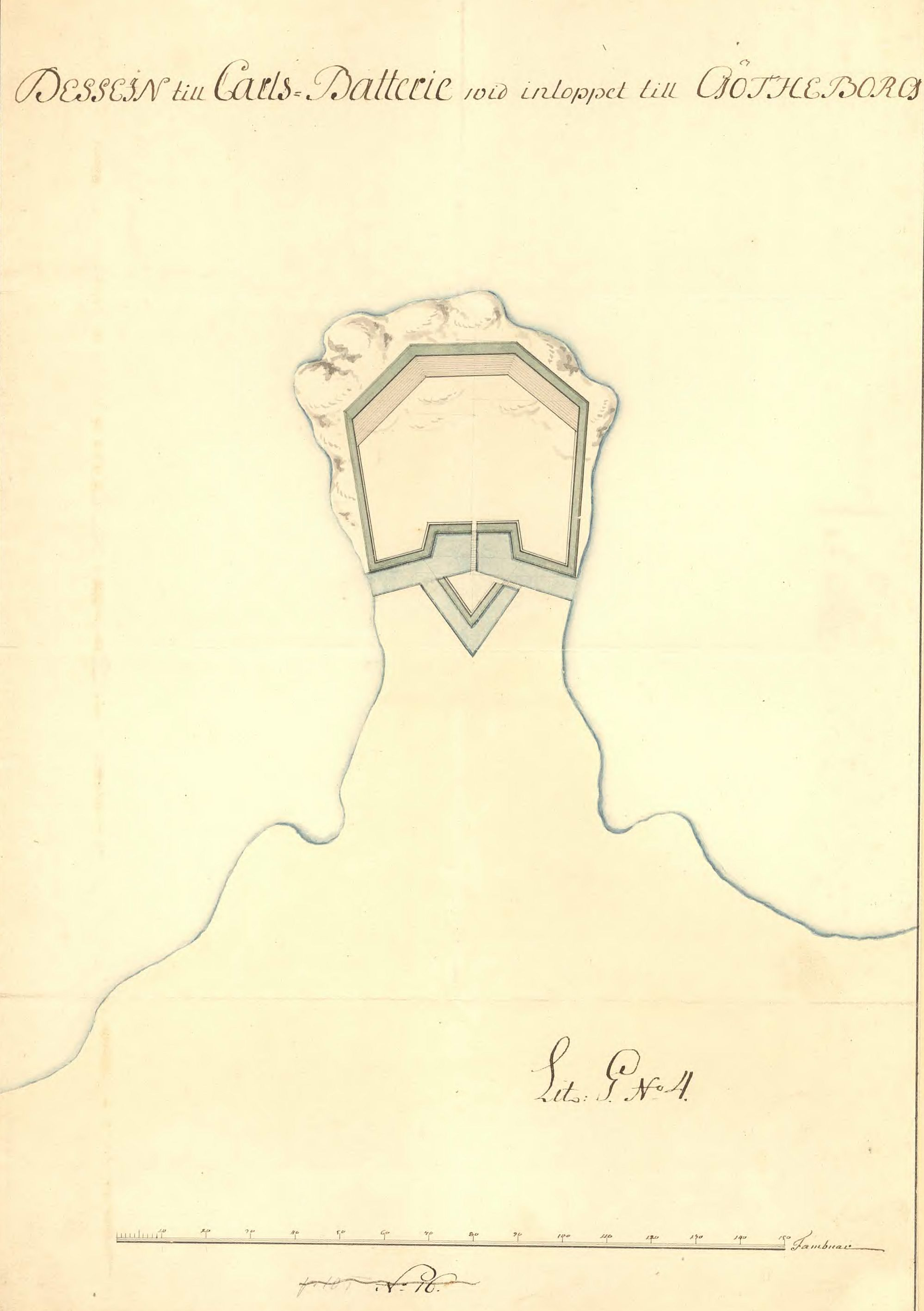
Förslagsritning till förbättringar av Karls batteri vid inloppet till Göteborg år 1740.

## Fästningsstaden Göteborg - fjärde skedet (1721-1807)

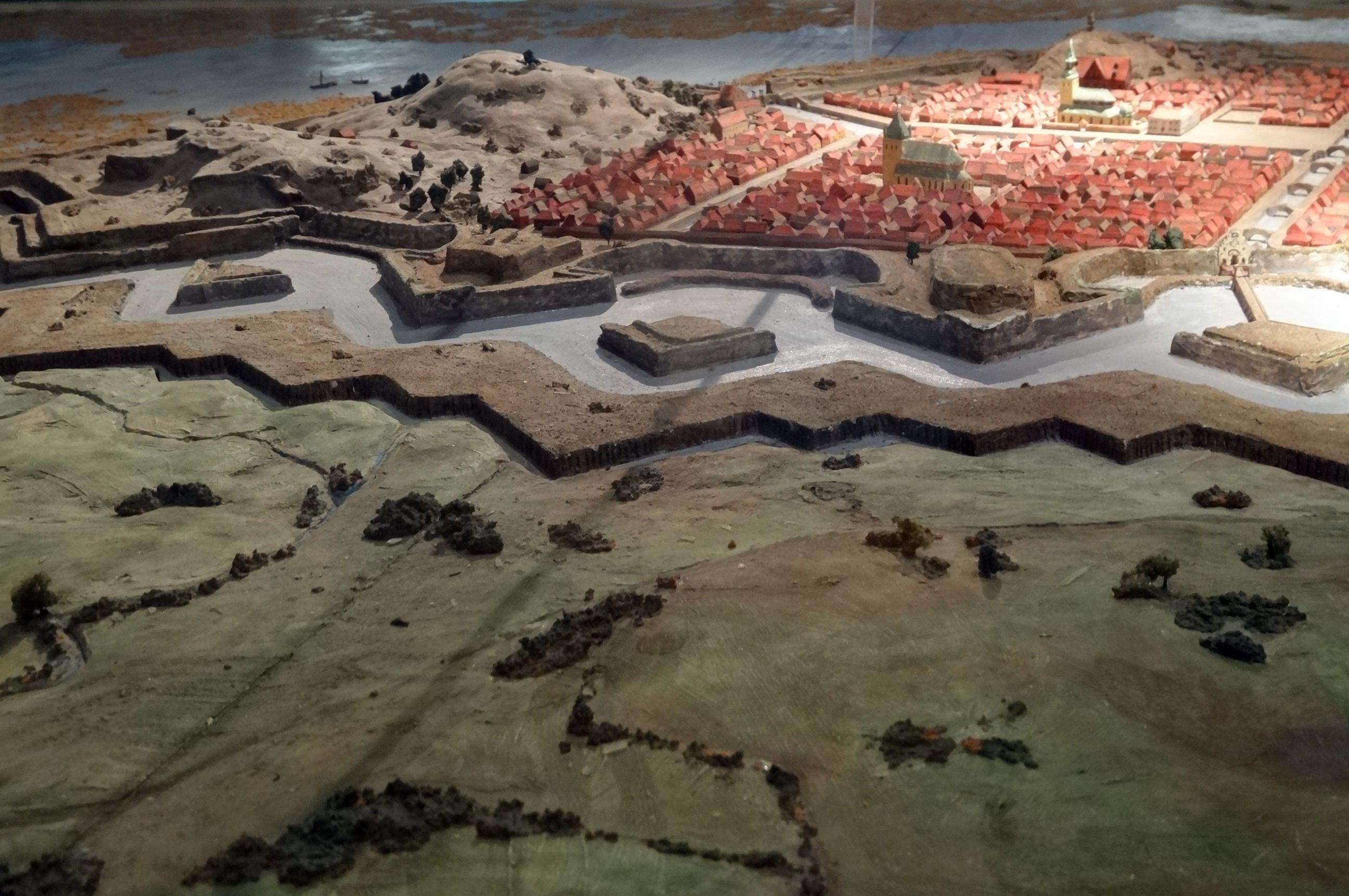
Göteborg under tidigt 1700-tal sett från söder i modell på Göteborgs Stadsmuseum. Från vänster Lilla och Stora Otterhällan, de pilformade bastionerna Carolus Dux vid nuvarande Pedagogen, Johannes Dux vid Kungstorget och däremellan ravelinen Prins Ulrich vid Kungsparken. Längst till höger Kungsporten med ravelinen Prins Carl.

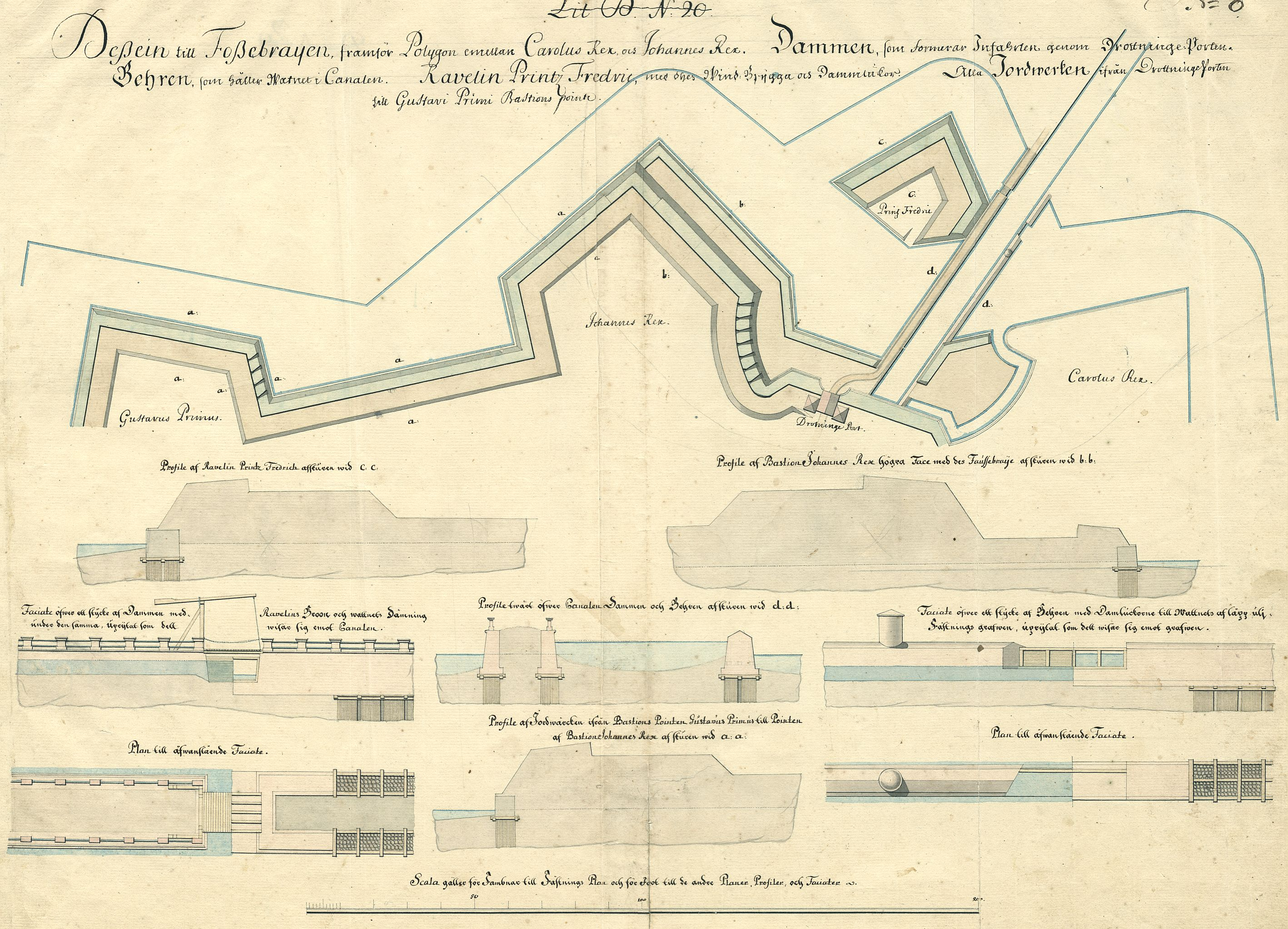
Plan och profilritning från 1733 med förslag till ombyggnad av fästningsvallarna vid nuvarande Drottningtorget. Den framförliggande lägre vallen fausse braie, här försvenskat till "Fossebrayen", används till att stärka försvaret av Drottningporten.

Den svåra ekonomiska situationen som blev en följd av det utdragna Stora nordiska kriget, gjorde att en fortsatt utbyggnad av Göteborgs stadsbefästningar enligt 1690-1693 år ombyggnadsplan var utesluten. Dessutom hade Tordenskjolds anfall mot slutet av kriget, inneburit att nya försvarsverk hade uppförts vid Göta älvs mynning för att skydda hamnar och sjöfart.
År 1733 inspekterades Göteborgs försvar av en fästningskommission, som konstaterade att fästningen var i sig själv en "Capital och formidabel ort" som när den blev utbyggd både kunde och borde försvara sig själv. Fästningsmurarna runt staden var i dåligt skick, medan skansarna Lejonet och Kronan var bättre underhållna. Huvudanledningarna till att ändå behålla stadsfästningen var dels behovet av en befästning vid fronten mot Danmark-Norge, dels som förrådsplats för stora militära förråd, och slutligen som befäst hamn för krigs- och handelsfartyg. Kommissionen föreslog också att försvaret borde förstärkas vid Stora Billingen både med kanoner mot sjösidan, och en bättre befästning mot landsidan. Förutom att befästningarna i staden förföll var det också problem med kanonerna. Fästningskommissionen fann att bara några få kanoner på stadsfästningen gick att skjuta med. 

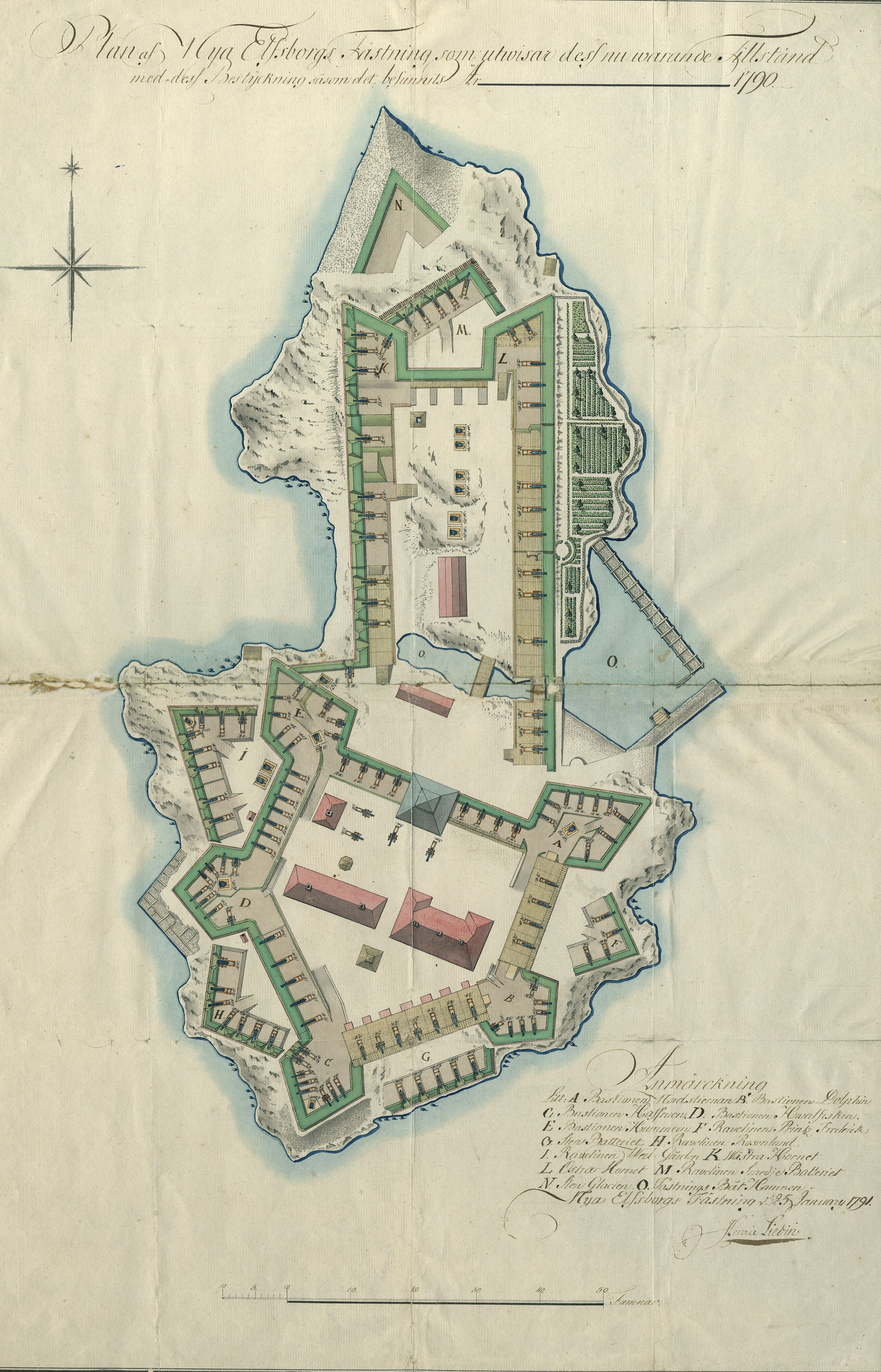
Detaljerad redovisning av Nya Älvsborgs artilleri år 1790.

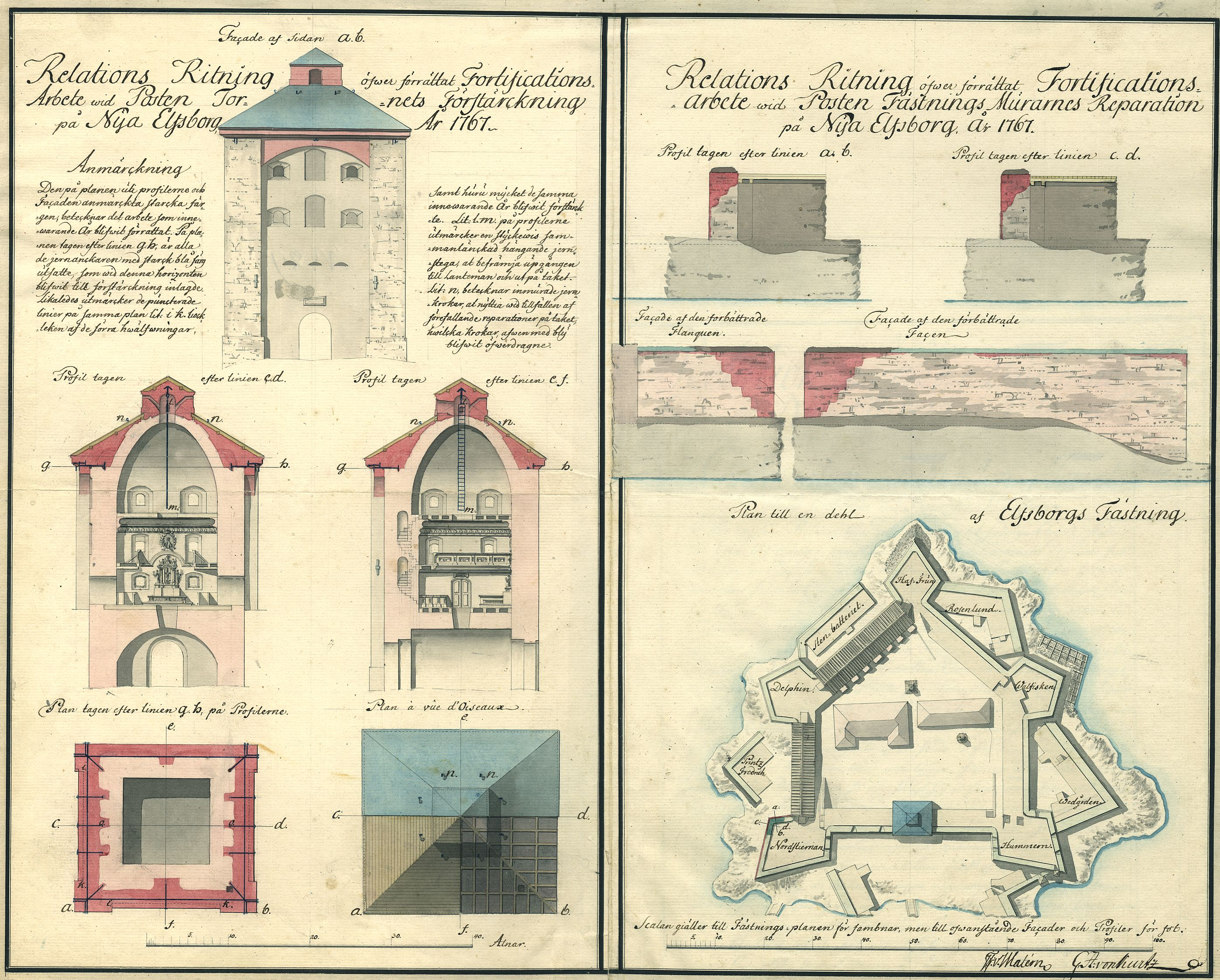
Redovisning av utfört reparationsarbete på Nya Älvsborgs torn och fästningsmurar år 1767.

### Nya Älvsborg
Under åren närmast efter Stora nordiska kriget reparerades skadorna på Nya Älvsborg. Eftersom anslagen till underhåll var låga gjorde fästningskommissionen många anmärkningar på brister år 1733, men man ansåg också att fästningen var viktig som förpost till Göteborg. Eftersom tornet behövde repareras, genomfördes mellan 1766 och 1769 en förstärkning genom att mura upp pilastrar i varje hörn, och montera genomgående järnankare. Dessutom sänktes tornet en våning, och fick därmed den silhuett det fortfarande har idag.
Flera av bastionerna på Nya Älvsborg byggdes om under senare delen av 1700-talet, för att komma till rätta med tidigare brister som konstaterats bland annat av Erik Dahlbergh.

### Teaterkriget (1788-1789)
I samband med Teaterkriget hösten 1788 marscherade en dansk-norsk armé ner genom Bohuslän. Efter att ha besegrat de svenska trupperna i slaget vid Kvistrum vid nuvarande Munkedal, närmade sig styrkan Göteborg. Sedan Gustav III personligen kommit till Göteborg för att leda försvaret, och utnämnt en ny kommendant, rustades ett antal av stadens försvarsanläggningar upp.   Utländsk medling med hjälp av diplomaten Hugh Elliot gjorde att den angripande styrkan under ledning av prins Karl av Hessen stoppade sin framryckning och tog sitt högkvarter i Kungälv.  Bohus fästning, som på grund av tilltagande förfall övergivits år 1786, besattes av dansk-norska trupper. Efter att vapenstillestånd ingåtts drog sig de angripande trupperna tillbaka mot Norge. En kort tid därefter beordrade Gustav III rivning av Bohus fästning.

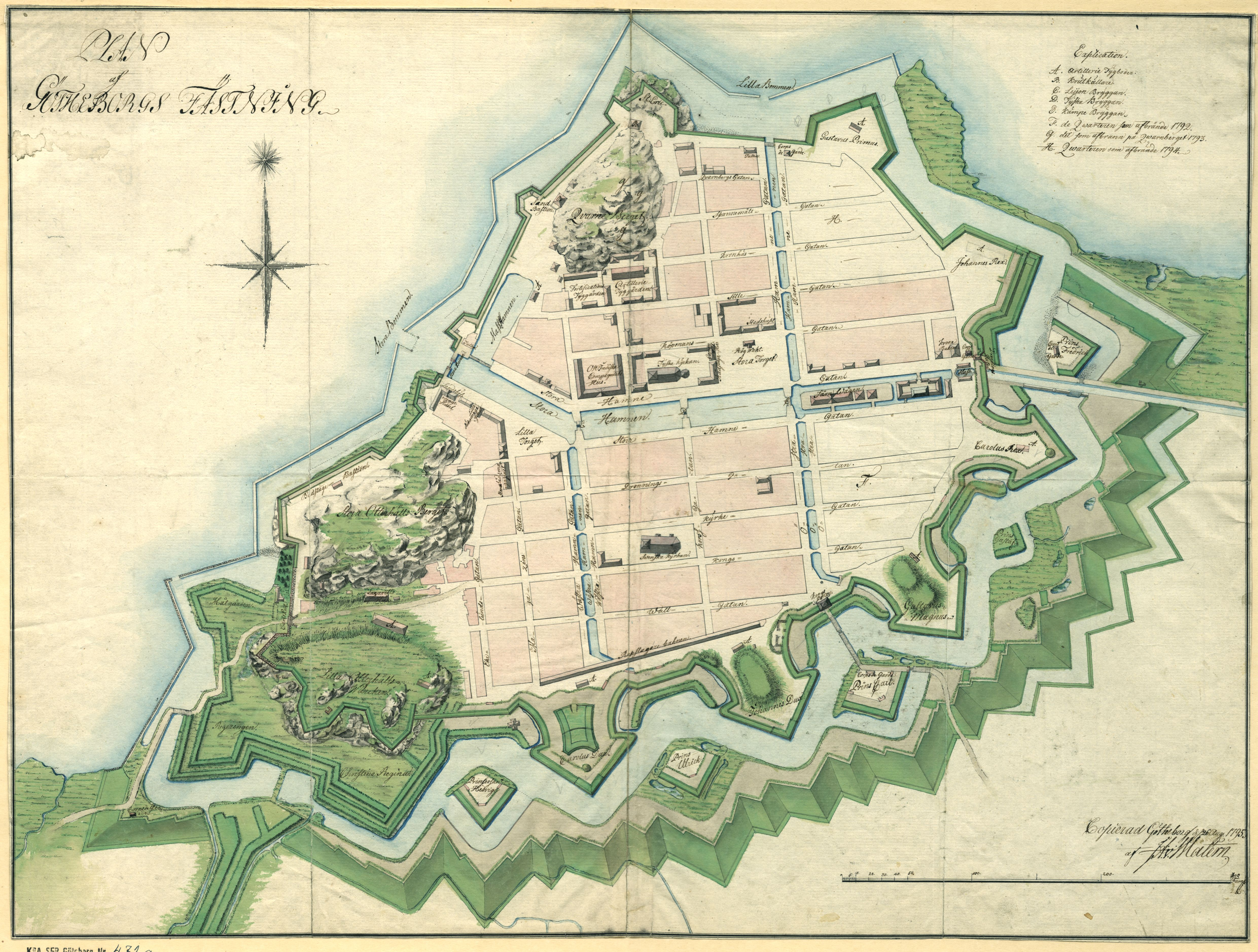
Fästningsstaden Göteborg år 1795.

### Stadsfästningens rasering
I början av 1800-talet insåg militärledningen att förfallet av Göteborgs stadsbefästningar gått så långt att det inte var meningsfullt att underhålla dem. En kommitté uttalade sig 1803 om att befästningarna inte längre kunde hålla stånd mot en belägring, utan bara borde anses som en ringmur omkring en depå, det vill säga en större förrådsplats.  Eftersom den trånga innerstaden behövde utrymme, och dåligt underhållna befästningar var mera till skada än nytta, tog kung Gustav IV Adolf i december 1806 beslut om att riva befästningarna mot landsidan, men på grund av de osäkra tiderna tills vidare behålla befästningarna mot älven. Arbetet med att rasera fästningsvallarna startade den 2 november 1807.

## Befästningarna fram till nutid

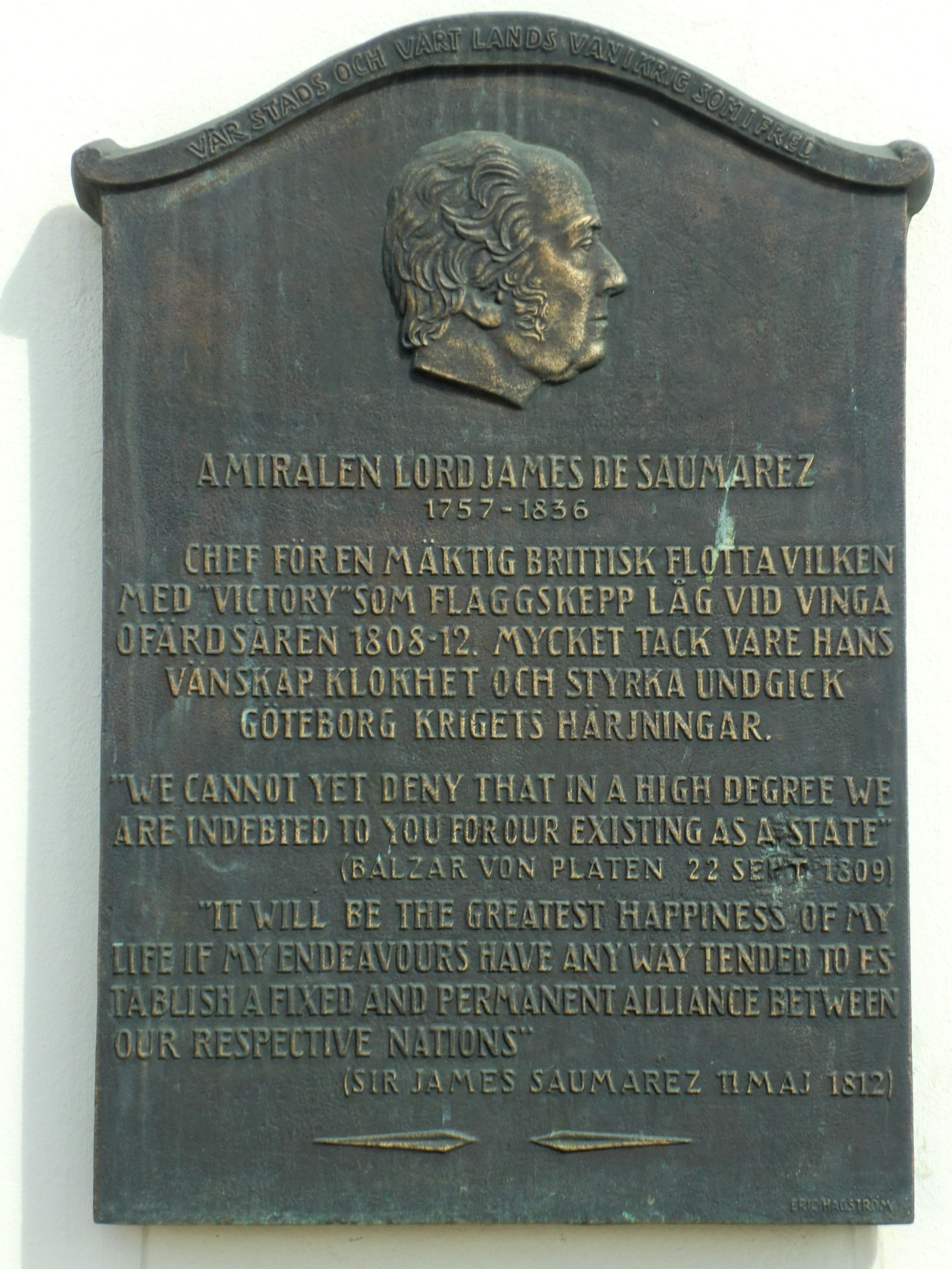
Minnesplatta över den engelske amiralen James Saumarez vid ingången till Göteborgs stadshus.

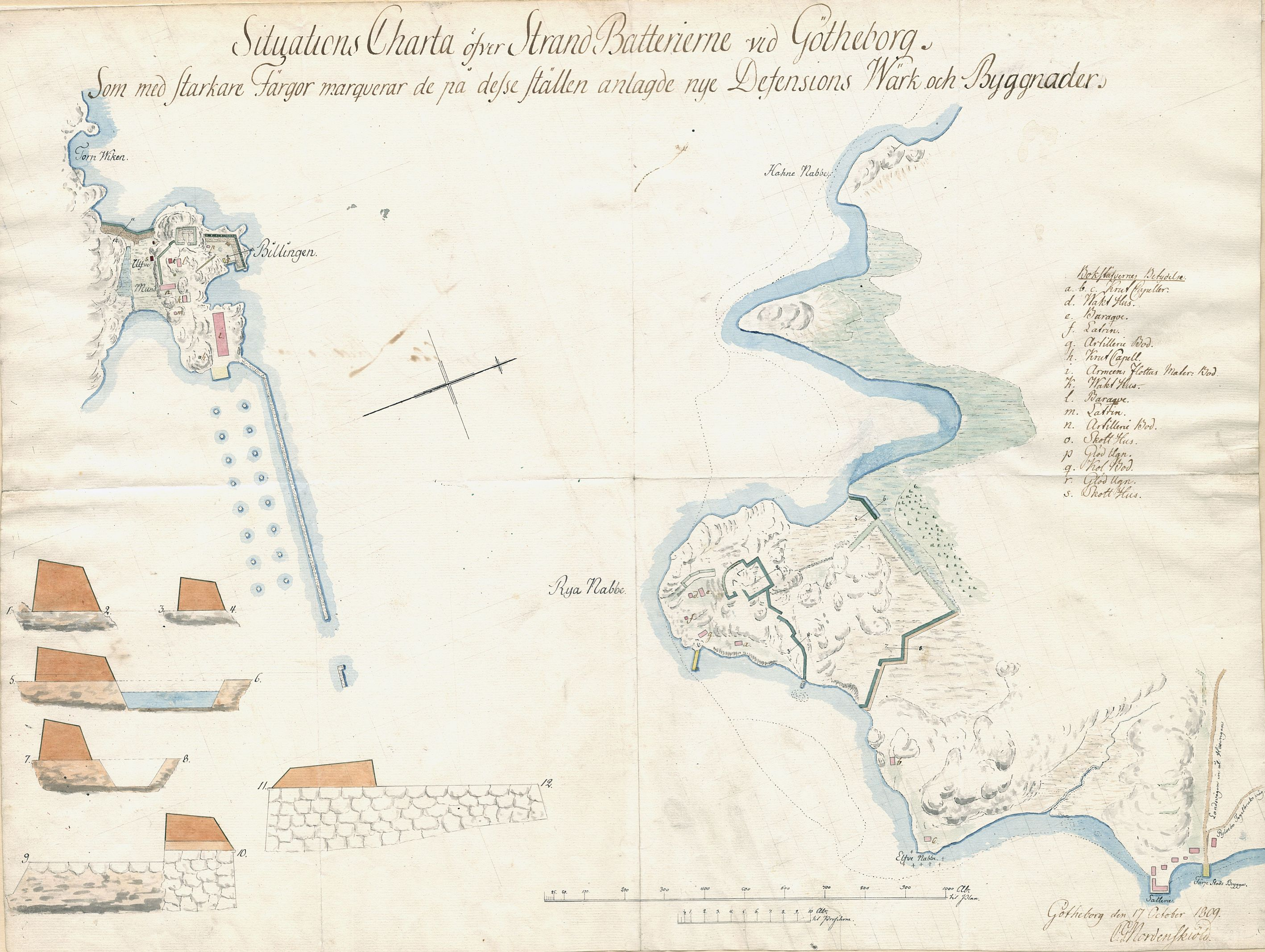
Plan och profil av strandbatterierna vid Lilla Billingen och Rya Nabbe år 1809.

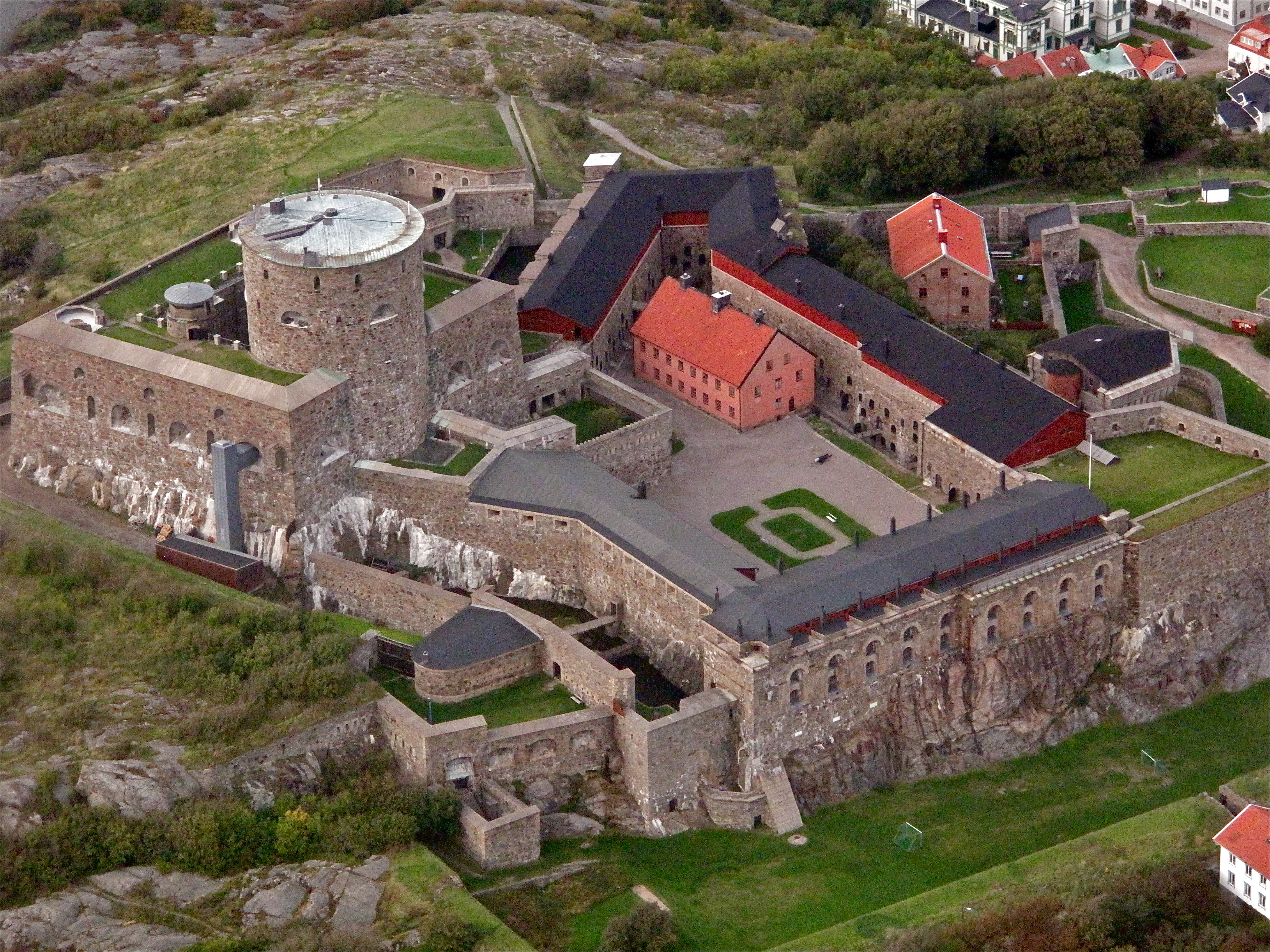
Karlsten från sydväst. Uppe till vänster finns fästningens äldsta delar, tornet med den fyrkantiga övre borggården. I nederkant till höger finns den 1800-talsbyggda södra donjonen, ett kombinerat kanonbatteri och logement för 600 soldater, där logementsdelen har fyra våningar, varav två under jord.

Perioden mellan 1801, då engelska örlogsfartyg anföll Köpenhamn fram till konventionen i Moss 1814, innebar för svensk del ett antal olika krigshot och krig där Sverige ibland var fiende till, ibland allierad med Danmark-Norge, Ryssland, England och Frankrike. I februari 1801 inspekterades Göteborgs försvar av Gustav IV Adolf. Försvaret var eftersatt och Nya Älvsborg hade brister i underhållet, medan batterierna vid Lilla Billingen och Rya Nabbe betecknades som odugliga. Det osäkra läget innebar att ett nytt kanonbatteri, Ulfmund, anlades mellan Stora och Lilla Billingen samma år. Dessutom utökades batterierna på Rya Nabbe med ett nytt, kallat Carpelan efter länets landshövding, år 1806. Bevakningen ökade också på kustfästningarna Nya Älvsborg och Karlsten.
Vid två tillfällen, 1808 och 1810-1811, stod fästningsstaden Göteborg under direkta hot om angrepp. I mars 1808 förklarade Danmark-Norge krig mot Sverige. Som stöd till det svenska försvaret inför ett eventuellt anfall från Norge anlände generalen Sir John Moore till Göteborg med 11 000 man engelska hjälptrupper, ombord på 140 fartyg, den 17 maj. Oenighet mellan generalen och kung Gustav IV Adolf om hur trupperna skulle användas gjorde att engelsmännen seglade tillbaka redan den 3 juli. Sverige tvingades av Frankrike hösten 1810 att förklara krig mot Storbritannien, samtidigt som brittiska örlogsfartyg befann sig i Göteborgs skärgård. I april 1811 utfärdades instruktioner från överkommendanten i Göteborg, om att en avdelning av Arméns flotta, tillsammans med Nya Älvsborgs fästning skulle försvara inloppet till Göteborg, och "skydda dess närliggande stränder för landstigningar av rikets fiender engelsmännen". Dessutom skulle man från Karlsten rapportera siktade fartyg till Nya Varvet med hjälp av optisk telegraf. I slutet av 1811 avseglade de brittiska örlogsfartygen under befäl av amiral James Saumarez.

### Karlsten

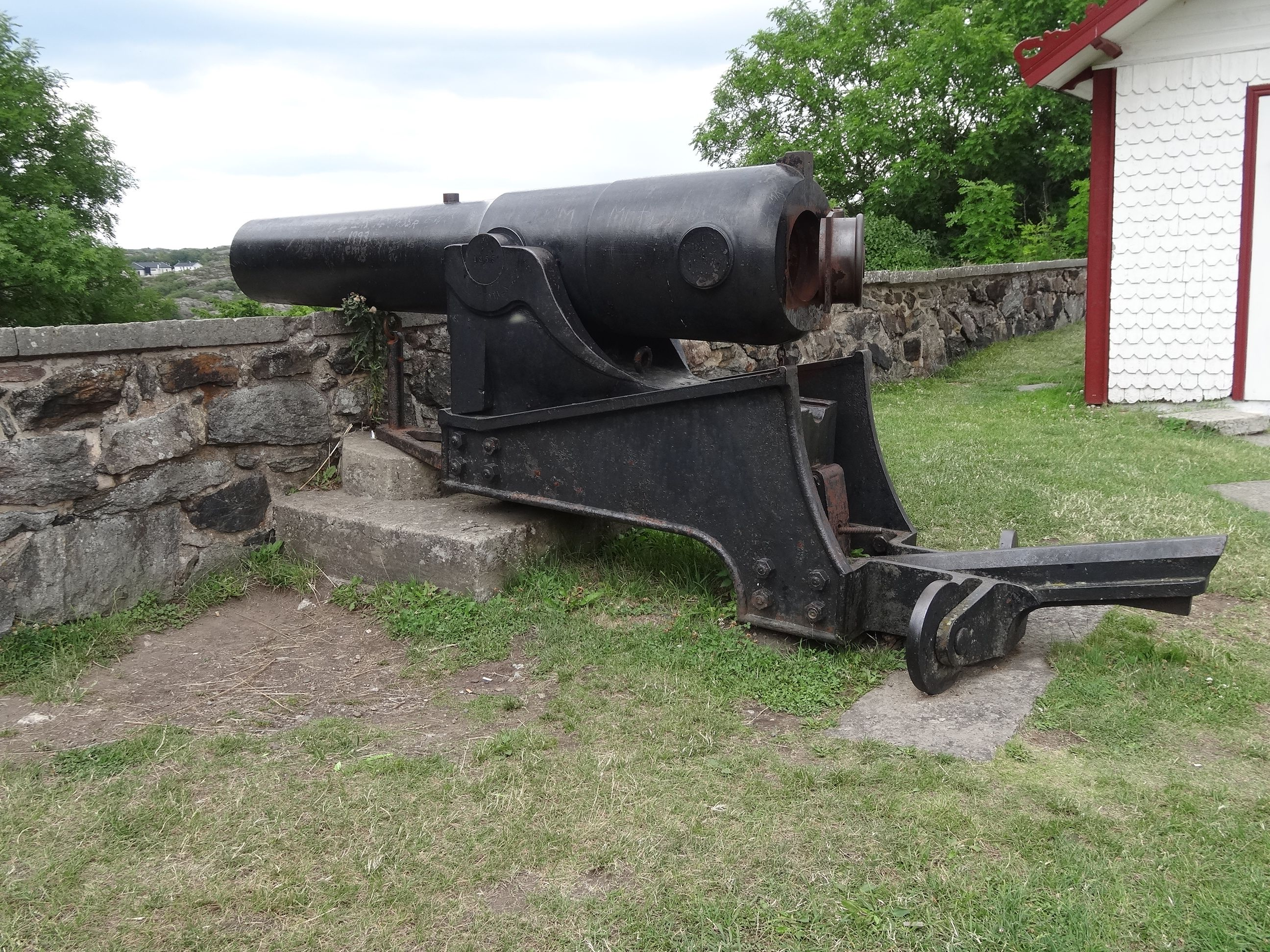
Slätborrad bakladdad kanon från 1855 på Karlstens fästning.

Från 1830-talet och drygt 20 år framåt genomfördes Karlstens sista stora ombyggnad. Motiveringen från 1839 års befästningskommitté var att fästningen var viktig som skydd för Göta älv och Göteborg, samt att man genom den högt belägna försvarsanläggningen hade god uppsikt över norra Kattegatt bort mot Skagens fyr. Den ökande spänningen mellan England och Ryssland, som kom att leda fram till Krimkriget, spelade också en roll.
Karlsten var på 1850-talet en imponerande anläggning med sinnrika flankeringssystem, kaponjärer och olika försvarsverk. Den ansågs vara en av Europas starkaste kustfästningar och blev därför föremål för utländska studiebesök.
Även artilleriet förbättrades, och vid mitten av 1800-talet hade den sin största eldkraft någonsin med bland annat 152 kanoner, mörsare och haubitsar enbart i huvudfästningen. Vid denna tid levererade Åkers styckebruk de första exemplaren av sin nya kanontyp till Karlsten. Dessa kanoner var bakladdade, vilket innebar större genomslagskraft och snabbare laddning jämfört med de tidigare framladdade kanonerna.

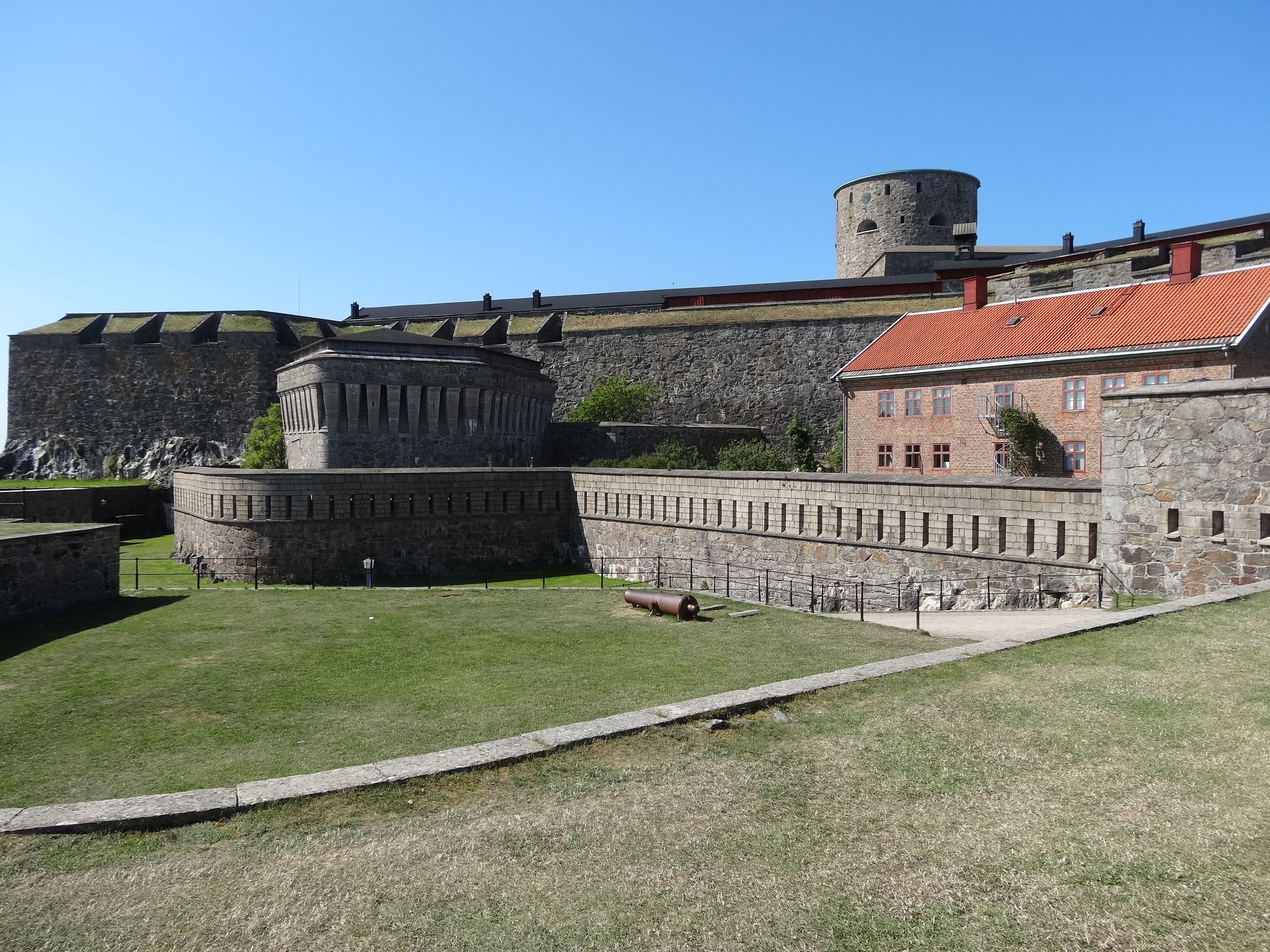
Karlstens fästnings östra front, med 1800-talets skyttegalleri, 1700-talets bakomliggande huvudvall och 1600-talets torn.

### Nerläggning av kustfästningarna
Efter att under 1800-talet i första hand ha använts som fängelse upphörde Nya Älvsborg som fästning 1868. Utvecklingen av fartygsartilleriet gick snabbt, och provskjutning visade att de gamla kustfästningarna inte skulle kunna stå emot den tidens moderna kanoner. Detta hade  också gjort Karlsten omodern några decennier efter att den förklarats färdigbyggd, och år 1882 slutade den att räknas till rikets fasta försvar.

### Älvsborgs fästning

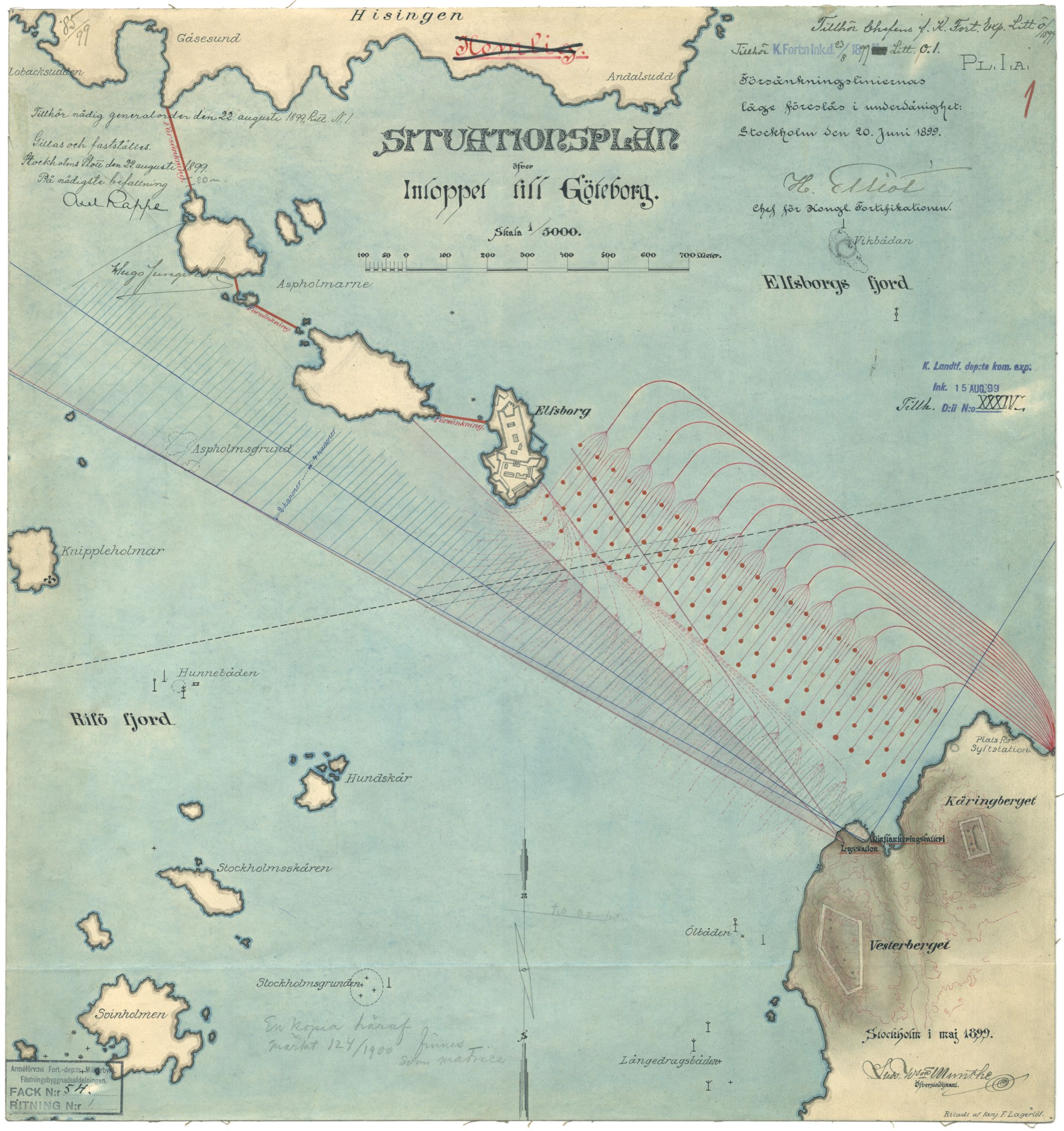
Tidigare hemligstämplad karta över Göteborgs hamninlopp 1899, med det romb-formade Oskar II:s fort nere till höger.

Den känsla av nordisk gemenskap som funnits i mitten av 1800-talet, började mot sekelskiftet att ersättas av en ökande nationalism, och förhållandet till Norge blev allt mera ansträngt. I Göteborg fanns i slutet av 1800-talet bara Göta artilleriregemente (A 2) med militär närvaro. Planering av olika försvarsanläggningar i hamninloppet  inleddes med det sammanfattande namnet Älvsborgs fästning, och år 1899 började arbetet med huvudanläggningen Oscar II:s fort i Västerberget på södra sidan av Göta älvs mynning. De försänkningar av sten som placerades ut mellan några av öarna i hamninloppet, finns kvar ännu i dag med status som fast fornminne.

I fortet tillämpades ett antal nya uppfinningar. Egen strömgenerator, lysstation för belysning av inloppet, minlinjer och radiostation med gnistsändare. Artilleriet på toppen av berget bestod av fyra 57-millimeters och två 15-centimeters kanoner i pansartorn. Dessutom två 24-centimeters kanoner i självsänkande lavettage. Vid foten av berget sprängdes ett nytt batteri ut, Götiska batteriet, med fyra 57-millimeters kanoner. Den djupa utsprängda fortgraven, cirka sex meter bred och nio meter djup, på toppen av Västerberget var ett effektivt skydd mot infanteri när anläggningen togs i drift 1907.  Enligt förslag från en försvarsberedning 1914 fanns förutom den befintliga fästningen också behov av "ett framskjutet försvar" samt "antiflygskeppskanoner". 

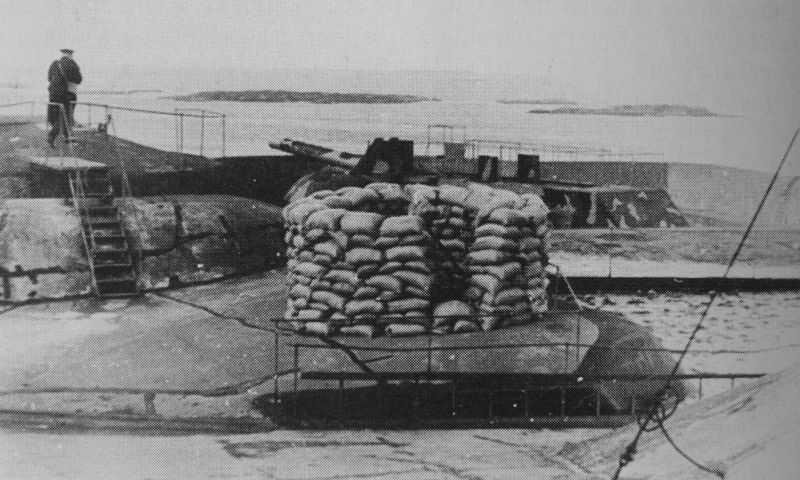
Batteri 02 på Oscar II:s fort 1939, med en 24-centimeters kanon i självsänkande lavettage.

Anläggningen blev snabbt omodern eftersom den djupa fortgraven ramade in de oskyddade kanonerna, vilka därigenom blev väl synliga från luften. Fästningen lades i materialreserv efter 1925 års försvarsbeslut, vilket innebar att den bibehölls men utan bemanning. 
Före 1 september 1939 fanns ingen krigsplanläggning för försvar av Västkusten. Gränsen mot Norge bestod av en neutral zon utan befästningar, enligt Karlstadsöverenskommelsen från 1905, och Försvarsstaben räknade inte med anfall västerifrån. Efter krigsutbrottet påbörjades planer för försvar av Onsalahalvön och Marstrandsområdet, men motståndaren bedömdes vara England, inte Tyskland.
Enligt generalorder den 29 augusti 1939 befalldes att Älvsborgs fästning skulle sättas i försvarstillstånd. Personal från Vaxholms kustartilleriregemente (KA 1) och Karlskrona kustartilleriregemente (KA 2) anlände därför till Göteborg, och den 5 september var personalstyrkan på Älvsborgs fästning över 800 man. Bland alla brister som snabbt måste åtgärdas fanns eldledningsmaterielen. Inom Oscar II:s fort måste de gamla talrören återigen användas, eftersom alla telefoner utom en var oanvändbara. Under hösten 1939 sänktes stridsberedskapen, och ett nytt planerat fast batteri med 15-centimeters kanoner föreslogs att ersättas med ett rörligt eftersom "behoven i Göteborg var mindre framträdande".
Den 23 februari 1940 ställdes 400 000 kronor till förfogande för byggande av befästningar vid Kungsbackafjorden, men arbetet hade inte kommit igång i början av april.

#### Höjd beredskap
Den 8 april 1940 visste man på svensk sida att en tysk militärkolonn närmade sig dansk-tyska gränsen vid Jylland, och att en tysk flottstyrka passerade Stora Bält på nordlig kurs. Bemanningen inom Älvsborgs fästning var svag eftersom enheter hade omgrupperats till Hemsö fästning i samband med Finska vinterkriget. Bara batteri GÖ på Galterö, med två 12-centimeters kanoner, var eldberett vid stora inloppet till Göteborg. I Älvsborgs fästning fanns tillfälligt två Landstormskompanier eftersom avlösning skulle ske den 8 april, men det utryckande kompaniet blev kvarhållet till september.
| ”                                                           | Släck alla fyrar på Västkusten! | „ |
| – Order från Chefen för marinen på kvällen den 8 april 1940 |                                 |   |

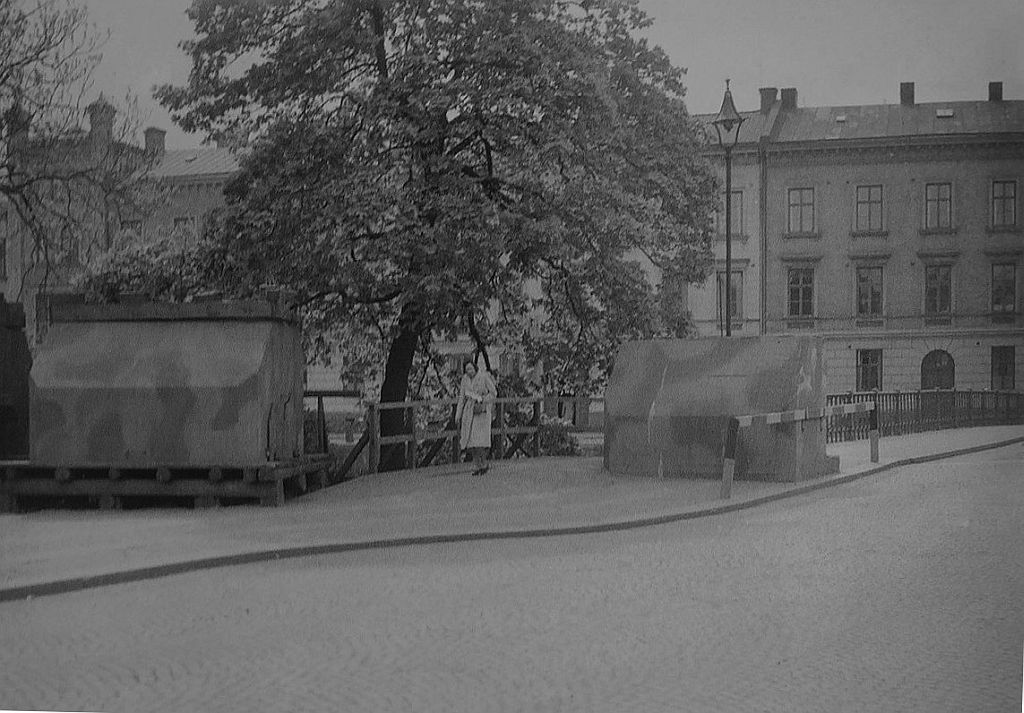
Slussgatan, vid Trädgårdsföreningen i Göteborg sommaren 1945. Fasta och rörliga spärrblock av betong, så kallade pianoblock, har förberetts för att spärra av bron över vallgraven.

Efter det tyska anfallet på Danmark och Norge den 9 april forcerades upprustningen genom att ett stort antal provisoriska 57-millimeters batterier sattes upp i Göteborgs skärgård. Förutom att arbetet med det påbörjade batteri SY på Styrsö påskyndades, gjordes provisoriska pjäsplatser på Donsö, Björkö och Risö. Den 14 april sändes 12 kanoner med ilgods till Älvsborgs fästning från Göteborgs örlogsdepå (ÖG) och Stockholms örlogsvarv (ÖVS) till pjäsplatser vid Rönnäng, Marstrandsön och på Stora Dyrön. De nya lätta batterierna var klara den 29 april och bemannades med personal från KA 1. Den 9 september 1940 sänktes beredskapen inom Älvsborgs fästning, för att sedan tillfälligt öka igen vid flera tillfällen. I januari 1942 infördes skärpt beredskap på grund av de i Göteborgs hamn instängda norska kvarstadsbåtarna, vilket orsakade en ökad tysk patrullering utanför Göteborgs skärgård.

#### Försvarslinjer
Ett antal fasta skansar, värn och hinder byggdes upp runt Göteborg under andra världskriget för att skydda staden mot anfall. I söder byggdes Askim-Alveredslinjen, senare kallad Göteborgs södra ytterförsvar, under 1943-1944. Försvarslinjen bestod av åtta skansar - Hovås, Askim, Sisjö, Alvereds, Sjödala, Vällsjö, Pixbo och Råda skans.
I centrala staden fanns en inre försvarslinje i anslutning till vallgraven, med namnet Kanalställningen. Linjen bestod förutom av 74 skyttevärn, också av stora cementblock för avspärrning vid kanalbroarna.

### Kustartilleribatterier

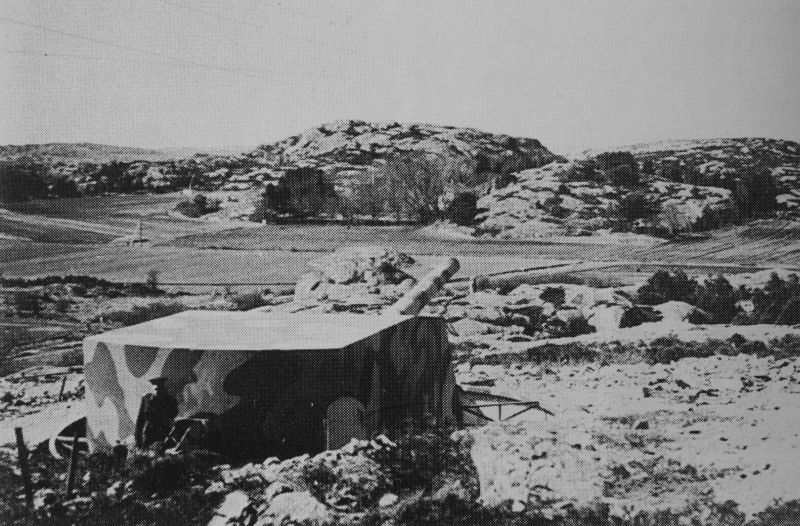
En av 24-centimeters pjäserna på batteri TL vid Hjuvik under andra världskriget.

I början av andra världskriget flyttades kanonerna på Oscar II:s fort ut till nya batterier i skärgården, enligt mönster från den så kallade Havsbandslinjen. De två 15-centimeters pjäserna flyttades till nya batteri SY på Styrsö, vilket var stridsklart den 11 maj 1940. De två 24-centimeters pjäserna byggdes om till tornpjäser, och flyttades 1942 till batteri TL vid Torslanda (Hjuvik). Från och med 16 mars 1942 ingick batteri TL i Älvsborgs fästnings stridskrafter. Försvarsbeslutet 1942 innebar att Älvsborgs fästning förvandlades till Göteborgs Kustartilleriförsvar (GbK), samtidigt som Älvsborgs kustartilleriregemente (KA 4) bildades.

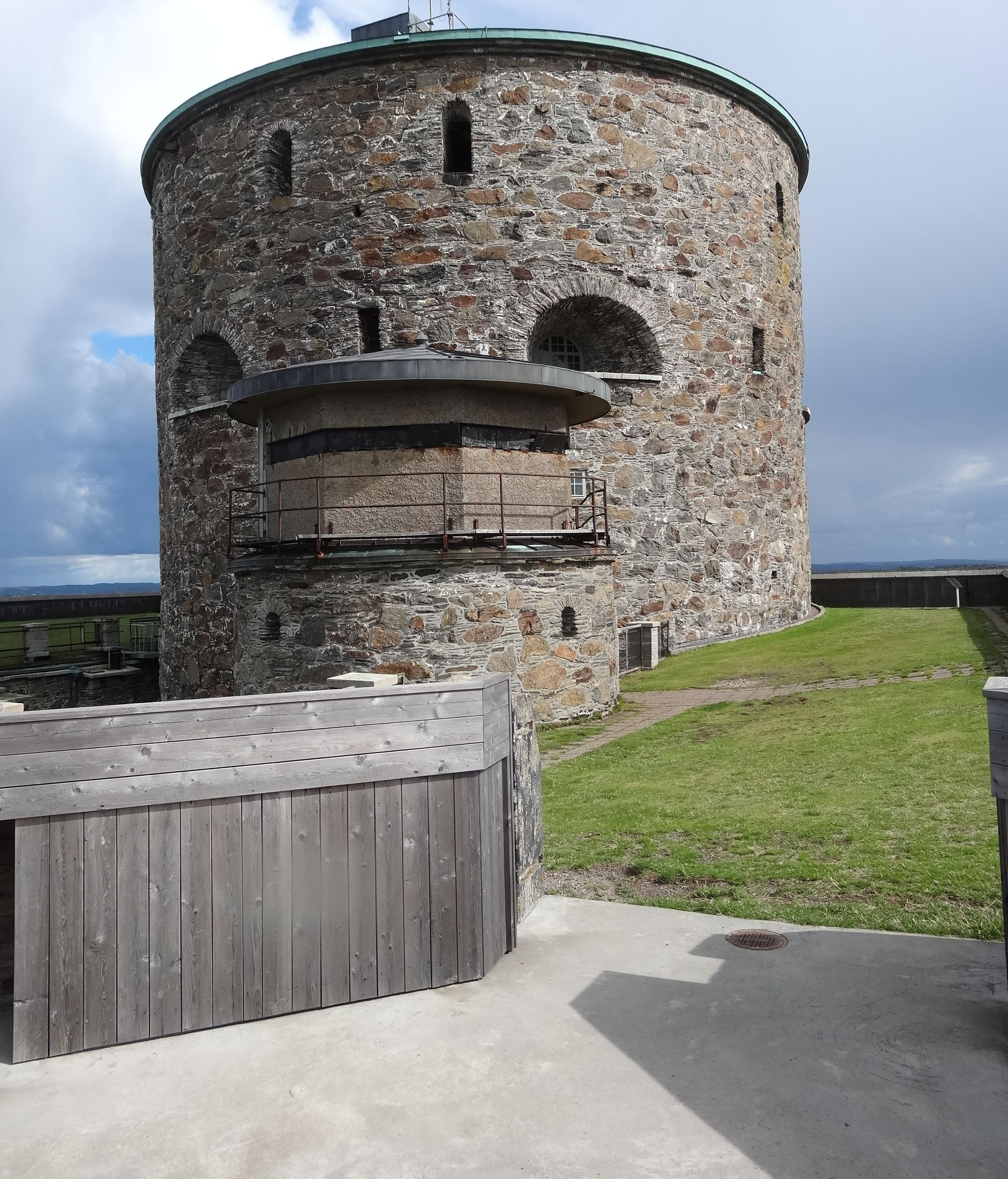
Det högt belägna Karlsten har även i modern tid använts för spaning och eldledning. En kustspaningsradar på torntaket monterades ner 1993.

Dessutom anlades fasta batterier och minspärrar som ingick i en heltäckande yttre försvarslinje bland annat på Björkö, Donsö och vid Marstrand. Batteri TL utgick som Kustartilleriförband på 1950-talet, men kvarstod i krigsorganisationen för att kunna skjuta mot förbestämda markmål. Batteriets omfattande berganläggning avrustades slutligen 1999. Kanonerna från batteri SY och TL har nu flyttats tillbaka till Oscar II:s fort, med planer på att göra om fortet till museum. Flera batterier tillkom under kalla kriget, bland annat ett 7,5-centimeters serie II batteri på Galterö under 1960-talet, och 1974 färdigställdes ett 7,5-centimeters serie III batteri på Marstrand. 

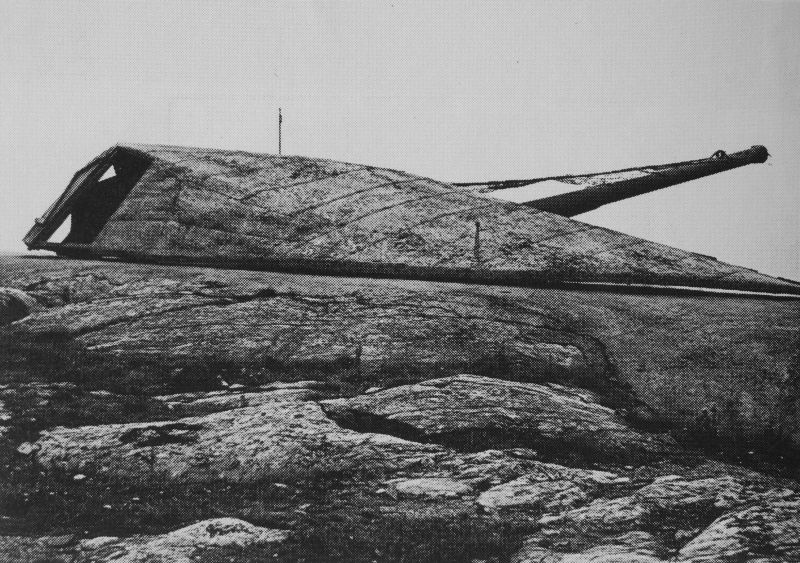
Pjäs 3 vid 15-centimeters batteri BJ på Björkö år 1943.

I juni 1988 fanns tydliga tecken på främmande undervattensverksamhet i Göteborgs södra skärgård. Regelverket tillät verkanseld med minor om tre av varandra oberoende sensorer indikerade främmande rörelser under vattnet. I två fredsutlagda minlinjer utnyttjades detta genom att varje minlinje hade en särskild magnetslinga, och varje mina hade magnetiskt indikeringsorgan. Verkanseld insattes vid två tillfällen då utslag indikerades i slinga och minor i första minlinjen och därefter utslag i andra minlinjen.
Den sista krigsförbandsövningen med fast förband ägde rum 1996 med Spärrbataljon Göteborg, och den sista skjutningen med fast batteri var med Marstrands-batteriet år 2000.
Vid Riksantikvarieämbetets genomgång år 2002 av försvarsanläggningar som ansågs värda att bevara, föreslogs batteriet på Galterö att bevaras i sin helhet. En motion om att bevara Göteborgs sista batteri, och att göra det tillgängligt för allmänheten, lämnades in till Göteborgs kommunfullmäktige den 18 september 2003. Efter remissrunda beslöt Göteborgs kommunfullmäktige den 16 september 2004, att motionen skulle anses besvarad med konstaterandet att batteriet redan var nedmonterat.

### Luftvärn

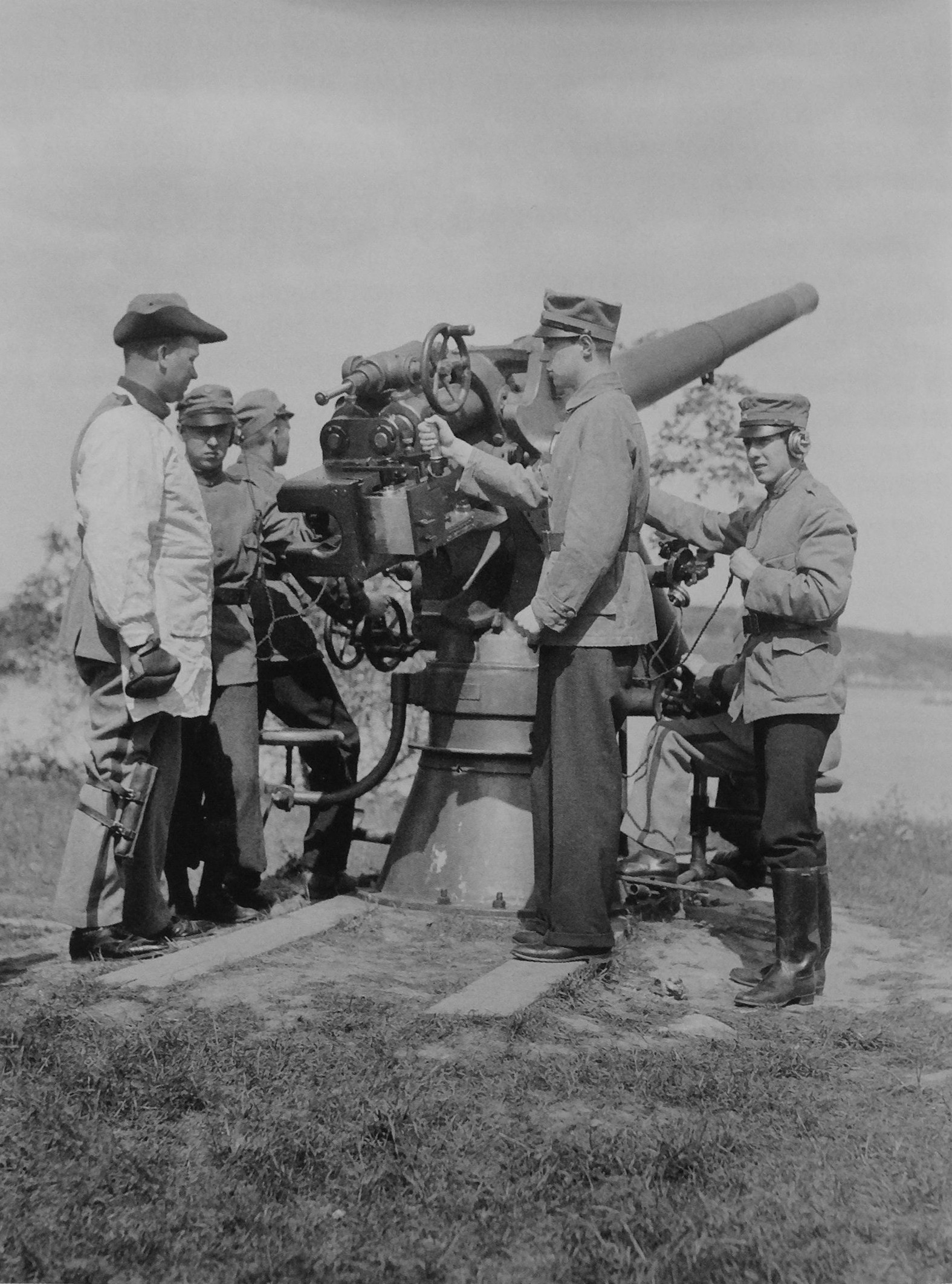
Göteborgs luftvärnsförening visar upp en 7,5 cm Bofors luftvärnskanon m/24 i samband med en luftskyddsdag i maj 1936.

Föreningen för Göteborgs Försvar samlade in pengar till luftvärn redan 1924, och Luftvärnets kamratklubb, senare namnändrad till Göteborgs luftvärnsförening genomförde frivillig luftvärnsutbildning. Under 1930-talet anordnades flera luftskyddsdagar i Göteborg. Den 6 september 1939 utgjordes Göteborgs luftförsvar av tre 75-millimeters luftvärnskanonbatterier, fem 40-millimetersbatterier, tre 150-centimeters strålkastare och åtta 8-millimeters luftvärnskulsprutor. Den 16 oktober rapporterades från 75-millimetersbatteriet på Hinsholmsberget i västra Göteborg, att de två pjäserna fortfarande inte var anskjutna. Gällande eldledningen så var centralinstrumentet från 1920-talet bara graderat till 360 km/tim på fartskalan, och höjdmätaren var på reparation.
I samband med det tyska anfallet mot Danmark och Norge den 9 april 1940, så ökade också flygaktiviteten på svenska västkusten. På morgonen den 11 april orsakade en svensk bombplansdivision under omgruppering flyglarm i Göteborg, och var nära att bli beskjuten. Klockan 16.32 den 20 april öppnade luftvärnet verkanseld mot ett tyskt bombplan som flög på sydlig kurs över Mölndal. Flygplanet, en Heinkel He 111, träffades och vinglade till för att därefter på låg höjd försvinna över höjderna västerut. Enligt obekräftade uppgifter havererade flygplanet i vattnet utanför Hinsholmen.
I slutet av andra världskriget flög stora formationer av allierade bombplan upprepade gånger över Göteborgsområdet, på väg mot mål i norra Tyskland. På natten den 22 december 1944, och mellan 6 och 7 mars 1945, sköt luftvärnet spärreld under de passerande bombplanen.
Efter att ha träffats av tysk luftvärnseld till havs cirka tre mil nordväst om Göteborg försökte ett brittiskt Halifax-bomplan nödlanda på svenskt område på kvällen den 13 januari 1945. Då man inte kunde hitta Säve eller Torslanda flygfält, och besköts av sporadisk svensk luftvärnseld, hoppade besättningen i fallskärm i närheten av Göteborg förutom piloten som slutligen kraschlandade flygplanet vid Skällared i Landvetter. En besättningsman som inte kunnat lämna flygplanet omkom.

### Säve berghangarer

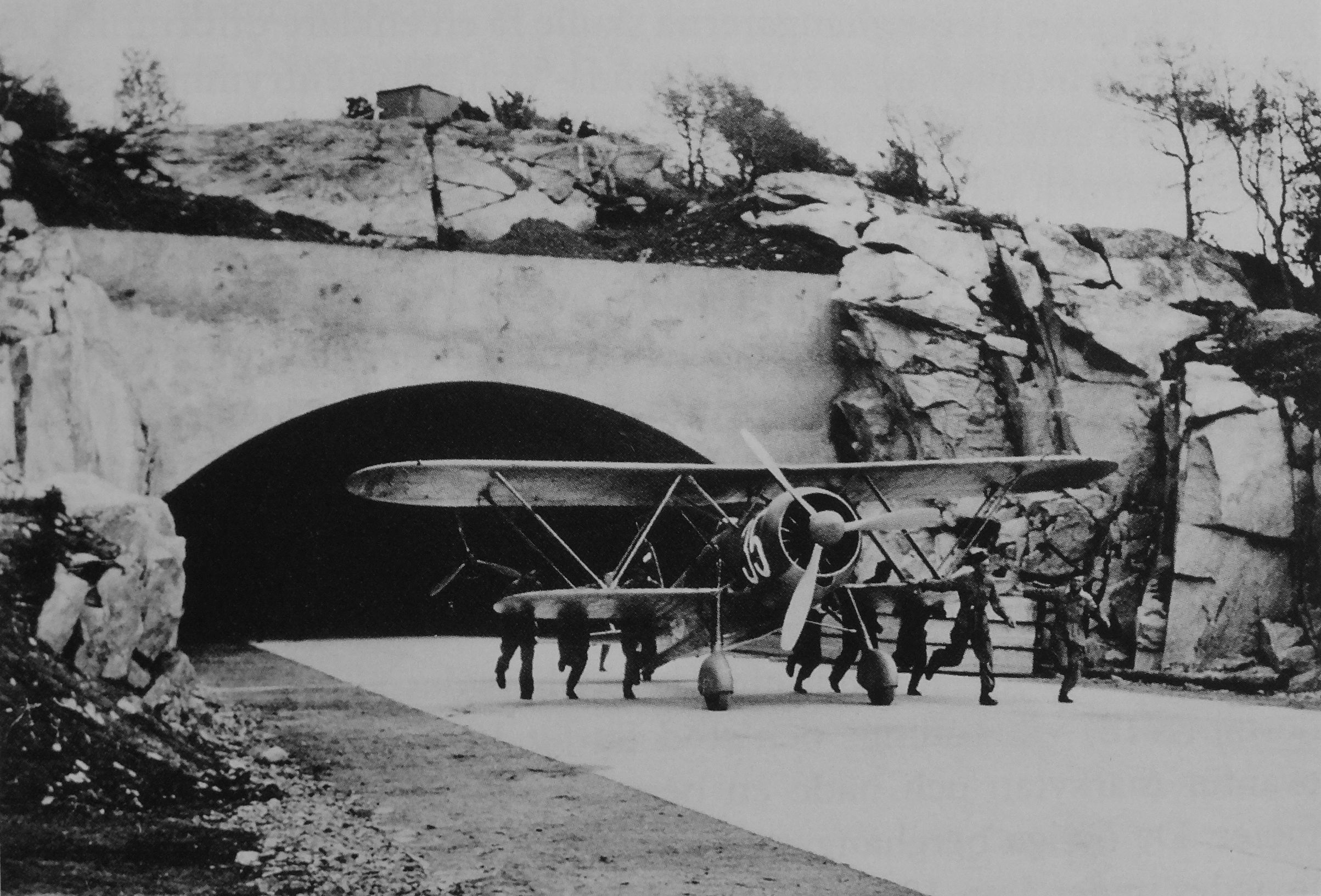
En av världens sista serietillverkade dubbeldäckade jaktplansmodeller, Fiat CR.42 (J 11), rullas ut ur en av världens första utsprängda berghangarer, Gamla berget på F 9 1942-1943.

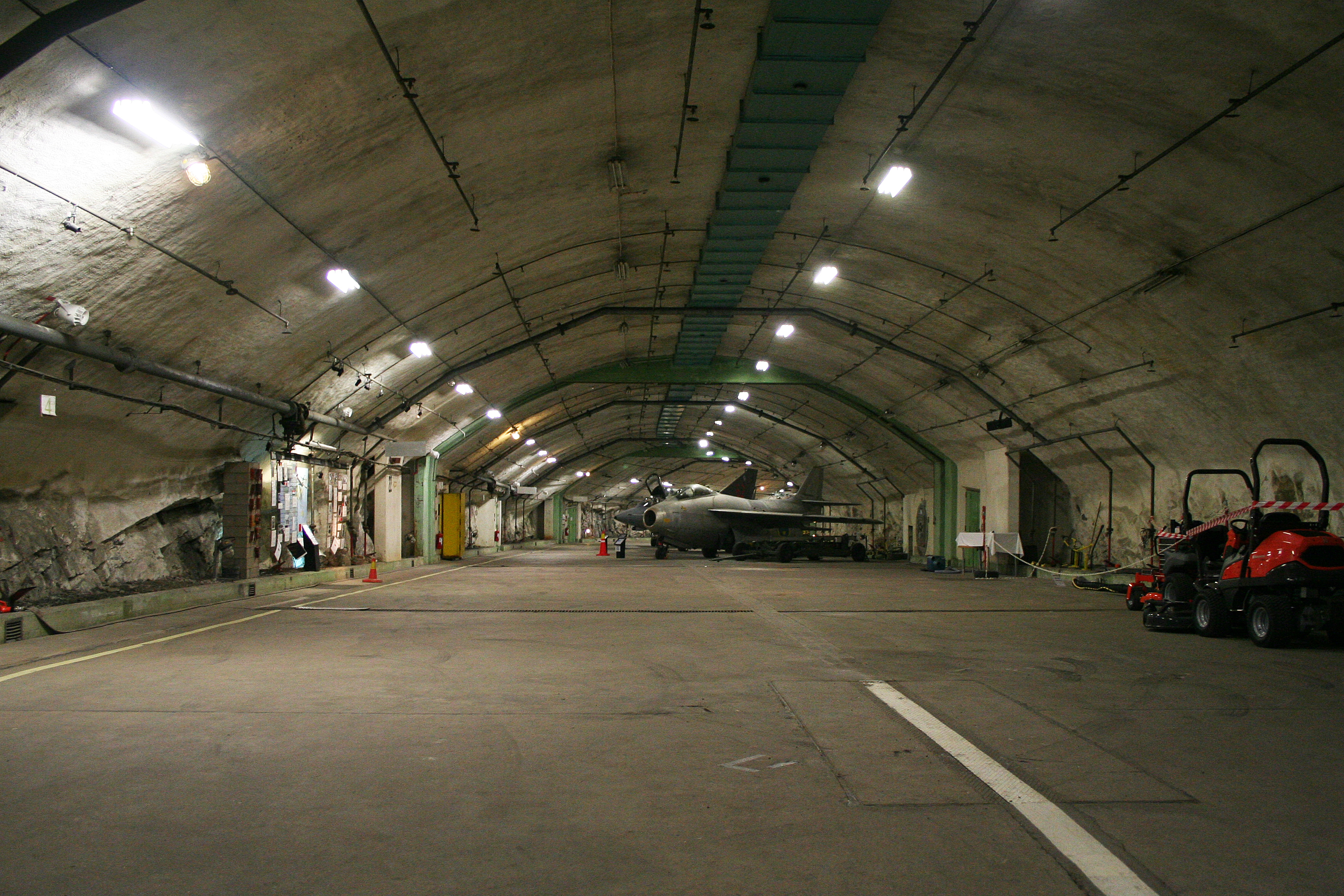
Uppfartstunnel i Nya berget på Säve, numera lokal för flygmuseet Aeroseum

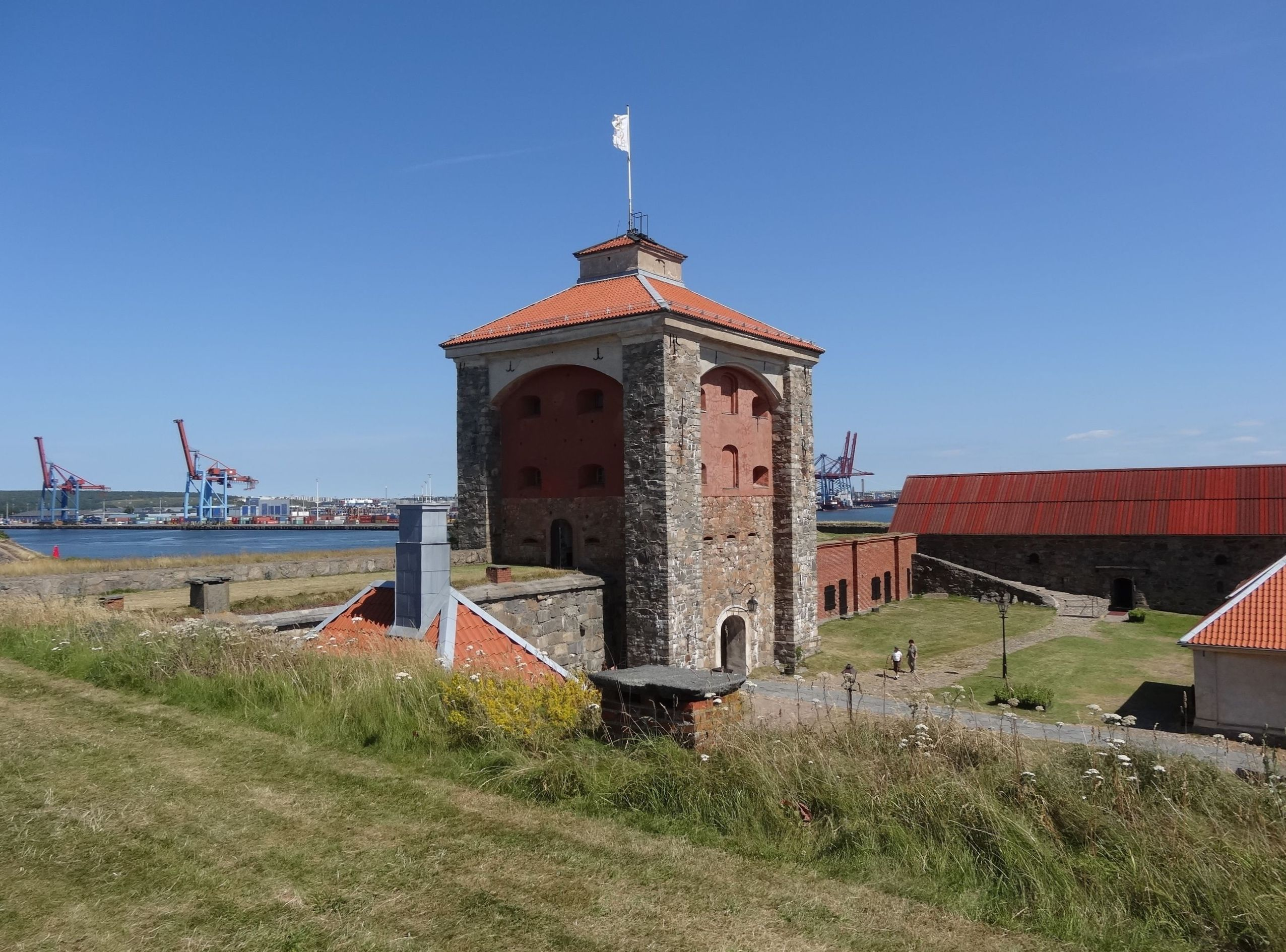
Nya Älvsborg är ett annorlunda utflyktsmål, och besöks med båt som avgår från Lilla Bommen.

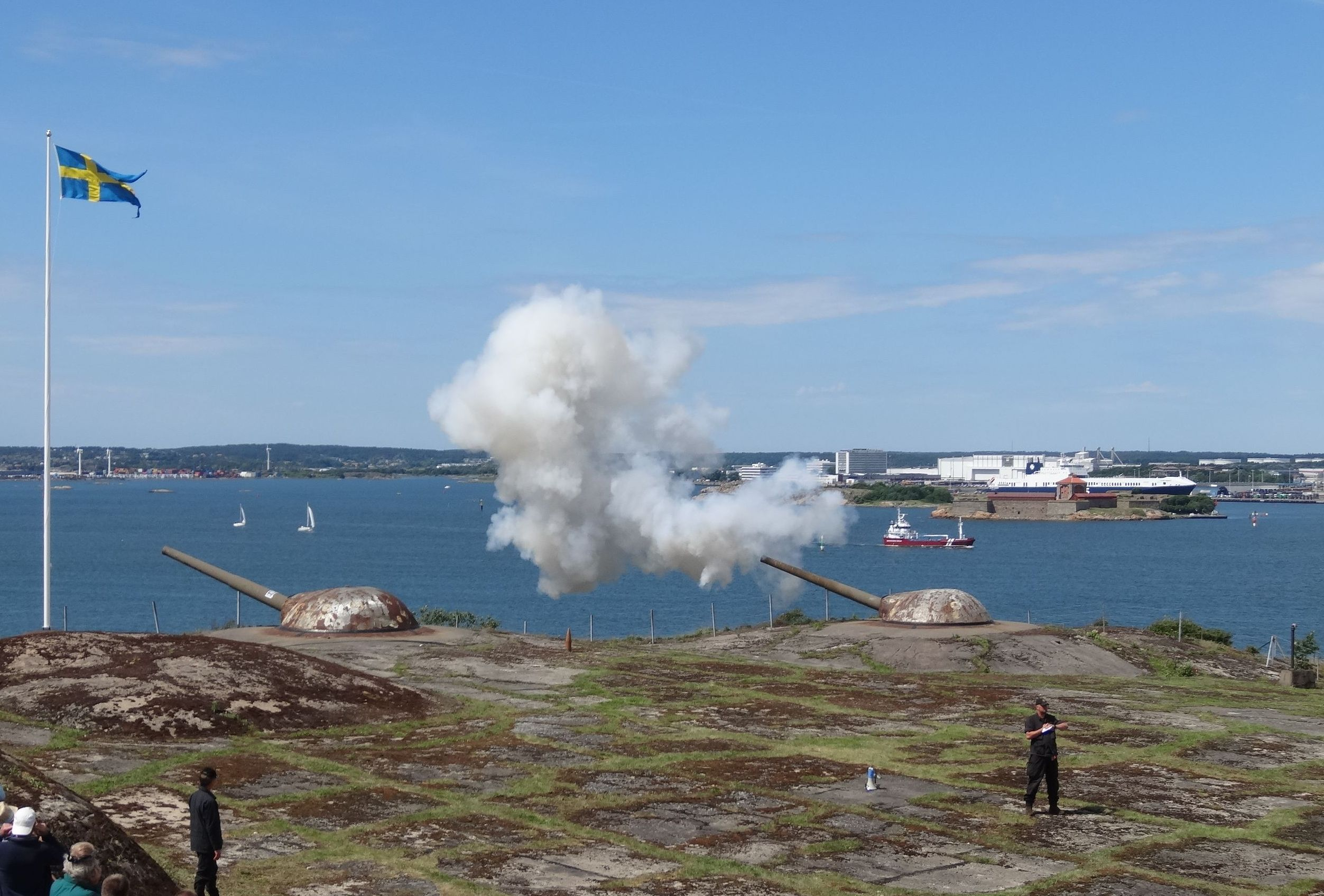
Salut med 15,2 centimeters kanon på Oscar II:s fort i samband med Nationaldagsfirande 2016.

Jaktflygflottiljen Göta flygflottilj (F 9) vid Säve på Hisingen bildades den 1 juli 1940, och det utsatta läget gjorde att statsmakterna beslöt att bygga hangarer och andra byggnader för verksamheten i bergrum. Utan att ha några tidigare förebilder i Sverige eller utlandet slutfördes byggandet av "Gamla berget" år 1942. Ytan inne i berget blev 8 000 kvadratmeter, med fyra infarter och golv i nivå med betongplattan utanför.
Efter användningen av atombomber i andra världskrigets slutskede förändrades hotbilden, och "Gamla berget" skulle inte klara de nya kraven. En helt ny anläggning sprängdes därför ut på Säve, och "Nya berget" togs i bruk i mitten av 1950-talet. Den nya anläggningen omfattade cirka 24 000 kvadratmeter, med huvud- och sidotunnlar. För att stå emot kärnvapen konstruerades portar med en vikt på närmare 90 ton, till skydd för de cirka 400 meter långa uppfartstunnlarna. Hangarerna låg 10-12 meter under marknivån, och bergtäckningen var sammanlagt 25 meter.

## Befästningarna i nutid
Göteborgsområdets större fästningar, Nya Älvsborg, Bohus och Karlsten ägs och förvaltas av Statens Fastighetsverk (SFV). Alla tre är öppna dagligen under turistsäsongen, och för slutna sällskap efter tidsbokning under hela året.
Skansarna Lejonet och Kronan, också ägda och förvaltade av Statens fastighetsverk, har öppet vissa dagar i veckan under turistsäsong, och för slutna sällskap under hela året. Skansen Lejonet hyrs av Götiska förbundet, vars medlemmar också fungerar som guider på skansen.
Oscar II:s fort, även det med Statens fastighetsverk som ägare och förvaltare, har öppet för slutna sällskap efter tidsbokning och för övriga allmänheten på vissa besöksdagar.